# Defesa Caro-Kann
|   | a | b | c | d | e | f | g | h |   |
| 8 | a8 preto torre · b8 preto cavalo · c8 preto bispo · d8 preto rainha · e8 preto rei · f8 preto bispo · g8 preto cavalo · h8 preto torre · a7 preto peão · b7 preto peão · e7 preto peão · f7 preto peão · g7 preto peão · h7 preto peão · c6 preto peão · d5 preto peão · d4 branco peão · e4 branco peão · a2 branco peão · b2 branco peão · c2 branco peão · f2 branco peão · g2 branco peão · h2 branco peão · a1 branco torre · b1 branco cavalo · c1 branco bispo · d1 branco rainha · e1 branco rei · f1 branco bispo · g1 branco cavalo · h1 branco torre | a8 preto torre · b8 preto cavalo · c8 preto bispo · d8 preto rainha · e8 preto rei · f8 preto bispo · g8 preto cavalo · h8 preto torre · a7 preto peão · b7 preto peão · e7 preto peão · f7 preto peão · g7 preto peão · h7 preto peão · c6 preto peão · d5 preto peão · d4 branco peão · e4 branco peão · a2 branco peão · b2 branco peão · c2 branco peão · f2 branco peão · g2 branco peão · h2 branco peão · a1 branco torre · b1 branco cavalo · c1 branco bispo · d1 branco rainha · e1 branco rei · f1 branco bispo · g1 branco cavalo · h1 branco torre | a8 preto torre · b8 preto cavalo · c8 preto bispo · d8 preto rainha · e8 preto rei · f8 preto bispo · g8 preto cavalo · h8 preto torre · a7 preto peão · b7 preto peão · e7 preto peão · f7 preto peão · g7 preto peão · h7 preto peão · c6 preto peão · d5 preto peão · d4 branco peão · e4 branco peão · a2 branco peão · b2 branco peão · c2 branco peão · f2 branco peão · g2 branco peão · h2 branco peão · a1 branco torre · b1 branco cavalo · c1 branco bispo · d1 branco rainha · e1 branco rei · f1 branco bispo · g1 branco cavalo · h1 branco torre | a8 preto torre · b8 preto cavalo · c8 preto bispo · d8 preto rainha · e8 preto rei · f8 preto bispo · g8 preto cavalo · h8 preto torre · a7 preto peão · b7 preto peão · e7 preto peão · f7 preto peão · g7 preto peão · h7 preto peão · c6 preto peão · d5 preto peão · d4 branco peão · e4 branco peão · a2 branco peão · b2 branco peão · c2 branco peão · f2 branco peão · g2 branco peão · h2 branco peão · a1 branco torre · b1 branco cavalo · c1 branco bispo · d1 branco rainha · e1 branco rei · f1 branco bispo · g1 branco cavalo · h1 branco torre | a8 preto torre · b8 preto cavalo · c8 preto bispo · d8 preto rainha · e8 preto rei · f8 preto bispo · g8 preto cavalo · h8 preto torre · a7 preto peão · b7 preto peão · e7 preto peão · f7 preto peão · g7 preto peão · h7 preto peão · c6 preto peão · d5 preto peão · d4 branco peão · e4 branco peão · a2 branco peão · b2 branco peão · c2 branco peão · f2 branco peão · g2 branco peão · h2 branco peão · a1 branco torre · b1 branco cavalo · c1 branco bispo · d1 branco rainha · e1 branco rei · f1 branco bispo · g1 branco cavalo · h1 branco torre | a8 preto torre · b8 preto cavalo · c8 preto bispo · d8 preto rainha · e8 preto rei · f8 preto bispo · g8 preto cavalo · h8 preto torre · a7 preto peão · b7 preto peão · e7 preto peão · f7 preto peão · g7 preto peão · h7 preto peão · c6 preto peão · d5 preto peão · d4 branco peão · e4 branco peão · a2 branco peão · b2 branco peão · c2 branco peão · f2 branco peão · g2 branco peão · h2 branco peão · a1 branco torre · b1 branco cavalo · c1 branco bispo · d1 branco rainha · e1 branco rei · f1 branco bispo · g1 branco cavalo · h1 branco torre | a8 preto torre · b8 preto cavalo · c8 preto bispo · d8 preto rainha · e8 preto rei · f8 preto bispo · g8 preto cavalo · h8 preto torre · a7 preto peão · b7 preto peão · e7 preto peão · f7 preto peão · g7 preto peão · h7 preto peão · c6 preto peão · d5 preto peão · d4 branco peão · e4 branco peão · a2 branco peão · b2 branco peão · c2 branco peão · f2 branco peão · g2 branco peão · h2 branco peão · a1 branco torre · b1 branco cavalo · c1 branco bispo · d1 branco rainha · e1 branco rei · f1 branco bispo · g1 branco cavalo · h1 branco torre | a8 preto torre · b8 preto cavalo · c8 preto bispo · d8 preto rainha · e8 preto rei · f8 preto bispo · g8 preto cavalo · h8 preto torre · a7 preto peão · b7 preto peão · e7 preto peão · f7 preto peão · g7 preto peão · h7 preto peão · c6 preto peão · d5 preto peão · d4 branco peão · e4 branco peão · a2 branco peão · b2 branco peão · c2 branco peão · f2 branco peão · g2 branco peão · h2 branco peão · a1 branco torre · b1 branco cavalo · c1 branco bispo · d1 branco rainha · e1 branco rei · f1 branco bispo · g1 branco cavalo · h1 branco torre | 8 |
| 7 | a8 preto torre · b8 preto cavalo · c8 preto bispo · d8 preto rainha · e8 preto rei · f8 preto bispo · g8 preto cavalo · h8 preto torre · a7 preto peão · b7 preto peão · e7 preto peão · f7 preto peão · g7 preto peão · h7 preto peão · c6 preto peão · d5 preto peão · d4 branco peão · e4 branco peão · a2 branco peão · b2 branco peão · c2 branco peão · f2 branco peão · g2 branco peão · h2 branco peão · a1 branco torre · b1 branco cavalo · c1 branco bispo · d1 branco rainha · e1 branco rei · f1 branco bispo · g1 branco cavalo · h1 branco torre | a8 preto torre · b8 preto cavalo · c8 preto bispo · d8 preto rainha · e8 preto rei · f8 preto bispo · g8 preto cavalo · h8 preto torre · a7 preto peão · b7 preto peão · e7 preto peão · f7 preto peão · g7 preto peão · h7 preto peão · c6 preto peão · d5 preto peão · d4 branco peão · e4 branco peão · a2 branco peão · b2 branco peão · c2 branco peão · f2 branco peão · g2 branco peão · h2 branco peão · a1 branco torre · b1 branco cavalo · c1 branco bispo · d1 branco rainha · e1 branco rei · f1 branco bispo · g1 branco cavalo · h1 branco torre | a8 preto torre · b8 preto cavalo · c8 preto bispo · d8 preto rainha · e8 preto rei · f8 preto bispo · g8 preto cavalo · h8 preto torre · a7 preto peão · b7 preto peão · e7 preto peão · f7 preto peão · g7 preto peão · h7 preto peão · c6 preto peão · d5 preto peão · d4 branco peão · e4 branco peão · a2 branco peão · b2 branco peão · c2 branco peão · f2 branco peão · g2 branco peão · h2 branco peão · a1 branco torre · b1 branco cavalo · c1 branco bispo · d1 branco rainha · e1 branco rei · f1 branco bispo · g1 branco cavalo · h1 branco torre | a8 preto torre · b8 preto cavalo · c8 preto bispo · d8 preto rainha · e8 preto rei · f8 preto bispo · g8 preto cavalo · h8 preto torre · a7 preto peão · b7 preto peão · e7 preto peão · f7 preto peão · g7 preto peão · h7 preto peão · c6 preto peão · d5 preto peão · d4 branco peão · e4 branco peão · a2 branco peão · b2 branco peão · c2 branco peão · f2 branco peão · g2 branco peão · h2 branco peão · a1 branco torre · b1 branco cavalo · c1 branco bispo · d1 branco rainha · e1 branco rei · f1 branco bispo · g1 branco cavalo · h1 branco torre | a8 preto torre · b8 preto cavalo · c8 preto bispo · d8 preto rainha · e8 preto rei · f8 preto bispo · g8 preto cavalo · h8 preto torre · a7 preto peão · b7 preto peão · e7 preto peão · f7 preto peão · g7 preto peão · h7 preto peão · c6 preto peão · d5 preto peão · d4 branco peão · e4 branco peão · a2 branco peão · b2 branco peão · c2 branco peão · f2 branco peão · g2 branco peão · h2 branco peão · a1 branco torre · b1 branco cavalo · c1 branco bispo · d1 branco rainha · e1 branco rei · f1 branco bispo · g1 branco cavalo · h1 branco torre | a8 preto torre · b8 preto cavalo · c8 preto bispo · d8 preto rainha · e8 preto rei · f8 preto bispo · g8 preto cavalo · h8 preto torre · a7 preto peão · b7 preto peão · e7 preto peão · f7 preto peão · g7 preto peão · h7 preto peão · c6 preto peão · d5 preto peão · d4 branco peão · e4 branco peão · a2 branco peão · b2 branco peão · c2 branco peão · f2 branco peão · g2 branco peão · h2 branco peão · a1 branco torre · b1 branco cavalo · c1 branco bispo · d1 branco rainha · e1 branco rei · f1 branco bispo · g1 branco cavalo · h1 branco torre | a8 preto torre · b8 preto cavalo · c8 preto bispo · d8 preto rainha · e8 preto rei · f8 preto bispo · g8 preto cavalo · h8 preto torre · a7 preto peão · b7 preto peão · e7 preto peão · f7 preto peão · g7 preto peão · h7 preto peão · c6 preto peão · d5 preto peão · d4 branco peão · e4 branco peão · a2 branco peão · b2 branco peão · c2 branco peão · f2 branco peão · g2 branco peão · h2 branco peão · a1 branco torre · b1 branco cavalo · c1 branco bispo · d1 branco rainha · e1 branco rei · f1 branco bispo · g1 branco cavalo · h1 branco torre | a8 preto torre · b8 preto cavalo · c8 preto bispo · d8 preto rainha · e8 preto rei · f8 preto bispo · g8 preto cavalo · h8 preto torre · a7 preto peão · b7 preto peão · e7 preto peão · f7 preto peão · g7 preto peão · h7 preto peão · c6 preto peão · d5 preto peão · d4 branco peão · e4 branco peão · a2 branco peão · b2 branco peão · c2 branco peão · f2 branco peão · g2 branco peão · h2 branco peão · a1 branco torre · b1 branco cavalo · c1 branco bispo · d1 branco rainha · e1 branco rei · f1 branco bispo · g1 branco cavalo · h1 branco torre | 7 |
| 6 | a8 preto torre · b8 preto cavalo · c8 preto bispo · d8 preto rainha · e8 preto rei · f8 preto bispo · g8 preto cavalo · h8 preto torre · a7 preto peão · b7 preto peão · e7 preto peão · f7 preto peão · g7 preto peão · h7 preto peão · c6 preto peão · d5 preto peão · d4 branco peão · e4 branco peão · a2 branco peão · b2 branco peão · c2 branco peão · f2 branco peão · g2 branco peão · h2 branco peão · a1 branco torre · b1 branco cavalo · c1 branco bispo · d1 branco rainha · e1 branco rei · f1 branco bispo · g1 branco cavalo · h1 branco torre | a8 preto torre · b8 preto cavalo · c8 preto bispo · d8 preto rainha · e8 preto rei · f8 preto bispo · g8 preto cavalo · h8 preto torre · a7 preto peão · b7 preto peão · e7 preto peão · f7 preto peão · g7 preto peão · h7 preto peão · c6 preto peão · d5 preto peão · d4 branco peão · e4 branco peão · a2 branco peão · b2 branco peão · c2 branco peão · f2 branco peão · g2 branco peão · h2 branco peão · a1 branco torre · b1 branco cavalo · c1 branco bispo · d1 branco rainha · e1 branco rei · f1 branco bispo · g1 branco cavalo · h1 branco torre | a8 preto torre · b8 preto cavalo · c8 preto bispo · d8 preto rainha · e8 preto rei · f8 preto bispo · g8 preto cavalo · h8 preto torre · a7 preto peão · b7 preto peão · e7 preto peão · f7 preto peão · g7 preto peão · h7 preto peão · c6 preto peão · d5 preto peão · d4 branco peão · e4 branco peão · a2 branco peão · b2 branco peão · c2 branco peão · f2 branco peão · g2 branco peão · h2 branco peão · a1 branco torre · b1 branco cavalo · c1 branco bispo · d1 branco rainha · e1 branco rei · f1 branco bispo · g1 branco cavalo · h1 branco torre | a8 preto torre · b8 preto cavalo · c8 preto bispo · d8 preto rainha · e8 preto rei · f8 preto bispo · g8 preto cavalo · h8 preto torre · a7 preto peão · b7 preto peão · e7 preto peão · f7 preto peão · g7 preto peão · h7 preto peão · c6 preto peão · d5 preto peão · d4 branco peão · e4 branco peão · a2 branco peão · b2 branco peão · c2 branco peão · f2 branco peão · g2 branco peão · h2 branco peão · a1 branco torre · b1 branco cavalo · c1 branco bispo · d1 branco rainha · e1 branco rei · f1 branco bispo · g1 branco cavalo · h1 branco torre | a8 preto torre · b8 preto cavalo · c8 preto bispo · d8 preto rainha · e8 preto rei · f8 preto bispo · g8 preto cavalo · h8 preto torre · a7 preto peão · b7 preto peão · e7 preto peão · f7 preto peão · g7 preto peão · h7 preto peão · c6 preto peão · d5 preto peão · d4 branco peão · e4 branco peão · a2 branco peão · b2 branco peão · c2 branco peão · f2 branco peão · g2 branco peão · h2 branco peão · a1 branco torre · b1 branco cavalo · c1 branco bispo · d1 branco rainha · e1 branco rei · f1 branco bispo · g1 branco cavalo · h1 branco torre | a8 preto torre · b8 preto cavalo · c8 preto bispo · d8 preto rainha · e8 preto rei · f8 preto bispo · g8 preto cavalo · h8 preto torre · a7 preto peão · b7 preto peão · e7 preto peão · f7 preto peão · g7 preto peão · h7 preto peão · c6 preto peão · d5 preto peão · d4 branco peão · e4 branco peão · a2 branco peão · b2 branco peão · c2 branco peão · f2 branco peão · g2 branco peão · h2 branco peão · a1 branco torre · b1 branco cavalo · c1 branco bispo · d1 branco rainha · e1 branco rei · f1 branco bispo · g1 branco cavalo · h1 branco torre | a8 preto torre · b8 preto cavalo · c8 preto bispo · d8 preto rainha · e8 preto rei · f8 preto bispo · g8 preto cavalo · h8 preto torre · a7 preto peão · b7 preto peão · e7 preto peão · f7 preto peão · g7 preto peão · h7 preto peão · c6 preto peão · d5 preto peão · d4 branco peão · e4 branco peão · a2 branco peão · b2 branco peão · c2 branco peão · f2 branco peão · g2 branco peão · h2 branco peão · a1 branco torre · b1 branco cavalo · c1 branco bispo · d1 branco rainha · e1 branco rei · f1 branco bispo · g1 branco cavalo · h1 branco torre | a8 preto torre · b8 preto cavalo · c8 preto bispo · d8 preto rainha · e8 preto rei · f8 preto bispo · g8 preto cavalo · h8 preto torre · a7 preto peão · b7 preto peão · e7 preto peão · f7 preto peão · g7 preto peão · h7 preto peão · c6 preto peão · d5 preto peão · d4 branco peão · e4 branco peão · a2 branco peão · b2 branco peão · c2 branco peão · f2 branco peão · g2 branco peão · h2 branco peão · a1 branco torre · b1 branco cavalo · c1 branco bispo · d1 branco rainha · e1 branco rei · f1 branco bispo · g1 branco cavalo · h1 branco torre | 6 |
| 5 | a8 preto torre · b8 preto cavalo · c8 preto bispo · d8 preto rainha · e8 preto rei · f8 preto bispo · g8 preto cavalo · h8 preto torre · a7 preto peão · b7 preto peão · e7 preto peão · f7 preto peão · g7 preto peão · h7 preto peão · c6 preto peão · d5 preto peão · d4 branco peão · e4 branco peão · a2 branco peão · b2 branco peão · c2 branco peão · f2 branco peão · g2 branco peão · h2 branco peão · a1 branco torre · b1 branco cavalo · c1 branco bispo · d1 branco rainha · e1 branco rei · f1 branco bispo · g1 branco cavalo · h1 branco torre | a8 preto torre · b8 preto cavalo · c8 preto bispo · d8 preto rainha · e8 preto rei · f8 preto bispo · g8 preto cavalo · h8 preto torre · a7 preto peão · b7 preto peão · e7 preto peão · f7 preto peão · g7 preto peão · h7 preto peão · c6 preto peão · d5 preto peão · d4 branco peão · e4 branco peão · a2 branco peão · b2 branco peão · c2 branco peão · f2 branco peão · g2 branco peão · h2 branco peão · a1 branco torre · b1 branco cavalo · c1 branco bispo · d1 branco rainha · e1 branco rei · f1 branco bispo · g1 branco cavalo · h1 branco torre | a8 preto torre · b8 preto cavalo · c8 preto bispo · d8 preto rainha · e8 preto rei · f8 preto bispo · g8 preto cavalo · h8 preto torre · a7 preto peão · b7 preto peão · e7 preto peão · f7 preto peão · g7 preto peão · h7 preto peão · c6 preto peão · d5 preto peão · d4 branco peão · e4 branco peão · a2 branco peão · b2 branco peão · c2 branco peão · f2 branco peão · g2 branco peão · h2 branco peão · a1 branco torre · b1 branco cavalo · c1 branco bispo · d1 branco rainha · e1 branco rei · f1 branco bispo · g1 branco cavalo · h1 branco torre | a8 preto torre · b8 preto cavalo · c8 preto bispo · d8 preto rainha · e8 preto rei · f8 preto bispo · g8 preto cavalo · h8 preto torre · a7 preto peão · b7 preto peão · e7 preto peão · f7 preto peão · g7 preto peão · h7 preto peão · c6 preto peão · d5 preto peão · d4 branco peão · e4 branco peão · a2 branco peão · b2 branco peão · c2 branco peão · f2 branco peão · g2 branco peão · h2 branco peão · a1 branco torre · b1 branco cavalo · c1 branco bispo · d1 branco rainha · e1 branco rei · f1 branco bispo · g1 branco cavalo · h1 branco torre | a8 preto torre · b8 preto cavalo · c8 preto bispo · d8 preto rainha · e8 preto rei · f8 preto bispo · g8 preto cavalo · h8 preto torre · a7 preto peão · b7 preto peão · e7 preto peão · f7 preto peão · g7 preto peão · h7 preto peão · c6 preto peão · d5 preto peão · d4 branco peão · e4 branco peão · a2 branco peão · b2 branco peão · c2 branco peão · f2 branco peão · g2 branco peão · h2 branco peão · a1 branco torre · b1 branco cavalo · c1 branco bispo · d1 branco rainha · e1 branco rei · f1 branco bispo · g1 branco cavalo · h1 branco torre | a8 preto torre · b8 preto cavalo · c8 preto bispo · d8 preto rainha · e8 preto rei · f8 preto bispo · g8 preto cavalo · h8 preto torre · a7 preto peão · b7 preto peão · e7 preto peão · f7 preto peão · g7 preto peão · h7 preto peão · c6 preto peão · d5 preto peão · d4 branco peão · e4 branco peão · a2 branco peão · b2 branco peão · c2 branco peão · f2 branco peão · g2 branco peão · h2 branco peão · a1 branco torre · b1 branco cavalo · c1 branco bispo · d1 branco rainha · e1 branco rei · f1 branco bispo · g1 branco cavalo · h1 branco torre | a8 preto torre · b8 preto cavalo · c8 preto bispo · d8 preto rainha · e8 preto rei · f8 preto bispo · g8 preto cavalo · h8 preto torre · a7 preto peão · b7 preto peão · e7 preto peão · f7 preto peão · g7 preto peão · h7 preto peão · c6 preto peão · d5 preto peão · d4 branco peão · e4 branco peão · a2 branco peão · b2 branco peão · c2 branco peão · f2 branco peão · g2 branco peão · h2 branco peão · a1 branco torre · b1 branco cavalo · c1 branco bispo · d1 branco rainha · e1 branco rei · f1 branco bispo · g1 branco cavalo · h1 branco torre | a8 preto torre · b8 preto cavalo · c8 preto bispo · d8 preto rainha · e8 preto rei · f8 preto bispo · g8 preto cavalo · h8 preto torre · a7 preto peão · b7 preto peão · e7 preto peão · f7 preto peão · g7 preto peão · h7 preto peão · c6 preto peão · d5 preto peão · d4 branco peão · e4 branco peão · a2 branco peão · b2 branco peão · c2 branco peão · f2 branco peão · g2 branco peão · h2 branco peão · a1 branco torre · b1 branco cavalo · c1 branco bispo · d1 branco rainha · e1 branco rei · f1 branco bispo · g1 branco cavalo · h1 branco torre | 5 |
| 4 | a8 preto torre · b8 preto cavalo · c8 preto bispo · d8 preto rainha · e8 preto rei · f8 preto bispo · g8 preto cavalo · h8 preto torre · a7 preto peão · b7 preto peão · e7 preto peão · f7 preto peão · g7 preto peão · h7 preto peão · c6 preto peão · d5 preto peão · d4 branco peão · e4 branco peão · a2 branco peão · b2 branco peão · c2 branco peão · f2 branco peão · g2 branco peão · h2 branco peão · a1 branco torre · b1 branco cavalo · c1 branco bispo · d1 branco rainha · e1 branco rei · f1 branco bispo · g1 branco cavalo · h1 branco torre | a8 preto torre · b8 preto cavalo · c8 preto bispo · d8 preto rainha · e8 preto rei · f8 preto bispo · g8 preto cavalo · h8 preto torre · a7 preto peão · b7 preto peão · e7 preto peão · f7 preto peão · g7 preto peão · h7 preto peão · c6 preto peão · d5 preto peão · d4 branco peão · e4 branco peão · a2 branco peão · b2 branco peão · c2 branco peão · f2 branco peão · g2 branco peão · h2 branco peão · a1 branco torre · b1 branco cavalo · c1 branco bispo · d1 branco rainha · e1 branco rei · f1 branco bispo · g1 branco cavalo · h1 branco torre | a8 preto torre · b8 preto cavalo · c8 preto bispo · d8 preto rainha · e8 preto rei · f8 preto bispo · g8 preto cavalo · h8 preto torre · a7 preto peão · b7 preto peão · e7 preto peão · f7 preto peão · g7 preto peão · h7 preto peão · c6 preto peão · d5 preto peão · d4 branco peão · e4 branco peão · a2 branco peão · b2 branco peão · c2 branco peão · f2 branco peão · g2 branco peão · h2 branco peão · a1 branco torre · b1 branco cavalo · c1 branco bispo · d1 branco rainha · e1 branco rei · f1 branco bispo · g1 branco cavalo · h1 branco torre | a8 preto torre · b8 preto cavalo · c8 preto bispo · d8 preto rainha · e8 preto rei · f8 preto bispo · g8 preto cavalo · h8 preto torre · a7 preto peão · b7 preto peão · e7 preto peão · f7 preto peão · g7 preto peão · h7 preto peão · c6 preto peão · d5 preto peão · d4 branco peão · e4 branco peão · a2 branco peão · b2 branco peão · c2 branco peão · f2 branco peão · g2 branco peão · h2 branco peão · a1 branco torre · b1 branco cavalo · c1 branco bispo · d1 branco rainha · e1 branco rei · f1 branco bispo · g1 branco cavalo · h1 branco torre | a8 preto torre · b8 preto cavalo · c8 preto bispo · d8 preto rainha · e8 preto rei · f8 preto bispo · g8 preto cavalo · h8 preto torre · a7 preto peão · b7 preto peão · e7 preto peão · f7 preto peão · g7 preto peão · h7 preto peão · c6 preto peão · d5 preto peão · d4 branco peão · e4 branco peão · a2 branco peão · b2 branco peão · c2 branco peão · f2 branco peão · g2 branco peão · h2 branco peão · a1 branco torre · b1 branco cavalo · c1 branco bispo · d1 branco rainha · e1 branco rei · f1 branco bispo · g1 branco cavalo · h1 branco torre | a8 preto torre · b8 preto cavalo · c8 preto bispo · d8 preto rainha · e8 preto rei · f8 preto bispo · g8 preto cavalo · h8 preto torre · a7 preto peão · b7 preto peão · e7 preto peão · f7 preto peão · g7 preto peão · h7 preto peão · c6 preto peão · d5 preto peão · d4 branco peão · e4 branco peão · a2 branco peão · b2 branco peão · c2 branco peão · f2 branco peão · g2 branco peão · h2 branco peão · a1 branco torre · b1 branco cavalo · c1 branco bispo · d1 branco rainha · e1 branco rei · f1 branco bispo · g1 branco cavalo · h1 branco torre | a8 preto torre · b8 preto cavalo · c8 preto bispo · d8 preto rainha · e8 preto rei · f8 preto bispo · g8 preto cavalo · h8 preto torre · a7 preto peão · b7 preto peão · e7 preto peão · f7 preto peão · g7 preto peão · h7 preto peão · c6 preto peão · d5 preto peão · d4 branco peão · e4 branco peão · a2 branco peão · b2 branco peão · c2 branco peão · f2 branco peão · g2 branco peão · h2 branco peão · a1 branco torre · b1 branco cavalo · c1 branco bispo · d1 branco rainha · e1 branco rei · f1 branco bispo · g1 branco cavalo · h1 branco torre | a8 preto torre · b8 preto cavalo · c8 preto bispo · d8 preto rainha · e8 preto rei · f8 preto bispo · g8 preto cavalo · h8 preto torre · a7 preto peão · b7 preto peão · e7 preto peão · f7 preto peão · g7 preto peão · h7 preto peão · c6 preto peão · d5 preto peão · d4 branco peão · e4 branco peão · a2 branco peão · b2 branco peão · c2 branco peão · f2 branco peão · g2 branco peão · h2 branco peão · a1 branco torre · b1 branco cavalo · c1 branco bispo · d1 branco rainha · e1 branco rei · f1 branco bispo · g1 branco cavalo · h1 branco torre | 4 |
| 3 | a8 preto torre · b8 preto cavalo · c8 preto bispo · d8 preto rainha · e8 preto rei · f8 preto bispo · g8 preto cavalo · h8 preto torre · a7 preto peão · b7 preto peão · e7 preto peão · f7 preto peão · g7 preto peão · h7 preto peão · c6 preto peão · d5 preto peão · d4 branco peão · e4 branco peão · a2 branco peão · b2 branco peão · c2 branco peão · f2 branco peão · g2 branco peão · h2 branco peão · a1 branco torre · b1 branco cavalo · c1 branco bispo · d1 branco rainha · e1 branco rei · f1 branco bispo · g1 branco cavalo · h1 branco torre | a8 preto torre · b8 preto cavalo · c8 preto bispo · d8 preto rainha · e8 preto rei · f8 preto bispo · g8 preto cavalo · h8 preto torre · a7 preto peão · b7 preto peão · e7 preto peão · f7 preto peão · g7 preto peão · h7 preto peão · c6 preto peão · d5 preto peão · d4 branco peão · e4 branco peão · a2 branco peão · b2 branco peão · c2 branco peão · f2 branco peão · g2 branco peão · h2 branco peão · a1 branco torre · b1 branco cavalo · c1 branco bispo · d1 branco rainha · e1 branco rei · f1 branco bispo · g1 branco cavalo · h1 branco torre | a8 preto torre · b8 preto cavalo · c8 preto bispo · d8 preto rainha · e8 preto rei · f8 preto bispo · g8 preto cavalo · h8 preto torre · a7 preto peão · b7 preto peão · e7 preto peão · f7 preto peão · g7 preto peão · h7 preto peão · c6 preto peão · d5 preto peão · d4 branco peão · e4 branco peão · a2 branco peão · b2 branco peão · c2 branco peão · f2 branco peão · g2 branco peão · h2 branco peão · a1 branco torre · b1 branco cavalo · c1 branco bispo · d1 branco rainha · e1 branco rei · f1 branco bispo · g1 branco cavalo · h1 branco torre | a8 preto torre · b8 preto cavalo · c8 preto bispo · d8 preto rainha · e8 preto rei · f8 preto bispo · g8 preto cavalo · h8 preto torre · a7 preto peão · b7 preto peão · e7 preto peão · f7 preto peão · g7 preto peão · h7 preto peão · c6 preto peão · d5 preto peão · d4 branco peão · e4 branco peão · a2 branco peão · b2 branco peão · c2 branco peão · f2 branco peão · g2 branco peão · h2 branco peão · a1 branco torre · b1 branco cavalo · c1 branco bispo · d1 branco rainha · e1 branco rei · f1 branco bispo · g1 branco cavalo · h1 branco torre | a8 preto torre · b8 preto cavalo · c8 preto bispo · d8 preto rainha · e8 preto rei · f8 preto bispo · g8 preto cavalo · h8 preto torre · a7 preto peão · b7 preto peão · e7 preto peão · f7 preto peão · g7 preto peão · h7 preto peão · c6 preto peão · d5 preto peão · d4 branco peão · e4 branco peão · a2 branco peão · b2 branco peão · c2 branco peão · f2 branco peão · g2 branco peão · h2 branco peão · a1 branco torre · b1 branco cavalo · c1 branco bispo · d1 branco rainha · e1 branco rei · f1 branco bispo · g1 branco cavalo · h1 branco torre | a8 preto torre · b8 preto cavalo · c8 preto bispo · d8 preto rainha · e8 preto rei · f8 preto bispo · g8 preto cavalo · h8 preto torre · a7 preto peão · b7 preto peão · e7 preto peão · f7 preto peão · g7 preto peão · h7 preto peão · c6 preto peão · d5 preto peão · d4 branco peão · e4 branco peão · a2 branco peão · b2 branco peão · c2 branco peão · f2 branco peão · g2 branco peão · h2 branco peão · a1 branco torre · b1 branco cavalo · c1 branco bispo · d1 branco rainha · e1 branco rei · f1 branco bispo · g1 branco cavalo · h1 branco torre | a8 preto torre · b8 preto cavalo · c8 preto bispo · d8 preto rainha · e8 preto rei · f8 preto bispo · g8 preto cavalo · h8 preto torre · a7 preto peão · b7 preto peão · e7 preto peão · f7 preto peão · g7 preto peão · h7 preto peão · c6 preto peão · d5 preto peão · d4 branco peão · e4 branco peão · a2 branco peão · b2 branco peão · c2 branco peão · f2 branco peão · g2 branco peão · h2 branco peão · a1 branco torre · b1 branco cavalo · c1 branco bispo · d1 branco rainha · e1 branco rei · f1 branco bispo · g1 branco cavalo · h1 branco torre | a8 preto torre · b8 preto cavalo · c8 preto bispo · d8 preto rainha · e8 preto rei · f8 preto bispo · g8 preto cavalo · h8 preto torre · a7 preto peão · b7 preto peão · e7 preto peão · f7 preto peão · g7 preto peão · h7 preto peão · c6 preto peão · d5 preto peão · d4 branco peão · e4 branco peão · a2 branco peão · b2 branco peão · c2 branco peão · f2 branco peão · g2 branco peão · h2 branco peão · a1 branco torre · b1 branco cavalo · c1 branco bispo · d1 branco rainha · e1 branco rei · f1 branco bispo · g1 branco cavalo · h1 branco torre | 3 |
| 2 | a8 preto torre · b8 preto cavalo · c8 preto bispo · d8 preto rainha · e8 preto rei · f8 preto bispo · g8 preto cavalo · h8 preto torre · a7 preto peão · b7 preto peão · e7 preto peão · f7 preto peão · g7 preto peão · h7 preto peão · c6 preto peão · d5 preto peão · d4 branco peão · e4 branco peão · a2 branco peão · b2 branco peão · c2 branco peão · f2 branco peão · g2 branco peão · h2 branco peão · a1 branco torre · b1 branco cavalo · c1 branco bispo · d1 branco rainha · e1 branco rei · f1 branco bispo · g1 branco cavalo · h1 branco torre | a8 preto torre · b8 preto cavalo · c8 preto bispo · d8 preto rainha · e8 preto rei · f8 preto bispo · g8 preto cavalo · h8 preto torre · a7 preto peão · b7 preto peão · e7 preto peão · f7 preto peão · g7 preto peão · h7 preto peão · c6 preto peão · d5 preto peão · d4 branco peão · e4 branco peão · a2 branco peão · b2 branco peão · c2 branco peão · f2 branco peão · g2 branco peão · h2 branco peão · a1 branco torre · b1 branco cavalo · c1 branco bispo · d1 branco rainha · e1 branco rei · f1 branco bispo · g1 branco cavalo · h1 branco torre | a8 preto torre · b8 preto cavalo · c8 preto bispo · d8 preto rainha · e8 preto rei · f8 preto bispo · g8 preto cavalo · h8 preto torre · a7 preto peão · b7 preto peão · e7 preto peão · f7 preto peão · g7 preto peão · h7 preto peão · c6 preto peão · d5 preto peão · d4 branco peão · e4 branco peão · a2 branco peão · b2 branco peão · c2 branco peão · f2 branco peão · g2 branco peão · h2 branco peão · a1 branco torre · b1 branco cavalo · c1 branco bispo · d1 branco rainha · e1 branco rei · f1 branco bispo · g1 branco cavalo · h1 branco torre | a8 preto torre · b8 preto cavalo · c8 preto bispo · d8 preto rainha · e8 preto rei · f8 preto bispo · g8 preto cavalo · h8 preto torre · a7 preto peão · b7 preto peão · e7 preto peão · f7 preto peão · g7 preto peão · h7 preto peão · c6 preto peão · d5 preto peão · d4 branco peão · e4 branco peão · a2 branco peão · b2 branco peão · c2 branco peão · f2 branco peão · g2 branco peão · h2 branco peão · a1 branco torre · b1 branco cavalo · c1 branco bispo · d1 branco rainha · e1 branco rei · f1 branco bispo · g1 branco cavalo · h1 branco torre | a8 preto torre · b8 preto cavalo · c8 preto bispo · d8 preto rainha · e8 preto rei · f8 preto bispo · g8 preto cavalo · h8 preto torre · a7 preto peão · b7 preto peão · e7 preto peão · f7 preto peão · g7 preto peão · h7 preto peão · c6 preto peão · d5 preto peão · d4 branco peão · e4 branco peão · a2 branco peão · b2 branco peão · c2 branco peão · f2 branco peão · g2 branco peão · h2 branco peão · a1 branco torre · b1 branco cavalo · c1 branco bispo · d1 branco rainha · e1 branco rei · f1 branco bispo · g1 branco cavalo · h1 branco torre | a8 preto torre · b8 preto cavalo · c8 preto bispo · d8 preto rainha · e8 preto rei · f8 preto bispo · g8 preto cavalo · h8 preto torre · a7 preto peão · b7 preto peão · e7 preto peão · f7 preto peão · g7 preto peão · h7 preto peão · c6 preto peão · d5 preto peão · d4 branco peão · e4 branco peão · a2 branco peão · b2 branco peão · c2 branco peão · f2 branco peão · g2 branco peão · h2 branco peão · a1 branco torre · b1 branco cavalo · c1 branco bispo · d1 branco rainha · e1 branco rei · f1 branco bispo · g1 branco cavalo · h1 branco torre | a8 preto torre · b8 preto cavalo · c8 preto bispo · d8 preto rainha · e8 preto rei · f8 preto bispo · g8 preto cavalo · h8 preto torre · a7 preto peão · b7 preto peão · e7 preto peão · f7 preto peão · g7 preto peão · h7 preto peão · c6 preto peão · d5 preto peão · d4 branco peão · e4 branco peão · a2 branco peão · b2 branco peão · c2 branco peão · f2 branco peão · g2 branco peão · h2 branco peão · a1 branco torre · b1 branco cavalo · c1 branco bispo · d1 branco rainha · e1 branco rei · f1 branco bispo · g1 branco cavalo · h1 branco torre | a8 preto torre · b8 preto cavalo · c8 preto bispo · d8 preto rainha · e8 preto rei · f8 preto bispo · g8 preto cavalo · h8 preto torre · a7 preto peão · b7 preto peão · e7 preto peão · f7 preto peão · g7 preto peão · h7 preto peão · c6 preto peão · d5 preto peão · d4 branco peão · e4 branco peão · a2 branco peão · b2 branco peão · c2 branco peão · f2 branco peão · g2 branco peão · h2 branco peão · a1 branco torre · b1 branco cavalo · c1 branco bispo · d1 branco rainha · e1 branco rei · f1 branco bispo · g1 branco cavalo · h1 branco torre | 2 |
| 1 | a8 preto torre · b8 preto cavalo · c8 preto bispo · d8 preto rainha · e8 preto rei · f8 preto bispo · g8 preto cavalo · h8 preto torre · a7 preto peão · b7 preto peão · e7 preto peão · f7 preto peão · g7 preto peão · h7 preto peão · c6 preto peão · d5 preto peão · d4 branco peão · e4 branco peão · a2 branco peão · b2 branco peão · c2 branco peão · f2 branco peão · g2 branco peão · h2 branco peão · a1 branco torre · b1 branco cavalo · c1 branco bispo · d1 branco rainha · e1 branco rei · f1 branco bispo · g1 branco cavalo · h1 branco torre | a8 preto torre · b8 preto cavalo · c8 preto bispo · d8 preto rainha · e8 preto rei · f8 preto bispo · g8 preto cavalo · h8 preto torre · a7 preto peão · b7 preto peão · e7 preto peão · f7 preto peão · g7 preto peão · h7 preto peão · c6 preto peão · d5 preto peão · d4 branco peão · e4 branco peão · a2 branco peão · b2 branco peão · c2 branco peão · f2 branco peão · g2 branco peão · h2 branco peão · a1 branco torre · b1 branco cavalo · c1 branco bispo · d1 branco rainha · e1 branco rei · f1 branco bispo · g1 branco cavalo · h1 branco torre | a8 preto torre · b8 preto cavalo · c8 preto bispo · d8 preto rainha · e8 preto rei · f8 preto bispo · g8 preto cavalo · h8 preto torre · a7 preto peão · b7 preto peão · e7 preto peão · f7 preto peão · g7 preto peão · h7 preto peão · c6 preto peão · d5 preto peão · d4 branco peão · e4 branco peão · a2 branco peão · b2 branco peão · c2 branco peão · f2 branco peão · g2 branco peão · h2 branco peão · a1 branco torre · b1 branco cavalo · c1 branco bispo · d1 branco rainha · e1 branco rei · f1 branco bispo · g1 branco cavalo · h1 branco torre | a8 preto torre · b8 preto cavalo · c8 preto bispo · d8 preto rainha · e8 preto rei · f8 preto bispo · g8 preto cavalo · h8 preto torre · a7 preto peão · b7 preto peão · e7 preto peão · f7 preto peão · g7 preto peão · h7 preto peão · c6 preto peão · d5 preto peão · d4 branco peão · e4 branco peão · a2 branco peão · b2 branco peão · c2 branco peão · f2 branco peão · g2 branco peão · h2 branco peão · a1 branco torre · b1 branco cavalo · c1 branco bispo · d1 branco rainha · e1 branco rei · f1 branco bispo · g1 branco cavalo · h1 branco torre | a8 preto torre · b8 preto cavalo · c8 preto bispo · d8 preto rainha · e8 preto rei · f8 preto bispo · g8 preto cavalo · h8 preto torre · a7 preto peão · b7 preto peão · e7 preto peão · f7 preto peão · g7 preto peão · h7 preto peão · c6 preto peão · d5 preto peão · d4 branco peão · e4 branco peão · a2 branco peão · b2 branco peão · c2 branco peão · f2 branco peão · g2 branco peão · h2 branco peão · a1 branco torre · b1 branco cavalo · c1 branco bispo · d1 branco rainha · e1 branco rei · f1 branco bispo · g1 branco cavalo · h1 branco torre | a8 preto torre · b8 preto cavalo · c8 preto bispo · d8 preto rainha · e8 preto rei · f8 preto bispo · g8 preto cavalo · h8 preto torre · a7 preto peão · b7 preto peão · e7 preto peão · f7 preto peão · g7 preto peão · h7 preto peão · c6 preto peão · d5 preto peão · d4 branco peão · e4 branco peão · a2 branco peão · b2 branco peão · c2 branco peão · f2 branco peão · g2 branco peão · h2 branco peão · a1 branco torre · b1 branco cavalo · c1 branco bispo · d1 branco rainha · e1 branco rei · f1 branco bispo · g1 branco cavalo · h1 branco torre | a8 preto torre · b8 preto cavalo · c8 preto bispo · d8 preto rainha · e8 preto rei · f8 preto bispo · g8 preto cavalo · h8 preto torre · a7 preto peão · b7 preto peão · e7 preto peão · f7 preto peão · g7 preto peão · h7 preto peão · c6 preto peão · d5 preto peão · d4 branco peão · e4 branco peão · a2 branco peão · b2 branco peão · c2 branco peão · f2 branco peão · g2 branco peão · h2 branco peão · a1 branco torre · b1 branco cavalo · c1 branco bispo · d1 branco rainha · e1 branco rei · f1 branco bispo · g1 branco cavalo · h1 branco torre | a8 preto torre · b8 preto cavalo · c8 preto bispo · d8 preto rainha · e8 preto rei · f8 preto bispo · g8 preto cavalo · h8 preto torre · a7 preto peão · b7 preto peão · e7 preto peão · f7 preto peão · g7 preto peão · h7 preto peão · c6 preto peão · d5 preto peão · d4 branco peão · e4 branco peão · a2 branco peão · b2 branco peão · c2 branco peão · f2 branco peão · g2 branco peão · h2 branco peão · a1 branco torre · b1 branco cavalo · c1 branco bispo · d1 branco rainha · e1 branco rei · f1 branco bispo · g1 branco cavalo · h1 branco torre | 1 |
|   | a | b | c | d | e | f | g | h |   |

A Defesa Caro-Kann é uma abertura de xadrez caracterizada pelos movimentos:
1. e4 c6
Sendo a continuação mais usual (mostrada no diagrama ao lado) é 
2.d4 d5
Seguida de 3.Cc3, 3.Cd2, 3.exd5, ou 3.e5 (Variante Avançada). A Caro-Kann, como a Defesa Siciliana e a Defesa Francesa é classificada como uma "abertura semi-aberta", porém ela é teoricamente mais sólida e menos dinâmica que essas duas. Em geral ela leva a bons finais para as pretas que têm uma melhor estrutura de peões.
Ela leva este nome em homenagem ao enxadrista britânico Horatio Caro e ao austríaco Marcus Kann que analisaram a abertura em 1886.

## Variante Clássica
|   | a | b | c | d | e | f | g | h |   |
| 8 | a8 preto torre · b8 preto cavalo · c8 preto bispo · d8 preto rainha · e8 preto rei · f8 preto bispo · g8 preto cavalo · h8 preto torre · a7 preto peão · b7 preto peão · e7 preto peão · f7 preto peão · g7 preto peão · h7 preto peão · c6 preto peão · d5 preto peão · d4 branco peão · e4 branco peão · c3 branco cavalo · a2 branco peão · b2 branco peão · c2 branco peão · f2 branco peão · g2 branco peão · h2 branco peão · a1 branco torre · c1 branco bispo · d1 branco rainha · e1 branco rei · f1 branco bispo · g1 branco cavalo · h1 branco torre | a8 preto torre · b8 preto cavalo · c8 preto bispo · d8 preto rainha · e8 preto rei · f8 preto bispo · g8 preto cavalo · h8 preto torre · a7 preto peão · b7 preto peão · e7 preto peão · f7 preto peão · g7 preto peão · h7 preto peão · c6 preto peão · d5 preto peão · d4 branco peão · e4 branco peão · c3 branco cavalo · a2 branco peão · b2 branco peão · c2 branco peão · f2 branco peão · g2 branco peão · h2 branco peão · a1 branco torre · c1 branco bispo · d1 branco rainha · e1 branco rei · f1 branco bispo · g1 branco cavalo · h1 branco torre | a8 preto torre · b8 preto cavalo · c8 preto bispo · d8 preto rainha · e8 preto rei · f8 preto bispo · g8 preto cavalo · h8 preto torre · a7 preto peão · b7 preto peão · e7 preto peão · f7 preto peão · g7 preto peão · h7 preto peão · c6 preto peão · d5 preto peão · d4 branco peão · e4 branco peão · c3 branco cavalo · a2 branco peão · b2 branco peão · c2 branco peão · f2 branco peão · g2 branco peão · h2 branco peão · a1 branco torre · c1 branco bispo · d1 branco rainha · e1 branco rei · f1 branco bispo · g1 branco cavalo · h1 branco torre | a8 preto torre · b8 preto cavalo · c8 preto bispo · d8 preto rainha · e8 preto rei · f8 preto bispo · g8 preto cavalo · h8 preto torre · a7 preto peão · b7 preto peão · e7 preto peão · f7 preto peão · g7 preto peão · h7 preto peão · c6 preto peão · d5 preto peão · d4 branco peão · e4 branco peão · c3 branco cavalo · a2 branco peão · b2 branco peão · c2 branco peão · f2 branco peão · g2 branco peão · h2 branco peão · a1 branco torre · c1 branco bispo · d1 branco rainha · e1 branco rei · f1 branco bispo · g1 branco cavalo · h1 branco torre | a8 preto torre · b8 preto cavalo · c8 preto bispo · d8 preto rainha · e8 preto rei · f8 preto bispo · g8 preto cavalo · h8 preto torre · a7 preto peão · b7 preto peão · e7 preto peão · f7 preto peão · g7 preto peão · h7 preto peão · c6 preto peão · d5 preto peão · d4 branco peão · e4 branco peão · c3 branco cavalo · a2 branco peão · b2 branco peão · c2 branco peão · f2 branco peão · g2 branco peão · h2 branco peão · a1 branco torre · c1 branco bispo · d1 branco rainha · e1 branco rei · f1 branco bispo · g1 branco cavalo · h1 branco torre | a8 preto torre · b8 preto cavalo · c8 preto bispo · d8 preto rainha · e8 preto rei · f8 preto bispo · g8 preto cavalo · h8 preto torre · a7 preto peão · b7 preto peão · e7 preto peão · f7 preto peão · g7 preto peão · h7 preto peão · c6 preto peão · d5 preto peão · d4 branco peão · e4 branco peão · c3 branco cavalo · a2 branco peão · b2 branco peão · c2 branco peão · f2 branco peão · g2 branco peão · h2 branco peão · a1 branco torre · c1 branco bispo · d1 branco rainha · e1 branco rei · f1 branco bispo · g1 branco cavalo · h1 branco torre | a8 preto torre · b8 preto cavalo · c8 preto bispo · d8 preto rainha · e8 preto rei · f8 preto bispo · g8 preto cavalo · h8 preto torre · a7 preto peão · b7 preto peão · e7 preto peão · f7 preto peão · g7 preto peão · h7 preto peão · c6 preto peão · d5 preto peão · d4 branco peão · e4 branco peão · c3 branco cavalo · a2 branco peão · b2 branco peão · c2 branco peão · f2 branco peão · g2 branco peão · h2 branco peão · a1 branco torre · c1 branco bispo · d1 branco rainha · e1 branco rei · f1 branco bispo · g1 branco cavalo · h1 branco torre | a8 preto torre · b8 preto cavalo · c8 preto bispo · d8 preto rainha · e8 preto rei · f8 preto bispo · g8 preto cavalo · h8 preto torre · a7 preto peão · b7 preto peão · e7 preto peão · f7 preto peão · g7 preto peão · h7 preto peão · c6 preto peão · d5 preto peão · d4 branco peão · e4 branco peão · c3 branco cavalo · a2 branco peão · b2 branco peão · c2 branco peão · f2 branco peão · g2 branco peão · h2 branco peão · a1 branco torre · c1 branco bispo · d1 branco rainha · e1 branco rei · f1 branco bispo · g1 branco cavalo · h1 branco torre | 8 |
| 7 | a8 preto torre · b8 preto cavalo · c8 preto bispo · d8 preto rainha · e8 preto rei · f8 preto bispo · g8 preto cavalo · h8 preto torre · a7 preto peão · b7 preto peão · e7 preto peão · f7 preto peão · g7 preto peão · h7 preto peão · c6 preto peão · d5 preto peão · d4 branco peão · e4 branco peão · c3 branco cavalo · a2 branco peão · b2 branco peão · c2 branco peão · f2 branco peão · g2 branco peão · h2 branco peão · a1 branco torre · c1 branco bispo · d1 branco rainha · e1 branco rei · f1 branco bispo · g1 branco cavalo · h1 branco torre | a8 preto torre · b8 preto cavalo · c8 preto bispo · d8 preto rainha · e8 preto rei · f8 preto bispo · g8 preto cavalo · h8 preto torre · a7 preto peão · b7 preto peão · e7 preto peão · f7 preto peão · g7 preto peão · h7 preto peão · c6 preto peão · d5 preto peão · d4 branco peão · e4 branco peão · c3 branco cavalo · a2 branco peão · b2 branco peão · c2 branco peão · f2 branco peão · g2 branco peão · h2 branco peão · a1 branco torre · c1 branco bispo · d1 branco rainha · e1 branco rei · f1 branco bispo · g1 branco cavalo · h1 branco torre | a8 preto torre · b8 preto cavalo · c8 preto bispo · d8 preto rainha · e8 preto rei · f8 preto bispo · g8 preto cavalo · h8 preto torre · a7 preto peão · b7 preto peão · e7 preto peão · f7 preto peão · g7 preto peão · h7 preto peão · c6 preto peão · d5 preto peão · d4 branco peão · e4 branco peão · c3 branco cavalo · a2 branco peão · b2 branco peão · c2 branco peão · f2 branco peão · g2 branco peão · h2 branco peão · a1 branco torre · c1 branco bispo · d1 branco rainha · e1 branco rei · f1 branco bispo · g1 branco cavalo · h1 branco torre | a8 preto torre · b8 preto cavalo · c8 preto bispo · d8 preto rainha · e8 preto rei · f8 preto bispo · g8 preto cavalo · h8 preto torre · a7 preto peão · b7 preto peão · e7 preto peão · f7 preto peão · g7 preto peão · h7 preto peão · c6 preto peão · d5 preto peão · d4 branco peão · e4 branco peão · c3 branco cavalo · a2 branco peão · b2 branco peão · c2 branco peão · f2 branco peão · g2 branco peão · h2 branco peão · a1 branco torre · c1 branco bispo · d1 branco rainha · e1 branco rei · f1 branco bispo · g1 branco cavalo · h1 branco torre | a8 preto torre · b8 preto cavalo · c8 preto bispo · d8 preto rainha · e8 preto rei · f8 preto bispo · g8 preto cavalo · h8 preto torre · a7 preto peão · b7 preto peão · e7 preto peão · f7 preto peão · g7 preto peão · h7 preto peão · c6 preto peão · d5 preto peão · d4 branco peão · e4 branco peão · c3 branco cavalo · a2 branco peão · b2 branco peão · c2 branco peão · f2 branco peão · g2 branco peão · h2 branco peão · a1 branco torre · c1 branco bispo · d1 branco rainha · e1 branco rei · f1 branco bispo · g1 branco cavalo · h1 branco torre | a8 preto torre · b8 preto cavalo · c8 preto bispo · d8 preto rainha · e8 preto rei · f8 preto bispo · g8 preto cavalo · h8 preto torre · a7 preto peão · b7 preto peão · e7 preto peão · f7 preto peão · g7 preto peão · h7 preto peão · c6 preto peão · d5 preto peão · d4 branco peão · e4 branco peão · c3 branco cavalo · a2 branco peão · b2 branco peão · c2 branco peão · f2 branco peão · g2 branco peão · h2 branco peão · a1 branco torre · c1 branco bispo · d1 branco rainha · e1 branco rei · f1 branco bispo · g1 branco cavalo · h1 branco torre | a8 preto torre · b8 preto cavalo · c8 preto bispo · d8 preto rainha · e8 preto rei · f8 preto bispo · g8 preto cavalo · h8 preto torre · a7 preto peão · b7 preto peão · e7 preto peão · f7 preto peão · g7 preto peão · h7 preto peão · c6 preto peão · d5 preto peão · d4 branco peão · e4 branco peão · c3 branco cavalo · a2 branco peão · b2 branco peão · c2 branco peão · f2 branco peão · g2 branco peão · h2 branco peão · a1 branco torre · c1 branco bispo · d1 branco rainha · e1 branco rei · f1 branco bispo · g1 branco cavalo · h1 branco torre | a8 preto torre · b8 preto cavalo · c8 preto bispo · d8 preto rainha · e8 preto rei · f8 preto bispo · g8 preto cavalo · h8 preto torre · a7 preto peão · b7 preto peão · e7 preto peão · f7 preto peão · g7 preto peão · h7 preto peão · c6 preto peão · d5 preto peão · d4 branco peão · e4 branco peão · c3 branco cavalo · a2 branco peão · b2 branco peão · c2 branco peão · f2 branco peão · g2 branco peão · h2 branco peão · a1 branco torre · c1 branco bispo · d1 branco rainha · e1 branco rei · f1 branco bispo · g1 branco cavalo · h1 branco torre | 7 |
| 6 | a8 preto torre · b8 preto cavalo · c8 preto bispo · d8 preto rainha · e8 preto rei · f8 preto bispo · g8 preto cavalo · h8 preto torre · a7 preto peão · b7 preto peão · e7 preto peão · f7 preto peão · g7 preto peão · h7 preto peão · c6 preto peão · d5 preto peão · d4 branco peão · e4 branco peão · c3 branco cavalo · a2 branco peão · b2 branco peão · c2 branco peão · f2 branco peão · g2 branco peão · h2 branco peão · a1 branco torre · c1 branco bispo · d1 branco rainha · e1 branco rei · f1 branco bispo · g1 branco cavalo · h1 branco torre | a8 preto torre · b8 preto cavalo · c8 preto bispo · d8 preto rainha · e8 preto rei · f8 preto bispo · g8 preto cavalo · h8 preto torre · a7 preto peão · b7 preto peão · e7 preto peão · f7 preto peão · g7 preto peão · h7 preto peão · c6 preto peão · d5 preto peão · d4 branco peão · e4 branco peão · c3 branco cavalo · a2 branco peão · b2 branco peão · c2 branco peão · f2 branco peão · g2 branco peão · h2 branco peão · a1 branco torre · c1 branco bispo · d1 branco rainha · e1 branco rei · f1 branco bispo · g1 branco cavalo · h1 branco torre | a8 preto torre · b8 preto cavalo · c8 preto bispo · d8 preto rainha · e8 preto rei · f8 preto bispo · g8 preto cavalo · h8 preto torre · a7 preto peão · b7 preto peão · e7 preto peão · f7 preto peão · g7 preto peão · h7 preto peão · c6 preto peão · d5 preto peão · d4 branco peão · e4 branco peão · c3 branco cavalo · a2 branco peão · b2 branco peão · c2 branco peão · f2 branco peão · g2 branco peão · h2 branco peão · a1 branco torre · c1 branco bispo · d1 branco rainha · e1 branco rei · f1 branco bispo · g1 branco cavalo · h1 branco torre | a8 preto torre · b8 preto cavalo · c8 preto bispo · d8 preto rainha · e8 preto rei · f8 preto bispo · g8 preto cavalo · h8 preto torre · a7 preto peão · b7 preto peão · e7 preto peão · f7 preto peão · g7 preto peão · h7 preto peão · c6 preto peão · d5 preto peão · d4 branco peão · e4 branco peão · c3 branco cavalo · a2 branco peão · b2 branco peão · c2 branco peão · f2 branco peão · g2 branco peão · h2 branco peão · a1 branco torre · c1 branco bispo · d1 branco rainha · e1 branco rei · f1 branco bispo · g1 branco cavalo · h1 branco torre | a8 preto torre · b8 preto cavalo · c8 preto bispo · d8 preto rainha · e8 preto rei · f8 preto bispo · g8 preto cavalo · h8 preto torre · a7 preto peão · b7 preto peão · e7 preto peão · f7 preto peão · g7 preto peão · h7 preto peão · c6 preto peão · d5 preto peão · d4 branco peão · e4 branco peão · c3 branco cavalo · a2 branco peão · b2 branco peão · c2 branco peão · f2 branco peão · g2 branco peão · h2 branco peão · a1 branco torre · c1 branco bispo · d1 branco rainha · e1 branco rei · f1 branco bispo · g1 branco cavalo · h1 branco torre | a8 preto torre · b8 preto cavalo · c8 preto bispo · d8 preto rainha · e8 preto rei · f8 preto bispo · g8 preto cavalo · h8 preto torre · a7 preto peão · b7 preto peão · e7 preto peão · f7 preto peão · g7 preto peão · h7 preto peão · c6 preto peão · d5 preto peão · d4 branco peão · e4 branco peão · c3 branco cavalo · a2 branco peão · b2 branco peão · c2 branco peão · f2 branco peão · g2 branco peão · h2 branco peão · a1 branco torre · c1 branco bispo · d1 branco rainha · e1 branco rei · f1 branco bispo · g1 branco cavalo · h1 branco torre | a8 preto torre · b8 preto cavalo · c8 preto bispo · d8 preto rainha · e8 preto rei · f8 preto bispo · g8 preto cavalo · h8 preto torre · a7 preto peão · b7 preto peão · e7 preto peão · f7 preto peão · g7 preto peão · h7 preto peão · c6 preto peão · d5 preto peão · d4 branco peão · e4 branco peão · c3 branco cavalo · a2 branco peão · b2 branco peão · c2 branco peão · f2 branco peão · g2 branco peão · h2 branco peão · a1 branco torre · c1 branco bispo · d1 branco rainha · e1 branco rei · f1 branco bispo · g1 branco cavalo · h1 branco torre | a8 preto torre · b8 preto cavalo · c8 preto bispo · d8 preto rainha · e8 preto rei · f8 preto bispo · g8 preto cavalo · h8 preto torre · a7 preto peão · b7 preto peão · e7 preto peão · f7 preto peão · g7 preto peão · h7 preto peão · c6 preto peão · d5 preto peão · d4 branco peão · e4 branco peão · c3 branco cavalo · a2 branco peão · b2 branco peão · c2 branco peão · f2 branco peão · g2 branco peão · h2 branco peão · a1 branco torre · c1 branco bispo · d1 branco rainha · e1 branco rei · f1 branco bispo · g1 branco cavalo · h1 branco torre | 6 |
| 5 | a8 preto torre · b8 preto cavalo · c8 preto bispo · d8 preto rainha · e8 preto rei · f8 preto bispo · g8 preto cavalo · h8 preto torre · a7 preto peão · b7 preto peão · e7 preto peão · f7 preto peão · g7 preto peão · h7 preto peão · c6 preto peão · d5 preto peão · d4 branco peão · e4 branco peão · c3 branco cavalo · a2 branco peão · b2 branco peão · c2 branco peão · f2 branco peão · g2 branco peão · h2 branco peão · a1 branco torre · c1 branco bispo · d1 branco rainha · e1 branco rei · f1 branco bispo · g1 branco cavalo · h1 branco torre | a8 preto torre · b8 preto cavalo · c8 preto bispo · d8 preto rainha · e8 preto rei · f8 preto bispo · g8 preto cavalo · h8 preto torre · a7 preto peão · b7 preto peão · e7 preto peão · f7 preto peão · g7 preto peão · h7 preto peão · c6 preto peão · d5 preto peão · d4 branco peão · e4 branco peão · c3 branco cavalo · a2 branco peão · b2 branco peão · c2 branco peão · f2 branco peão · g2 branco peão · h2 branco peão · a1 branco torre · c1 branco bispo · d1 branco rainha · e1 branco rei · f1 branco bispo · g1 branco cavalo · h1 branco torre | a8 preto torre · b8 preto cavalo · c8 preto bispo · d8 preto rainha · e8 preto rei · f8 preto bispo · g8 preto cavalo · h8 preto torre · a7 preto peão · b7 preto peão · e7 preto peão · f7 preto peão · g7 preto peão · h7 preto peão · c6 preto peão · d5 preto peão · d4 branco peão · e4 branco peão · c3 branco cavalo · a2 branco peão · b2 branco peão · c2 branco peão · f2 branco peão · g2 branco peão · h2 branco peão · a1 branco torre · c1 branco bispo · d1 branco rainha · e1 branco rei · f1 branco bispo · g1 branco cavalo · h1 branco torre | a8 preto torre · b8 preto cavalo · c8 preto bispo · d8 preto rainha · e8 preto rei · f8 preto bispo · g8 preto cavalo · h8 preto torre · a7 preto peão · b7 preto peão · e7 preto peão · f7 preto peão · g7 preto peão · h7 preto peão · c6 preto peão · d5 preto peão · d4 branco peão · e4 branco peão · c3 branco cavalo · a2 branco peão · b2 branco peão · c2 branco peão · f2 branco peão · g2 branco peão · h2 branco peão · a1 branco torre · c1 branco bispo · d1 branco rainha · e1 branco rei · f1 branco bispo · g1 branco cavalo · h1 branco torre | a8 preto torre · b8 preto cavalo · c8 preto bispo · d8 preto rainha · e8 preto rei · f8 preto bispo · g8 preto cavalo · h8 preto torre · a7 preto peão · b7 preto peão · e7 preto peão · f7 preto peão · g7 preto peão · h7 preto peão · c6 preto peão · d5 preto peão · d4 branco peão · e4 branco peão · c3 branco cavalo · a2 branco peão · b2 branco peão · c2 branco peão · f2 branco peão · g2 branco peão · h2 branco peão · a1 branco torre · c1 branco bispo · d1 branco rainha · e1 branco rei · f1 branco bispo · g1 branco cavalo · h1 branco torre | a8 preto torre · b8 preto cavalo · c8 preto bispo · d8 preto rainha · e8 preto rei · f8 preto bispo · g8 preto cavalo · h8 preto torre · a7 preto peão · b7 preto peão · e7 preto peão · f7 preto peão · g7 preto peão · h7 preto peão · c6 preto peão · d5 preto peão · d4 branco peão · e4 branco peão · c3 branco cavalo · a2 branco peão · b2 branco peão · c2 branco peão · f2 branco peão · g2 branco peão · h2 branco peão · a1 branco torre · c1 branco bispo · d1 branco rainha · e1 branco rei · f1 branco bispo · g1 branco cavalo · h1 branco torre | a8 preto torre · b8 preto cavalo · c8 preto bispo · d8 preto rainha · e8 preto rei · f8 preto bispo · g8 preto cavalo · h8 preto torre · a7 preto peão · b7 preto peão · e7 preto peão · f7 preto peão · g7 preto peão · h7 preto peão · c6 preto peão · d5 preto peão · d4 branco peão · e4 branco peão · c3 branco cavalo · a2 branco peão · b2 branco peão · c2 branco peão · f2 branco peão · g2 branco peão · h2 branco peão · a1 branco torre · c1 branco bispo · d1 branco rainha · e1 branco rei · f1 branco bispo · g1 branco cavalo · h1 branco torre | a8 preto torre · b8 preto cavalo · c8 preto bispo · d8 preto rainha · e8 preto rei · f8 preto bispo · g8 preto cavalo · h8 preto torre · a7 preto peão · b7 preto peão · e7 preto peão · f7 preto peão · g7 preto peão · h7 preto peão · c6 preto peão · d5 preto peão · d4 branco peão · e4 branco peão · c3 branco cavalo · a2 branco peão · b2 branco peão · c2 branco peão · f2 branco peão · g2 branco peão · h2 branco peão · a1 branco torre · c1 branco bispo · d1 branco rainha · e1 branco rei · f1 branco bispo · g1 branco cavalo · h1 branco torre | 5 |
| 4 | a8 preto torre · b8 preto cavalo · c8 preto bispo · d8 preto rainha · e8 preto rei · f8 preto bispo · g8 preto cavalo · h8 preto torre · a7 preto peão · b7 preto peão · e7 preto peão · f7 preto peão · g7 preto peão · h7 preto peão · c6 preto peão · d5 preto peão · d4 branco peão · e4 branco peão · c3 branco cavalo · a2 branco peão · b2 branco peão · c2 branco peão · f2 branco peão · g2 branco peão · h2 branco peão · a1 branco torre · c1 branco bispo · d1 branco rainha · e1 branco rei · f1 branco bispo · g1 branco cavalo · h1 branco torre | a8 preto torre · b8 preto cavalo · c8 preto bispo · d8 preto rainha · e8 preto rei · f8 preto bispo · g8 preto cavalo · h8 preto torre · a7 preto peão · b7 preto peão · e7 preto peão · f7 preto peão · g7 preto peão · h7 preto peão · c6 preto peão · d5 preto peão · d4 branco peão · e4 branco peão · c3 branco cavalo · a2 branco peão · b2 branco peão · c2 branco peão · f2 branco peão · g2 branco peão · h2 branco peão · a1 branco torre · c1 branco bispo · d1 branco rainha · e1 branco rei · f1 branco bispo · g1 branco cavalo · h1 branco torre | a8 preto torre · b8 preto cavalo · c8 preto bispo · d8 preto rainha · e8 preto rei · f8 preto bispo · g8 preto cavalo · h8 preto torre · a7 preto peão · b7 preto peão · e7 preto peão · f7 preto peão · g7 preto peão · h7 preto peão · c6 preto peão · d5 preto peão · d4 branco peão · e4 branco peão · c3 branco cavalo · a2 branco peão · b2 branco peão · c2 branco peão · f2 branco peão · g2 branco peão · h2 branco peão · a1 branco torre · c1 branco bispo · d1 branco rainha · e1 branco rei · f1 branco bispo · g1 branco cavalo · h1 branco torre | a8 preto torre · b8 preto cavalo · c8 preto bispo · d8 preto rainha · e8 preto rei · f8 preto bispo · g8 preto cavalo · h8 preto torre · a7 preto peão · b7 preto peão · e7 preto peão · f7 preto peão · g7 preto peão · h7 preto peão · c6 preto peão · d5 preto peão · d4 branco peão · e4 branco peão · c3 branco cavalo · a2 branco peão · b2 branco peão · c2 branco peão · f2 branco peão · g2 branco peão · h2 branco peão · a1 branco torre · c1 branco bispo · d1 branco rainha · e1 branco rei · f1 branco bispo · g1 branco cavalo · h1 branco torre | a8 preto torre · b8 preto cavalo · c8 preto bispo · d8 preto rainha · e8 preto rei · f8 preto bispo · g8 preto cavalo · h8 preto torre · a7 preto peão · b7 preto peão · e7 preto peão · f7 preto peão · g7 preto peão · h7 preto peão · c6 preto peão · d5 preto peão · d4 branco peão · e4 branco peão · c3 branco cavalo · a2 branco peão · b2 branco peão · c2 branco peão · f2 branco peão · g2 branco peão · h2 branco peão · a1 branco torre · c1 branco bispo · d1 branco rainha · e1 branco rei · f1 branco bispo · g1 branco cavalo · h1 branco torre | a8 preto torre · b8 preto cavalo · c8 preto bispo · d8 preto rainha · e8 preto rei · f8 preto bispo · g8 preto cavalo · h8 preto torre · a7 preto peão · b7 preto peão · e7 preto peão · f7 preto peão · g7 preto peão · h7 preto peão · c6 preto peão · d5 preto peão · d4 branco peão · e4 branco peão · c3 branco cavalo · a2 branco peão · b2 branco peão · c2 branco peão · f2 branco peão · g2 branco peão · h2 branco peão · a1 branco torre · c1 branco bispo · d1 branco rainha · e1 branco rei · f1 branco bispo · g1 branco cavalo · h1 branco torre | a8 preto torre · b8 preto cavalo · c8 preto bispo · d8 preto rainha · e8 preto rei · f8 preto bispo · g8 preto cavalo · h8 preto torre · a7 preto peão · b7 preto peão · e7 preto peão · f7 preto peão · g7 preto peão · h7 preto peão · c6 preto peão · d5 preto peão · d4 branco peão · e4 branco peão · c3 branco cavalo · a2 branco peão · b2 branco peão · c2 branco peão · f2 branco peão · g2 branco peão · h2 branco peão · a1 branco torre · c1 branco bispo · d1 branco rainha · e1 branco rei · f1 branco bispo · g1 branco cavalo · h1 branco torre | a8 preto torre · b8 preto cavalo · c8 preto bispo · d8 preto rainha · e8 preto rei · f8 preto bispo · g8 preto cavalo · h8 preto torre · a7 preto peão · b7 preto peão · e7 preto peão · f7 preto peão · g7 preto peão · h7 preto peão · c6 preto peão · d5 preto peão · d4 branco peão · e4 branco peão · c3 branco cavalo · a2 branco peão · b2 branco peão · c2 branco peão · f2 branco peão · g2 branco peão · h2 branco peão · a1 branco torre · c1 branco bispo · d1 branco rainha · e1 branco rei · f1 branco bispo · g1 branco cavalo · h1 branco torre | 4 |
| 3 | a8 preto torre · b8 preto cavalo · c8 preto bispo · d8 preto rainha · e8 preto rei · f8 preto bispo · g8 preto cavalo · h8 preto torre · a7 preto peão · b7 preto peão · e7 preto peão · f7 preto peão · g7 preto peão · h7 preto peão · c6 preto peão · d5 preto peão · d4 branco peão · e4 branco peão · c3 branco cavalo · a2 branco peão · b2 branco peão · c2 branco peão · f2 branco peão · g2 branco peão · h2 branco peão · a1 branco torre · c1 branco bispo · d1 branco rainha · e1 branco rei · f1 branco bispo · g1 branco cavalo · h1 branco torre | a8 preto torre · b8 preto cavalo · c8 preto bispo · d8 preto rainha · e8 preto rei · f8 preto bispo · g8 preto cavalo · h8 preto torre · a7 preto peão · b7 preto peão · e7 preto peão · f7 preto peão · g7 preto peão · h7 preto peão · c6 preto peão · d5 preto peão · d4 branco peão · e4 branco peão · c3 branco cavalo · a2 branco peão · b2 branco peão · c2 branco peão · f2 branco peão · g2 branco peão · h2 branco peão · a1 branco torre · c1 branco bispo · d1 branco rainha · e1 branco rei · f1 branco bispo · g1 branco cavalo · h1 branco torre | a8 preto torre · b8 preto cavalo · c8 preto bispo · d8 preto rainha · e8 preto rei · f8 preto bispo · g8 preto cavalo · h8 preto torre · a7 preto peão · b7 preto peão · e7 preto peão · f7 preto peão · g7 preto peão · h7 preto peão · c6 preto peão · d5 preto peão · d4 branco peão · e4 branco peão · c3 branco cavalo · a2 branco peão · b2 branco peão · c2 branco peão · f2 branco peão · g2 branco peão · h2 branco peão · a1 branco torre · c1 branco bispo · d1 branco rainha · e1 branco rei · f1 branco bispo · g1 branco cavalo · h1 branco torre | a8 preto torre · b8 preto cavalo · c8 preto bispo · d8 preto rainha · e8 preto rei · f8 preto bispo · g8 preto cavalo · h8 preto torre · a7 preto peão · b7 preto peão · e7 preto peão · f7 preto peão · g7 preto peão · h7 preto peão · c6 preto peão · d5 preto peão · d4 branco peão · e4 branco peão · c3 branco cavalo · a2 branco peão · b2 branco peão · c2 branco peão · f2 branco peão · g2 branco peão · h2 branco peão · a1 branco torre · c1 branco bispo · d1 branco rainha · e1 branco rei · f1 branco bispo · g1 branco cavalo · h1 branco torre | a8 preto torre · b8 preto cavalo · c8 preto bispo · d8 preto rainha · e8 preto rei · f8 preto bispo · g8 preto cavalo · h8 preto torre · a7 preto peão · b7 preto peão · e7 preto peão · f7 preto peão · g7 preto peão · h7 preto peão · c6 preto peão · d5 preto peão · d4 branco peão · e4 branco peão · c3 branco cavalo · a2 branco peão · b2 branco peão · c2 branco peão · f2 branco peão · g2 branco peão · h2 branco peão · a1 branco torre · c1 branco bispo · d1 branco rainha · e1 branco rei · f1 branco bispo · g1 branco cavalo · h1 branco torre | a8 preto torre · b8 preto cavalo · c8 preto bispo · d8 preto rainha · e8 preto rei · f8 preto bispo · g8 preto cavalo · h8 preto torre · a7 preto peão · b7 preto peão · e7 preto peão · f7 preto peão · g7 preto peão · h7 preto peão · c6 preto peão · d5 preto peão · d4 branco peão · e4 branco peão · c3 branco cavalo · a2 branco peão · b2 branco peão · c2 branco peão · f2 branco peão · g2 branco peão · h2 branco peão · a1 branco torre · c1 branco bispo · d1 branco rainha · e1 branco rei · f1 branco bispo · g1 branco cavalo · h1 branco torre | a8 preto torre · b8 preto cavalo · c8 preto bispo · d8 preto rainha · e8 preto rei · f8 preto bispo · g8 preto cavalo · h8 preto torre · a7 preto peão · b7 preto peão · e7 preto peão · f7 preto peão · g7 preto peão · h7 preto peão · c6 preto peão · d5 preto peão · d4 branco peão · e4 branco peão · c3 branco cavalo · a2 branco peão · b2 branco peão · c2 branco peão · f2 branco peão · g2 branco peão · h2 branco peão · a1 branco torre · c1 branco bispo · d1 branco rainha · e1 branco rei · f1 branco bispo · g1 branco cavalo · h1 branco torre | a8 preto torre · b8 preto cavalo · c8 preto bispo · d8 preto rainha · e8 preto rei · f8 preto bispo · g8 preto cavalo · h8 preto torre · a7 preto peão · b7 preto peão · e7 preto peão · f7 preto peão · g7 preto peão · h7 preto peão · c6 preto peão · d5 preto peão · d4 branco peão · e4 branco peão · c3 branco cavalo · a2 branco peão · b2 branco peão · c2 branco peão · f2 branco peão · g2 branco peão · h2 branco peão · a1 branco torre · c1 branco bispo · d1 branco rainha · e1 branco rei · f1 branco bispo · g1 branco cavalo · h1 branco torre | 3 |
| 2 | a8 preto torre · b8 preto cavalo · c8 preto bispo · d8 preto rainha · e8 preto rei · f8 preto bispo · g8 preto cavalo · h8 preto torre · a7 preto peão · b7 preto peão · e7 preto peão · f7 preto peão · g7 preto peão · h7 preto peão · c6 preto peão · d5 preto peão · d4 branco peão · e4 branco peão · c3 branco cavalo · a2 branco peão · b2 branco peão · c2 branco peão · f2 branco peão · g2 branco peão · h2 branco peão · a1 branco torre · c1 branco bispo · d1 branco rainha · e1 branco rei · f1 branco bispo · g1 branco cavalo · h1 branco torre | a8 preto torre · b8 preto cavalo · c8 preto bispo · d8 preto rainha · e8 preto rei · f8 preto bispo · g8 preto cavalo · h8 preto torre · a7 preto peão · b7 preto peão · e7 preto peão · f7 preto peão · g7 preto peão · h7 preto peão · c6 preto peão · d5 preto peão · d4 branco peão · e4 branco peão · c3 branco cavalo · a2 branco peão · b2 branco peão · c2 branco peão · f2 branco peão · g2 branco peão · h2 branco peão · a1 branco torre · c1 branco bispo · d1 branco rainha · e1 branco rei · f1 branco bispo · g1 branco cavalo · h1 branco torre | a8 preto torre · b8 preto cavalo · c8 preto bispo · d8 preto rainha · e8 preto rei · f8 preto bispo · g8 preto cavalo · h8 preto torre · a7 preto peão · b7 preto peão · e7 preto peão · f7 preto peão · g7 preto peão · h7 preto peão · c6 preto peão · d5 preto peão · d4 branco peão · e4 branco peão · c3 branco cavalo · a2 branco peão · b2 branco peão · c2 branco peão · f2 branco peão · g2 branco peão · h2 branco peão · a1 branco torre · c1 branco bispo · d1 branco rainha · e1 branco rei · f1 branco bispo · g1 branco cavalo · h1 branco torre | a8 preto torre · b8 preto cavalo · c8 preto bispo · d8 preto rainha · e8 preto rei · f8 preto bispo · g8 preto cavalo · h8 preto torre · a7 preto peão · b7 preto peão · e7 preto peão · f7 preto peão · g7 preto peão · h7 preto peão · c6 preto peão · d5 preto peão · d4 branco peão · e4 branco peão · c3 branco cavalo · a2 branco peão · b2 branco peão · c2 branco peão · f2 branco peão · g2 branco peão · h2 branco peão · a1 branco torre · c1 branco bispo · d1 branco rainha · e1 branco rei · f1 branco bispo · g1 branco cavalo · h1 branco torre | a8 preto torre · b8 preto cavalo · c8 preto bispo · d8 preto rainha · e8 preto rei · f8 preto bispo · g8 preto cavalo · h8 preto torre · a7 preto peão · b7 preto peão · e7 preto peão · f7 preto peão · g7 preto peão · h7 preto peão · c6 preto peão · d5 preto peão · d4 branco peão · e4 branco peão · c3 branco cavalo · a2 branco peão · b2 branco peão · c2 branco peão · f2 branco peão · g2 branco peão · h2 branco peão · a1 branco torre · c1 branco bispo · d1 branco rainha · e1 branco rei · f1 branco bispo · g1 branco cavalo · h1 branco torre | a8 preto torre · b8 preto cavalo · c8 preto bispo · d8 preto rainha · e8 preto rei · f8 preto bispo · g8 preto cavalo · h8 preto torre · a7 preto peão · b7 preto peão · e7 preto peão · f7 preto peão · g7 preto peão · h7 preto peão · c6 preto peão · d5 preto peão · d4 branco peão · e4 branco peão · c3 branco cavalo · a2 branco peão · b2 branco peão · c2 branco peão · f2 branco peão · g2 branco peão · h2 branco peão · a1 branco torre · c1 branco bispo · d1 branco rainha · e1 branco rei · f1 branco bispo · g1 branco cavalo · h1 branco torre | a8 preto torre · b8 preto cavalo · c8 preto bispo · d8 preto rainha · e8 preto rei · f8 preto bispo · g8 preto cavalo · h8 preto torre · a7 preto peão · b7 preto peão · e7 preto peão · f7 preto peão · g7 preto peão · h7 preto peão · c6 preto peão · d5 preto peão · d4 branco peão · e4 branco peão · c3 branco cavalo · a2 branco peão · b2 branco peão · c2 branco peão · f2 branco peão · g2 branco peão · h2 branco peão · a1 branco torre · c1 branco bispo · d1 branco rainha · e1 branco rei · f1 branco bispo · g1 branco cavalo · h1 branco torre | a8 preto torre · b8 preto cavalo · c8 preto bispo · d8 preto rainha · e8 preto rei · f8 preto bispo · g8 preto cavalo · h8 preto torre · a7 preto peão · b7 preto peão · e7 preto peão · f7 preto peão · g7 preto peão · h7 preto peão · c6 preto peão · d5 preto peão · d4 branco peão · e4 branco peão · c3 branco cavalo · a2 branco peão · b2 branco peão · c2 branco peão · f2 branco peão · g2 branco peão · h2 branco peão · a1 branco torre · c1 branco bispo · d1 branco rainha · e1 branco rei · f1 branco bispo · g1 branco cavalo · h1 branco torre | 2 |
| 1 | a8 preto torre · b8 preto cavalo · c8 preto bispo · d8 preto rainha · e8 preto rei · f8 preto bispo · g8 preto cavalo · h8 preto torre · a7 preto peão · b7 preto peão · e7 preto peão · f7 preto peão · g7 preto peão · h7 preto peão · c6 preto peão · d5 preto peão · d4 branco peão · e4 branco peão · c3 branco cavalo · a2 branco peão · b2 branco peão · c2 branco peão · f2 branco peão · g2 branco peão · h2 branco peão · a1 branco torre · c1 branco bispo · d1 branco rainha · e1 branco rei · f1 branco bispo · g1 branco cavalo · h1 branco torre | a8 preto torre · b8 preto cavalo · c8 preto bispo · d8 preto rainha · e8 preto rei · f8 preto bispo · g8 preto cavalo · h8 preto torre · a7 preto peão · b7 preto peão · e7 preto peão · f7 preto peão · g7 preto peão · h7 preto peão · c6 preto peão · d5 preto peão · d4 branco peão · e4 branco peão · c3 branco cavalo · a2 branco peão · b2 branco peão · c2 branco peão · f2 branco peão · g2 branco peão · h2 branco peão · a1 branco torre · c1 branco bispo · d1 branco rainha · e1 branco rei · f1 branco bispo · g1 branco cavalo · h1 branco torre | a8 preto torre · b8 preto cavalo · c8 preto bispo · d8 preto rainha · e8 preto rei · f8 preto bispo · g8 preto cavalo · h8 preto torre · a7 preto peão · b7 preto peão · e7 preto peão · f7 preto peão · g7 preto peão · h7 preto peão · c6 preto peão · d5 preto peão · d4 branco peão · e4 branco peão · c3 branco cavalo · a2 branco peão · b2 branco peão · c2 branco peão · f2 branco peão · g2 branco peão · h2 branco peão · a1 branco torre · c1 branco bispo · d1 branco rainha · e1 branco rei · f1 branco bispo · g1 branco cavalo · h1 branco torre | a8 preto torre · b8 preto cavalo · c8 preto bispo · d8 preto rainha · e8 preto rei · f8 preto bispo · g8 preto cavalo · h8 preto torre · a7 preto peão · b7 preto peão · e7 preto peão · f7 preto peão · g7 preto peão · h7 preto peão · c6 preto peão · d5 preto peão · d4 branco peão · e4 branco peão · c3 branco cavalo · a2 branco peão · b2 branco peão · c2 branco peão · f2 branco peão · g2 branco peão · h2 branco peão · a1 branco torre · c1 branco bispo · d1 branco rainha · e1 branco rei · f1 branco bispo · g1 branco cavalo · h1 branco torre | a8 preto torre · b8 preto cavalo · c8 preto bispo · d8 preto rainha · e8 preto rei · f8 preto bispo · g8 preto cavalo · h8 preto torre · a7 preto peão · b7 preto peão · e7 preto peão · f7 preto peão · g7 preto peão · h7 preto peão · c6 preto peão · d5 preto peão · d4 branco peão · e4 branco peão · c3 branco cavalo · a2 branco peão · b2 branco peão · c2 branco peão · f2 branco peão · g2 branco peão · h2 branco peão · a1 branco torre · c1 branco bispo · d1 branco rainha · e1 branco rei · f1 branco bispo · g1 branco cavalo · h1 branco torre | a8 preto torre · b8 preto cavalo · c8 preto bispo · d8 preto rainha · e8 preto rei · f8 preto bispo · g8 preto cavalo · h8 preto torre · a7 preto peão · b7 preto peão · e7 preto peão · f7 preto peão · g7 preto peão · h7 preto peão · c6 preto peão · d5 preto peão · d4 branco peão · e4 branco peão · c3 branco cavalo · a2 branco peão · b2 branco peão · c2 branco peão · f2 branco peão · g2 branco peão · h2 branco peão · a1 branco torre · c1 branco bispo · d1 branco rainha · e1 branco rei · f1 branco bispo · g1 branco cavalo · h1 branco torre | a8 preto torre · b8 preto cavalo · c8 preto bispo · d8 preto rainha · e8 preto rei · f8 preto bispo · g8 preto cavalo · h8 preto torre · a7 preto peão · b7 preto peão · e7 preto peão · f7 preto peão · g7 preto peão · h7 preto peão · c6 preto peão · d5 preto peão · d4 branco peão · e4 branco peão · c3 branco cavalo · a2 branco peão · b2 branco peão · c2 branco peão · f2 branco peão · g2 branco peão · h2 branco peão · a1 branco torre · c1 branco bispo · d1 branco rainha · e1 branco rei · f1 branco bispo · g1 branco cavalo · h1 branco torre | a8 preto torre · b8 preto cavalo · c8 preto bispo · d8 preto rainha · e8 preto rei · f8 preto bispo · g8 preto cavalo · h8 preto torre · a7 preto peão · b7 preto peão · e7 preto peão · f7 preto peão · g7 preto peão · h7 preto peão · c6 preto peão · d5 preto peão · d4 branco peão · e4 branco peão · c3 branco cavalo · a2 branco peão · b2 branco peão · c2 branco peão · f2 branco peão · g2 branco peão · h2 branco peão · a1 branco torre · c1 branco bispo · d1 branco rainha · e1 branco rei · f1 branco bispo · g1 branco cavalo · h1 branco torre | 1 |
|   | a | b | c | d | e | f | g | h |   |

O caminho mais comum para se lidar com a Caro-Kann, a Variante Clássica, caracteriza-se por:
1.e4 c6
2.d4 d5
3.Cc3 (ou 3.Cd2) dxe4
4.Cxe4 Bf5
5.Cg3 Bg6 (ver tabuleiro)
|   | a | b | c | d | e | f | g | h |   |
| 8 | a8 preto torre · b8 preto cavalo · d8 preto rainha · e8 preto rei · f8 preto bispo · g8 preto cavalo · h8 preto torre · a7 preto peão · b7 preto peão · e7 preto peão · f7 preto peão · g7 preto peão · h7 preto peão · c6 preto peão · g6 preto bispo · d4 branco peão · g3 branco cavalo · a2 branco peão · b2 branco peão · c2 branco peão · f2 branco peão · g2 branco peão · h2 branco peão · a1 branco torre · c1 branco bispo · d1 branco rainha · e1 branco rei · f1 branco bispo · g1 branco cavalo · h1 branco torre | a8 preto torre · b8 preto cavalo · d8 preto rainha · e8 preto rei · f8 preto bispo · g8 preto cavalo · h8 preto torre · a7 preto peão · b7 preto peão · e7 preto peão · f7 preto peão · g7 preto peão · h7 preto peão · c6 preto peão · g6 preto bispo · d4 branco peão · g3 branco cavalo · a2 branco peão · b2 branco peão · c2 branco peão · f2 branco peão · g2 branco peão · h2 branco peão · a1 branco torre · c1 branco bispo · d1 branco rainha · e1 branco rei · f1 branco bispo · g1 branco cavalo · h1 branco torre | a8 preto torre · b8 preto cavalo · d8 preto rainha · e8 preto rei · f8 preto bispo · g8 preto cavalo · h8 preto torre · a7 preto peão · b7 preto peão · e7 preto peão · f7 preto peão · g7 preto peão · h7 preto peão · c6 preto peão · g6 preto bispo · d4 branco peão · g3 branco cavalo · a2 branco peão · b2 branco peão · c2 branco peão · f2 branco peão · g2 branco peão · h2 branco peão · a1 branco torre · c1 branco bispo · d1 branco rainha · e1 branco rei · f1 branco bispo · g1 branco cavalo · h1 branco torre | a8 preto torre · b8 preto cavalo · d8 preto rainha · e8 preto rei · f8 preto bispo · g8 preto cavalo · h8 preto torre · a7 preto peão · b7 preto peão · e7 preto peão · f7 preto peão · g7 preto peão · h7 preto peão · c6 preto peão · g6 preto bispo · d4 branco peão · g3 branco cavalo · a2 branco peão · b2 branco peão · c2 branco peão · f2 branco peão · g2 branco peão · h2 branco peão · a1 branco torre · c1 branco bispo · d1 branco rainha · e1 branco rei · f1 branco bispo · g1 branco cavalo · h1 branco torre | a8 preto torre · b8 preto cavalo · d8 preto rainha · e8 preto rei · f8 preto bispo · g8 preto cavalo · h8 preto torre · a7 preto peão · b7 preto peão · e7 preto peão · f7 preto peão · g7 preto peão · h7 preto peão · c6 preto peão · g6 preto bispo · d4 branco peão · g3 branco cavalo · a2 branco peão · b2 branco peão · c2 branco peão · f2 branco peão · g2 branco peão · h2 branco peão · a1 branco torre · c1 branco bispo · d1 branco rainha · e1 branco rei · f1 branco bispo · g1 branco cavalo · h1 branco torre | a8 preto torre · b8 preto cavalo · d8 preto rainha · e8 preto rei · f8 preto bispo · g8 preto cavalo · h8 preto torre · a7 preto peão · b7 preto peão · e7 preto peão · f7 preto peão · g7 preto peão · h7 preto peão · c6 preto peão · g6 preto bispo · d4 branco peão · g3 branco cavalo · a2 branco peão · b2 branco peão · c2 branco peão · f2 branco peão · g2 branco peão · h2 branco peão · a1 branco torre · c1 branco bispo · d1 branco rainha · e1 branco rei · f1 branco bispo · g1 branco cavalo · h1 branco torre | a8 preto torre · b8 preto cavalo · d8 preto rainha · e8 preto rei · f8 preto bispo · g8 preto cavalo · h8 preto torre · a7 preto peão · b7 preto peão · e7 preto peão · f7 preto peão · g7 preto peão · h7 preto peão · c6 preto peão · g6 preto bispo · d4 branco peão · g3 branco cavalo · a2 branco peão · b2 branco peão · c2 branco peão · f2 branco peão · g2 branco peão · h2 branco peão · a1 branco torre · c1 branco bispo · d1 branco rainha · e1 branco rei · f1 branco bispo · g1 branco cavalo · h1 branco torre | a8 preto torre · b8 preto cavalo · d8 preto rainha · e8 preto rei · f8 preto bispo · g8 preto cavalo · h8 preto torre · a7 preto peão · b7 preto peão · e7 preto peão · f7 preto peão · g7 preto peão · h7 preto peão · c6 preto peão · g6 preto bispo · d4 branco peão · g3 branco cavalo · a2 branco peão · b2 branco peão · c2 branco peão · f2 branco peão · g2 branco peão · h2 branco peão · a1 branco torre · c1 branco bispo · d1 branco rainha · e1 branco rei · f1 branco bispo · g1 branco cavalo · h1 branco torre | 8 |
| 7 | a8 preto torre · b8 preto cavalo · d8 preto rainha · e8 preto rei · f8 preto bispo · g8 preto cavalo · h8 preto torre · a7 preto peão · b7 preto peão · e7 preto peão · f7 preto peão · g7 preto peão · h7 preto peão · c6 preto peão · g6 preto bispo · d4 branco peão · g3 branco cavalo · a2 branco peão · b2 branco peão · c2 branco peão · f2 branco peão · g2 branco peão · h2 branco peão · a1 branco torre · c1 branco bispo · d1 branco rainha · e1 branco rei · f1 branco bispo · g1 branco cavalo · h1 branco torre | a8 preto torre · b8 preto cavalo · d8 preto rainha · e8 preto rei · f8 preto bispo · g8 preto cavalo · h8 preto torre · a7 preto peão · b7 preto peão · e7 preto peão · f7 preto peão · g7 preto peão · h7 preto peão · c6 preto peão · g6 preto bispo · d4 branco peão · g3 branco cavalo · a2 branco peão · b2 branco peão · c2 branco peão · f2 branco peão · g2 branco peão · h2 branco peão · a1 branco torre · c1 branco bispo · d1 branco rainha · e1 branco rei · f1 branco bispo · g1 branco cavalo · h1 branco torre | a8 preto torre · b8 preto cavalo · d8 preto rainha · e8 preto rei · f8 preto bispo · g8 preto cavalo · h8 preto torre · a7 preto peão · b7 preto peão · e7 preto peão · f7 preto peão · g7 preto peão · h7 preto peão · c6 preto peão · g6 preto bispo · d4 branco peão · g3 branco cavalo · a2 branco peão · b2 branco peão · c2 branco peão · f2 branco peão · g2 branco peão · h2 branco peão · a1 branco torre · c1 branco bispo · d1 branco rainha · e1 branco rei · f1 branco bispo · g1 branco cavalo · h1 branco torre | a8 preto torre · b8 preto cavalo · d8 preto rainha · e8 preto rei · f8 preto bispo · g8 preto cavalo · h8 preto torre · a7 preto peão · b7 preto peão · e7 preto peão · f7 preto peão · g7 preto peão · h7 preto peão · c6 preto peão · g6 preto bispo · d4 branco peão · g3 branco cavalo · a2 branco peão · b2 branco peão · c2 branco peão · f2 branco peão · g2 branco peão · h2 branco peão · a1 branco torre · c1 branco bispo · d1 branco rainha · e1 branco rei · f1 branco bispo · g1 branco cavalo · h1 branco torre | a8 preto torre · b8 preto cavalo · d8 preto rainha · e8 preto rei · f8 preto bispo · g8 preto cavalo · h8 preto torre · a7 preto peão · b7 preto peão · e7 preto peão · f7 preto peão · g7 preto peão · h7 preto peão · c6 preto peão · g6 preto bispo · d4 branco peão · g3 branco cavalo · a2 branco peão · b2 branco peão · c2 branco peão · f2 branco peão · g2 branco peão · h2 branco peão · a1 branco torre · c1 branco bispo · d1 branco rainha · e1 branco rei · f1 branco bispo · g1 branco cavalo · h1 branco torre | a8 preto torre · b8 preto cavalo · d8 preto rainha · e8 preto rei · f8 preto bispo · g8 preto cavalo · h8 preto torre · a7 preto peão · b7 preto peão · e7 preto peão · f7 preto peão · g7 preto peão · h7 preto peão · c6 preto peão · g6 preto bispo · d4 branco peão · g3 branco cavalo · a2 branco peão · b2 branco peão · c2 branco peão · f2 branco peão · g2 branco peão · h2 branco peão · a1 branco torre · c1 branco bispo · d1 branco rainha · e1 branco rei · f1 branco bispo · g1 branco cavalo · h1 branco torre | a8 preto torre · b8 preto cavalo · d8 preto rainha · e8 preto rei · f8 preto bispo · g8 preto cavalo · h8 preto torre · a7 preto peão · b7 preto peão · e7 preto peão · f7 preto peão · g7 preto peão · h7 preto peão · c6 preto peão · g6 preto bispo · d4 branco peão · g3 branco cavalo · a2 branco peão · b2 branco peão · c2 branco peão · f2 branco peão · g2 branco peão · h2 branco peão · a1 branco torre · c1 branco bispo · d1 branco rainha · e1 branco rei · f1 branco bispo · g1 branco cavalo · h1 branco torre | a8 preto torre · b8 preto cavalo · d8 preto rainha · e8 preto rei · f8 preto bispo · g8 preto cavalo · h8 preto torre · a7 preto peão · b7 preto peão · e7 preto peão · f7 preto peão · g7 preto peão · h7 preto peão · c6 preto peão · g6 preto bispo · d4 branco peão · g3 branco cavalo · a2 branco peão · b2 branco peão · c2 branco peão · f2 branco peão · g2 branco peão · h2 branco peão · a1 branco torre · c1 branco bispo · d1 branco rainha · e1 branco rei · f1 branco bispo · g1 branco cavalo · h1 branco torre | 7 |
| 6 | a8 preto torre · b8 preto cavalo · d8 preto rainha · e8 preto rei · f8 preto bispo · g8 preto cavalo · h8 preto torre · a7 preto peão · b7 preto peão · e7 preto peão · f7 preto peão · g7 preto peão · h7 preto peão · c6 preto peão · g6 preto bispo · d4 branco peão · g3 branco cavalo · a2 branco peão · b2 branco peão · c2 branco peão · f2 branco peão · g2 branco peão · h2 branco peão · a1 branco torre · c1 branco bispo · d1 branco rainha · e1 branco rei · f1 branco bispo · g1 branco cavalo · h1 branco torre | a8 preto torre · b8 preto cavalo · d8 preto rainha · e8 preto rei · f8 preto bispo · g8 preto cavalo · h8 preto torre · a7 preto peão · b7 preto peão · e7 preto peão · f7 preto peão · g7 preto peão · h7 preto peão · c6 preto peão · g6 preto bispo · d4 branco peão · g3 branco cavalo · a2 branco peão · b2 branco peão · c2 branco peão · f2 branco peão · g2 branco peão · h2 branco peão · a1 branco torre · c1 branco bispo · d1 branco rainha · e1 branco rei · f1 branco bispo · g1 branco cavalo · h1 branco torre | a8 preto torre · b8 preto cavalo · d8 preto rainha · e8 preto rei · f8 preto bispo · g8 preto cavalo · h8 preto torre · a7 preto peão · b7 preto peão · e7 preto peão · f7 preto peão · g7 preto peão · h7 preto peão · c6 preto peão · g6 preto bispo · d4 branco peão · g3 branco cavalo · a2 branco peão · b2 branco peão · c2 branco peão · f2 branco peão · g2 branco peão · h2 branco peão · a1 branco torre · c1 branco bispo · d1 branco rainha · e1 branco rei · f1 branco bispo · g1 branco cavalo · h1 branco torre | a8 preto torre · b8 preto cavalo · d8 preto rainha · e8 preto rei · f8 preto bispo · g8 preto cavalo · h8 preto torre · a7 preto peão · b7 preto peão · e7 preto peão · f7 preto peão · g7 preto peão · h7 preto peão · c6 preto peão · g6 preto bispo · d4 branco peão · g3 branco cavalo · a2 branco peão · b2 branco peão · c2 branco peão · f2 branco peão · g2 branco peão · h2 branco peão · a1 branco torre · c1 branco bispo · d1 branco rainha · e1 branco rei · f1 branco bispo · g1 branco cavalo · h1 branco torre | a8 preto torre · b8 preto cavalo · d8 preto rainha · e8 preto rei · f8 preto bispo · g8 preto cavalo · h8 preto torre · a7 preto peão · b7 preto peão · e7 preto peão · f7 preto peão · g7 preto peão · h7 preto peão · c6 preto peão · g6 preto bispo · d4 branco peão · g3 branco cavalo · a2 branco peão · b2 branco peão · c2 branco peão · f2 branco peão · g2 branco peão · h2 branco peão · a1 branco torre · c1 branco bispo · d1 branco rainha · e1 branco rei · f1 branco bispo · g1 branco cavalo · h1 branco torre | a8 preto torre · b8 preto cavalo · d8 preto rainha · e8 preto rei · f8 preto bispo · g8 preto cavalo · h8 preto torre · a7 preto peão · b7 preto peão · e7 preto peão · f7 preto peão · g7 preto peão · h7 preto peão · c6 preto peão · g6 preto bispo · d4 branco peão · g3 branco cavalo · a2 branco peão · b2 branco peão · c2 branco peão · f2 branco peão · g2 branco peão · h2 branco peão · a1 branco torre · c1 branco bispo · d1 branco rainha · e1 branco rei · f1 branco bispo · g1 branco cavalo · h1 branco torre | a8 preto torre · b8 preto cavalo · d8 preto rainha · e8 preto rei · f8 preto bispo · g8 preto cavalo · h8 preto torre · a7 preto peão · b7 preto peão · e7 preto peão · f7 preto peão · g7 preto peão · h7 preto peão · c6 preto peão · g6 preto bispo · d4 branco peão · g3 branco cavalo · a2 branco peão · b2 branco peão · c2 branco peão · f2 branco peão · g2 branco peão · h2 branco peão · a1 branco torre · c1 branco bispo · d1 branco rainha · e1 branco rei · f1 branco bispo · g1 branco cavalo · h1 branco torre | a8 preto torre · b8 preto cavalo · d8 preto rainha · e8 preto rei · f8 preto bispo · g8 preto cavalo · h8 preto torre · a7 preto peão · b7 preto peão · e7 preto peão · f7 preto peão · g7 preto peão · h7 preto peão · c6 preto peão · g6 preto bispo · d4 branco peão · g3 branco cavalo · a2 branco peão · b2 branco peão · c2 branco peão · f2 branco peão · g2 branco peão · h2 branco peão · a1 branco torre · c1 branco bispo · d1 branco rainha · e1 branco rei · f1 branco bispo · g1 branco cavalo · h1 branco torre | 6 |
| 5 | a8 preto torre · b8 preto cavalo · d8 preto rainha · e8 preto rei · f8 preto bispo · g8 preto cavalo · h8 preto torre · a7 preto peão · b7 preto peão · e7 preto peão · f7 preto peão · g7 preto peão · h7 preto peão · c6 preto peão · g6 preto bispo · d4 branco peão · g3 branco cavalo · a2 branco peão · b2 branco peão · c2 branco peão · f2 branco peão · g2 branco peão · h2 branco peão · a1 branco torre · c1 branco bispo · d1 branco rainha · e1 branco rei · f1 branco bispo · g1 branco cavalo · h1 branco torre | a8 preto torre · b8 preto cavalo · d8 preto rainha · e8 preto rei · f8 preto bispo · g8 preto cavalo · h8 preto torre · a7 preto peão · b7 preto peão · e7 preto peão · f7 preto peão · g7 preto peão · h7 preto peão · c6 preto peão · g6 preto bispo · d4 branco peão · g3 branco cavalo · a2 branco peão · b2 branco peão · c2 branco peão · f2 branco peão · g2 branco peão · h2 branco peão · a1 branco torre · c1 branco bispo · d1 branco rainha · e1 branco rei · f1 branco bispo · g1 branco cavalo · h1 branco torre | a8 preto torre · b8 preto cavalo · d8 preto rainha · e8 preto rei · f8 preto bispo · g8 preto cavalo · h8 preto torre · a7 preto peão · b7 preto peão · e7 preto peão · f7 preto peão · g7 preto peão · h7 preto peão · c6 preto peão · g6 preto bispo · d4 branco peão · g3 branco cavalo · a2 branco peão · b2 branco peão · c2 branco peão · f2 branco peão · g2 branco peão · h2 branco peão · a1 branco torre · c1 branco bispo · d1 branco rainha · e1 branco rei · f1 branco bispo · g1 branco cavalo · h1 branco torre | a8 preto torre · b8 preto cavalo · d8 preto rainha · e8 preto rei · f8 preto bispo · g8 preto cavalo · h8 preto torre · a7 preto peão · b7 preto peão · e7 preto peão · f7 preto peão · g7 preto peão · h7 preto peão · c6 preto peão · g6 preto bispo · d4 branco peão · g3 branco cavalo · a2 branco peão · b2 branco peão · c2 branco peão · f2 branco peão · g2 branco peão · h2 branco peão · a1 branco torre · c1 branco bispo · d1 branco rainha · e1 branco rei · f1 branco bispo · g1 branco cavalo · h1 branco torre | a8 preto torre · b8 preto cavalo · d8 preto rainha · e8 preto rei · f8 preto bispo · g8 preto cavalo · h8 preto torre · a7 preto peão · b7 preto peão · e7 preto peão · f7 preto peão · g7 preto peão · h7 preto peão · c6 preto peão · g6 preto bispo · d4 branco peão · g3 branco cavalo · a2 branco peão · b2 branco peão · c2 branco peão · f2 branco peão · g2 branco peão · h2 branco peão · a1 branco torre · c1 branco bispo · d1 branco rainha · e1 branco rei · f1 branco bispo · g1 branco cavalo · h1 branco torre | a8 preto torre · b8 preto cavalo · d8 preto rainha · e8 preto rei · f8 preto bispo · g8 preto cavalo · h8 preto torre · a7 preto peão · b7 preto peão · e7 preto peão · f7 preto peão · g7 preto peão · h7 preto peão · c6 preto peão · g6 preto bispo · d4 branco peão · g3 branco cavalo · a2 branco peão · b2 branco peão · c2 branco peão · f2 branco peão · g2 branco peão · h2 branco peão · a1 branco torre · c1 branco bispo · d1 branco rainha · e1 branco rei · f1 branco bispo · g1 branco cavalo · h1 branco torre | a8 preto torre · b8 preto cavalo · d8 preto rainha · e8 preto rei · f8 preto bispo · g8 preto cavalo · h8 preto torre · a7 preto peão · b7 preto peão · e7 preto peão · f7 preto peão · g7 preto peão · h7 preto peão · c6 preto peão · g6 preto bispo · d4 branco peão · g3 branco cavalo · a2 branco peão · b2 branco peão · c2 branco peão · f2 branco peão · g2 branco peão · h2 branco peão · a1 branco torre · c1 branco bispo · d1 branco rainha · e1 branco rei · f1 branco bispo · g1 branco cavalo · h1 branco torre | a8 preto torre · b8 preto cavalo · d8 preto rainha · e8 preto rei · f8 preto bispo · g8 preto cavalo · h8 preto torre · a7 preto peão · b7 preto peão · e7 preto peão · f7 preto peão · g7 preto peão · h7 preto peão · c6 preto peão · g6 preto bispo · d4 branco peão · g3 branco cavalo · a2 branco peão · b2 branco peão · c2 branco peão · f2 branco peão · g2 branco peão · h2 branco peão · a1 branco torre · c1 branco bispo · d1 branco rainha · e1 branco rei · f1 branco bispo · g1 branco cavalo · h1 branco torre | 5 |
| 4 | a8 preto torre · b8 preto cavalo · d8 preto rainha · e8 preto rei · f8 preto bispo · g8 preto cavalo · h8 preto torre · a7 preto peão · b7 preto peão · e7 preto peão · f7 preto peão · g7 preto peão · h7 preto peão · c6 preto peão · g6 preto bispo · d4 branco peão · g3 branco cavalo · a2 branco peão · b2 branco peão · c2 branco peão · f2 branco peão · g2 branco peão · h2 branco peão · a1 branco torre · c1 branco bispo · d1 branco rainha · e1 branco rei · f1 branco bispo · g1 branco cavalo · h1 branco torre | a8 preto torre · b8 preto cavalo · d8 preto rainha · e8 preto rei · f8 preto bispo · g8 preto cavalo · h8 preto torre · a7 preto peão · b7 preto peão · e7 preto peão · f7 preto peão · g7 preto peão · h7 preto peão · c6 preto peão · g6 preto bispo · d4 branco peão · g3 branco cavalo · a2 branco peão · b2 branco peão · c2 branco peão · f2 branco peão · g2 branco peão · h2 branco peão · a1 branco torre · c1 branco bispo · d1 branco rainha · e1 branco rei · f1 branco bispo · g1 branco cavalo · h1 branco torre | a8 preto torre · b8 preto cavalo · d8 preto rainha · e8 preto rei · f8 preto bispo · g8 preto cavalo · h8 preto torre · a7 preto peão · b7 preto peão · e7 preto peão · f7 preto peão · g7 preto peão · h7 preto peão · c6 preto peão · g6 preto bispo · d4 branco peão · g3 branco cavalo · a2 branco peão · b2 branco peão · c2 branco peão · f2 branco peão · g2 branco peão · h2 branco peão · a1 branco torre · c1 branco bispo · d1 branco rainha · e1 branco rei · f1 branco bispo · g1 branco cavalo · h1 branco torre | a8 preto torre · b8 preto cavalo · d8 preto rainha · e8 preto rei · f8 preto bispo · g8 preto cavalo · h8 preto torre · a7 preto peão · b7 preto peão · e7 preto peão · f7 preto peão · g7 preto peão · h7 preto peão · c6 preto peão · g6 preto bispo · d4 branco peão · g3 branco cavalo · a2 branco peão · b2 branco peão · c2 branco peão · f2 branco peão · g2 branco peão · h2 branco peão · a1 branco torre · c1 branco bispo · d1 branco rainha · e1 branco rei · f1 branco bispo · g1 branco cavalo · h1 branco torre | a8 preto torre · b8 preto cavalo · d8 preto rainha · e8 preto rei · f8 preto bispo · g8 preto cavalo · h8 preto torre · a7 preto peão · b7 preto peão · e7 preto peão · f7 preto peão · g7 preto peão · h7 preto peão · c6 preto peão · g6 preto bispo · d4 branco peão · g3 branco cavalo · a2 branco peão · b2 branco peão · c2 branco peão · f2 branco peão · g2 branco peão · h2 branco peão · a1 branco torre · c1 branco bispo · d1 branco rainha · e1 branco rei · f1 branco bispo · g1 branco cavalo · h1 branco torre | a8 preto torre · b8 preto cavalo · d8 preto rainha · e8 preto rei · f8 preto bispo · g8 preto cavalo · h8 preto torre · a7 preto peão · b7 preto peão · e7 preto peão · f7 preto peão · g7 preto peão · h7 preto peão · c6 preto peão · g6 preto bispo · d4 branco peão · g3 branco cavalo · a2 branco peão · b2 branco peão · c2 branco peão · f2 branco peão · g2 branco peão · h2 branco peão · a1 branco torre · c1 branco bispo · d1 branco rainha · e1 branco rei · f1 branco bispo · g1 branco cavalo · h1 branco torre | a8 preto torre · b8 preto cavalo · d8 preto rainha · e8 preto rei · f8 preto bispo · g8 preto cavalo · h8 preto torre · a7 preto peão · b7 preto peão · e7 preto peão · f7 preto peão · g7 preto peão · h7 preto peão · c6 preto peão · g6 preto bispo · d4 branco peão · g3 branco cavalo · a2 branco peão · b2 branco peão · c2 branco peão · f2 branco peão · g2 branco peão · h2 branco peão · a1 branco torre · c1 branco bispo · d1 branco rainha · e1 branco rei · f1 branco bispo · g1 branco cavalo · h1 branco torre | a8 preto torre · b8 preto cavalo · d8 preto rainha · e8 preto rei · f8 preto bispo · g8 preto cavalo · h8 preto torre · a7 preto peão · b7 preto peão · e7 preto peão · f7 preto peão · g7 preto peão · h7 preto peão · c6 preto peão · g6 preto bispo · d4 branco peão · g3 branco cavalo · a2 branco peão · b2 branco peão · c2 branco peão · f2 branco peão · g2 branco peão · h2 branco peão · a1 branco torre · c1 branco bispo · d1 branco rainha · e1 branco rei · f1 branco bispo · g1 branco cavalo · h1 branco torre | 4 |
| 3 | a8 preto torre · b8 preto cavalo · d8 preto rainha · e8 preto rei · f8 preto bispo · g8 preto cavalo · h8 preto torre · a7 preto peão · b7 preto peão · e7 preto peão · f7 preto peão · g7 preto peão · h7 preto peão · c6 preto peão · g6 preto bispo · d4 branco peão · g3 branco cavalo · a2 branco peão · b2 branco peão · c2 branco peão · f2 branco peão · g2 branco peão · h2 branco peão · a1 branco torre · c1 branco bispo · d1 branco rainha · e1 branco rei · f1 branco bispo · g1 branco cavalo · h1 branco torre | a8 preto torre · b8 preto cavalo · d8 preto rainha · e8 preto rei · f8 preto bispo · g8 preto cavalo · h8 preto torre · a7 preto peão · b7 preto peão · e7 preto peão · f7 preto peão · g7 preto peão · h7 preto peão · c6 preto peão · g6 preto bispo · d4 branco peão · g3 branco cavalo · a2 branco peão · b2 branco peão · c2 branco peão · f2 branco peão · g2 branco peão · h2 branco peão · a1 branco torre · c1 branco bispo · d1 branco rainha · e1 branco rei · f1 branco bispo · g1 branco cavalo · h1 branco torre | a8 preto torre · b8 preto cavalo · d8 preto rainha · e8 preto rei · f8 preto bispo · g8 preto cavalo · h8 preto torre · a7 preto peão · b7 preto peão · e7 preto peão · f7 preto peão · g7 preto peão · h7 preto peão · c6 preto peão · g6 preto bispo · d4 branco peão · g3 branco cavalo · a2 branco peão · b2 branco peão · c2 branco peão · f2 branco peão · g2 branco peão · h2 branco peão · a1 branco torre · c1 branco bispo · d1 branco rainha · e1 branco rei · f1 branco bispo · g1 branco cavalo · h1 branco torre | a8 preto torre · b8 preto cavalo · d8 preto rainha · e8 preto rei · f8 preto bispo · g8 preto cavalo · h8 preto torre · a7 preto peão · b7 preto peão · e7 preto peão · f7 preto peão · g7 preto peão · h7 preto peão · c6 preto peão · g6 preto bispo · d4 branco peão · g3 branco cavalo · a2 branco peão · b2 branco peão · c2 branco peão · f2 branco peão · g2 branco peão · h2 branco peão · a1 branco torre · c1 branco bispo · d1 branco rainha · e1 branco rei · f1 branco bispo · g1 branco cavalo · h1 branco torre | a8 preto torre · b8 preto cavalo · d8 preto rainha · e8 preto rei · f8 preto bispo · g8 preto cavalo · h8 preto torre · a7 preto peão · b7 preto peão · e7 preto peão · f7 preto peão · g7 preto peão · h7 preto peão · c6 preto peão · g6 preto bispo · d4 branco peão · g3 branco cavalo · a2 branco peão · b2 branco peão · c2 branco peão · f2 branco peão · g2 branco peão · h2 branco peão · a1 branco torre · c1 branco bispo · d1 branco rainha · e1 branco rei · f1 branco bispo · g1 branco cavalo · h1 branco torre | a8 preto torre · b8 preto cavalo · d8 preto rainha · e8 preto rei · f8 preto bispo · g8 preto cavalo · h8 preto torre · a7 preto peão · b7 preto peão · e7 preto peão · f7 preto peão · g7 preto peão · h7 preto peão · c6 preto peão · g6 preto bispo · d4 branco peão · g3 branco cavalo · a2 branco peão · b2 branco peão · c2 branco peão · f2 branco peão · g2 branco peão · h2 branco peão · a1 branco torre · c1 branco bispo · d1 branco rainha · e1 branco rei · f1 branco bispo · g1 branco cavalo · h1 branco torre | a8 preto torre · b8 preto cavalo · d8 preto rainha · e8 preto rei · f8 preto bispo · g8 preto cavalo · h8 preto torre · a7 preto peão · b7 preto peão · e7 preto peão · f7 preto peão · g7 preto peão · h7 preto peão · c6 preto peão · g6 preto bispo · d4 branco peão · g3 branco cavalo · a2 branco peão · b2 branco peão · c2 branco peão · f2 branco peão · g2 branco peão · h2 branco peão · a1 branco torre · c1 branco bispo · d1 branco rainha · e1 branco rei · f1 branco bispo · g1 branco cavalo · h1 branco torre | a8 preto torre · b8 preto cavalo · d8 preto rainha · e8 preto rei · f8 preto bispo · g8 preto cavalo · h8 preto torre · a7 preto peão · b7 preto peão · e7 preto peão · f7 preto peão · g7 preto peão · h7 preto peão · c6 preto peão · g6 preto bispo · d4 branco peão · g3 branco cavalo · a2 branco peão · b2 branco peão · c2 branco peão · f2 branco peão · g2 branco peão · h2 branco peão · a1 branco torre · c1 branco bispo · d1 branco rainha · e1 branco rei · f1 branco bispo · g1 branco cavalo · h1 branco torre | 3 |
| 2 | a8 preto torre · b8 preto cavalo · d8 preto rainha · e8 preto rei · f8 preto bispo · g8 preto cavalo · h8 preto torre · a7 preto peão · b7 preto peão · e7 preto peão · f7 preto peão · g7 preto peão · h7 preto peão · c6 preto peão · g6 preto bispo · d4 branco peão · g3 branco cavalo · a2 branco peão · b2 branco peão · c2 branco peão · f2 branco peão · g2 branco peão · h2 branco peão · a1 branco torre · c1 branco bispo · d1 branco rainha · e1 branco rei · f1 branco bispo · g1 branco cavalo · h1 branco torre | a8 preto torre · b8 preto cavalo · d8 preto rainha · e8 preto rei · f8 preto bispo · g8 preto cavalo · h8 preto torre · a7 preto peão · b7 preto peão · e7 preto peão · f7 preto peão · g7 preto peão · h7 preto peão · c6 preto peão · g6 preto bispo · d4 branco peão · g3 branco cavalo · a2 branco peão · b2 branco peão · c2 branco peão · f2 branco peão · g2 branco peão · h2 branco peão · a1 branco torre · c1 branco bispo · d1 branco rainha · e1 branco rei · f1 branco bispo · g1 branco cavalo · h1 branco torre | a8 preto torre · b8 preto cavalo · d8 preto rainha · e8 preto rei · f8 preto bispo · g8 preto cavalo · h8 preto torre · a7 preto peão · b7 preto peão · e7 preto peão · f7 preto peão · g7 preto peão · h7 preto peão · c6 preto peão · g6 preto bispo · d4 branco peão · g3 branco cavalo · a2 branco peão · b2 branco peão · c2 branco peão · f2 branco peão · g2 branco peão · h2 branco peão · a1 branco torre · c1 branco bispo · d1 branco rainha · e1 branco rei · f1 branco bispo · g1 branco cavalo · h1 branco torre | a8 preto torre · b8 preto cavalo · d8 preto rainha · e8 preto rei · f8 preto bispo · g8 preto cavalo · h8 preto torre · a7 preto peão · b7 preto peão · e7 preto peão · f7 preto peão · g7 preto peão · h7 preto peão · c6 preto peão · g6 preto bispo · d4 branco peão · g3 branco cavalo · a2 branco peão · b2 branco peão · c2 branco peão · f2 branco peão · g2 branco peão · h2 branco peão · a1 branco torre · c1 branco bispo · d1 branco rainha · e1 branco rei · f1 branco bispo · g1 branco cavalo · h1 branco torre | a8 preto torre · b8 preto cavalo · d8 preto rainha · e8 preto rei · f8 preto bispo · g8 preto cavalo · h8 preto torre · a7 preto peão · b7 preto peão · e7 preto peão · f7 preto peão · g7 preto peão · h7 preto peão · c6 preto peão · g6 preto bispo · d4 branco peão · g3 branco cavalo · a2 branco peão · b2 branco peão · c2 branco peão · f2 branco peão · g2 branco peão · h2 branco peão · a1 branco torre · c1 branco bispo · d1 branco rainha · e1 branco rei · f1 branco bispo · g1 branco cavalo · h1 branco torre | a8 preto torre · b8 preto cavalo · d8 preto rainha · e8 preto rei · f8 preto bispo · g8 preto cavalo · h8 preto torre · a7 preto peão · b7 preto peão · e7 preto peão · f7 preto peão · g7 preto peão · h7 preto peão · c6 preto peão · g6 preto bispo · d4 branco peão · g3 branco cavalo · a2 branco peão · b2 branco peão · c2 branco peão · f2 branco peão · g2 branco peão · h2 branco peão · a1 branco torre · c1 branco bispo · d1 branco rainha · e1 branco rei · f1 branco bispo · g1 branco cavalo · h1 branco torre | a8 preto torre · b8 preto cavalo · d8 preto rainha · e8 preto rei · f8 preto bispo · g8 preto cavalo · h8 preto torre · a7 preto peão · b7 preto peão · e7 preto peão · f7 preto peão · g7 preto peão · h7 preto peão · c6 preto peão · g6 preto bispo · d4 branco peão · g3 branco cavalo · a2 branco peão · b2 branco peão · c2 branco peão · f2 branco peão · g2 branco peão · h2 branco peão · a1 branco torre · c1 branco bispo · d1 branco rainha · e1 branco rei · f1 branco bispo · g1 branco cavalo · h1 branco torre | a8 preto torre · b8 preto cavalo · d8 preto rainha · e8 preto rei · f8 preto bispo · g8 preto cavalo · h8 preto torre · a7 preto peão · b7 preto peão · e7 preto peão · f7 preto peão · g7 preto peão · h7 preto peão · c6 preto peão · g6 preto bispo · d4 branco peão · g3 branco cavalo · a2 branco peão · b2 branco peão · c2 branco peão · f2 branco peão · g2 branco peão · h2 branco peão · a1 branco torre · c1 branco bispo · d1 branco rainha · e1 branco rei · f1 branco bispo · g1 branco cavalo · h1 branco torre | 2 |
| 1 | a8 preto torre · b8 preto cavalo · d8 preto rainha · e8 preto rei · f8 preto bispo · g8 preto cavalo · h8 preto torre · a7 preto peão · b7 preto peão · e7 preto peão · f7 preto peão · g7 preto peão · h7 preto peão · c6 preto peão · g6 preto bispo · d4 branco peão · g3 branco cavalo · a2 branco peão · b2 branco peão · c2 branco peão · f2 branco peão · g2 branco peão · h2 branco peão · a1 branco torre · c1 branco bispo · d1 branco rainha · e1 branco rei · f1 branco bispo · g1 branco cavalo · h1 branco torre | a8 preto torre · b8 preto cavalo · d8 preto rainha · e8 preto rei · f8 preto bispo · g8 preto cavalo · h8 preto torre · a7 preto peão · b7 preto peão · e7 preto peão · f7 preto peão · g7 preto peão · h7 preto peão · c6 preto peão · g6 preto bispo · d4 branco peão · g3 branco cavalo · a2 branco peão · b2 branco peão · c2 branco peão · f2 branco peão · g2 branco peão · h2 branco peão · a1 branco torre · c1 branco bispo · d1 branco rainha · e1 branco rei · f1 branco bispo · g1 branco cavalo · h1 branco torre | a8 preto torre · b8 preto cavalo · d8 preto rainha · e8 preto rei · f8 preto bispo · g8 preto cavalo · h8 preto torre · a7 preto peão · b7 preto peão · e7 preto peão · f7 preto peão · g7 preto peão · h7 preto peão · c6 preto peão · g6 preto bispo · d4 branco peão · g3 branco cavalo · a2 branco peão · b2 branco peão · c2 branco peão · f2 branco peão · g2 branco peão · h2 branco peão · a1 branco torre · c1 branco bispo · d1 branco rainha · e1 branco rei · f1 branco bispo · g1 branco cavalo · h1 branco torre | a8 preto torre · b8 preto cavalo · d8 preto rainha · e8 preto rei · f8 preto bispo · g8 preto cavalo · h8 preto torre · a7 preto peão · b7 preto peão · e7 preto peão · f7 preto peão · g7 preto peão · h7 preto peão · c6 preto peão · g6 preto bispo · d4 branco peão · g3 branco cavalo · a2 branco peão · b2 branco peão · c2 branco peão · f2 branco peão · g2 branco peão · h2 branco peão · a1 branco torre · c1 branco bispo · d1 branco rainha · e1 branco rei · f1 branco bispo · g1 branco cavalo · h1 branco torre | a8 preto torre · b8 preto cavalo · d8 preto rainha · e8 preto rei · f8 preto bispo · g8 preto cavalo · h8 preto torre · a7 preto peão · b7 preto peão · e7 preto peão · f7 preto peão · g7 preto peão · h7 preto peão · c6 preto peão · g6 preto bispo · d4 branco peão · g3 branco cavalo · a2 branco peão · b2 branco peão · c2 branco peão · f2 branco peão · g2 branco peão · h2 branco peão · a1 branco torre · c1 branco bispo · d1 branco rainha · e1 branco rei · f1 branco bispo · g1 branco cavalo · h1 branco torre | a8 preto torre · b8 preto cavalo · d8 preto rainha · e8 preto rei · f8 preto bispo · g8 preto cavalo · h8 preto torre · a7 preto peão · b7 preto peão · e7 preto peão · f7 preto peão · g7 preto peão · h7 preto peão · c6 preto peão · g6 preto bispo · d4 branco peão · g3 branco cavalo · a2 branco peão · b2 branco peão · c2 branco peão · f2 branco peão · g2 branco peão · h2 branco peão · a1 branco torre · c1 branco bispo · d1 branco rainha · e1 branco rei · f1 branco bispo · g1 branco cavalo · h1 branco torre | a8 preto torre · b8 preto cavalo · d8 preto rainha · e8 preto rei · f8 preto bispo · g8 preto cavalo · h8 preto torre · a7 preto peão · b7 preto peão · e7 preto peão · f7 preto peão · g7 preto peão · h7 preto peão · c6 preto peão · g6 preto bispo · d4 branco peão · g3 branco cavalo · a2 branco peão · b2 branco peão · c2 branco peão · f2 branco peão · g2 branco peão · h2 branco peão · a1 branco torre · c1 branco bispo · d1 branco rainha · e1 branco rei · f1 branco bispo · g1 branco cavalo · h1 branco torre | a8 preto torre · b8 preto cavalo · d8 preto rainha · e8 preto rei · f8 preto bispo · g8 preto cavalo · h8 preto torre · a7 preto peão · b7 preto peão · e7 preto peão · f7 preto peão · g7 preto peão · h7 preto peão · c6 preto peão · g6 preto bispo · d4 branco peão · g3 branco cavalo · a2 branco peão · b2 branco peão · c2 branco peão · f2 branco peão · g2 branco peão · h2 branco peão · a1 branco torre · c1 branco bispo · d1 branco rainha · e1 branco rei · f1 branco bispo · g1 branco cavalo · h1 branco torre | 1 |
|   | a | b | c | d | e | f | g | h |   |

Esta linha foi considerada por muito tempo a melhor linha de jogo para ambos os lados na Caro-Kann. Normalmente as brancas escolhem continuar:
6.h4 h6
7.Cf3 Cd7
8.h5 Bh7
9.Bd3 Bxd3
10.Dxd3 (ver tabuleiro)
|   | a | b | c | d | e | f | g | h |   |
| 8 | a8 preto torre · d8 preto rainha · e8 preto rei · f8 preto bispo · g8 preto cavalo · h8 preto torre · a7 preto peão · b7 preto peão · d7 preto cavalo · e7 preto peão · f7 preto peão · g7 preto peão · c6 preto peão · h6 preto peão · h5 branco peão · d4 branco peão · d3 branco rainha · f3 branco cavalo · g3 branco cavalo · a2 branco peão · b2 branco peão · c2 branco peão · f2 branco peão · g2 branco peão · a1 branco torre · c1 branco bispo · e1 branco rei · h1 branco torre | a8 preto torre · d8 preto rainha · e8 preto rei · f8 preto bispo · g8 preto cavalo · h8 preto torre · a7 preto peão · b7 preto peão · d7 preto cavalo · e7 preto peão · f7 preto peão · g7 preto peão · c6 preto peão · h6 preto peão · h5 branco peão · d4 branco peão · d3 branco rainha · f3 branco cavalo · g3 branco cavalo · a2 branco peão · b2 branco peão · c2 branco peão · f2 branco peão · g2 branco peão · a1 branco torre · c1 branco bispo · e1 branco rei · h1 branco torre | a8 preto torre · d8 preto rainha · e8 preto rei · f8 preto bispo · g8 preto cavalo · h8 preto torre · a7 preto peão · b7 preto peão · d7 preto cavalo · e7 preto peão · f7 preto peão · g7 preto peão · c6 preto peão · h6 preto peão · h5 branco peão · d4 branco peão · d3 branco rainha · f3 branco cavalo · g3 branco cavalo · a2 branco peão · b2 branco peão · c2 branco peão · f2 branco peão · g2 branco peão · a1 branco torre · c1 branco bispo · e1 branco rei · h1 branco torre | a8 preto torre · d8 preto rainha · e8 preto rei · f8 preto bispo · g8 preto cavalo · h8 preto torre · a7 preto peão · b7 preto peão · d7 preto cavalo · e7 preto peão · f7 preto peão · g7 preto peão · c6 preto peão · h6 preto peão · h5 branco peão · d4 branco peão · d3 branco rainha · f3 branco cavalo · g3 branco cavalo · a2 branco peão · b2 branco peão · c2 branco peão · f2 branco peão · g2 branco peão · a1 branco torre · c1 branco bispo · e1 branco rei · h1 branco torre | a8 preto torre · d8 preto rainha · e8 preto rei · f8 preto bispo · g8 preto cavalo · h8 preto torre · a7 preto peão · b7 preto peão · d7 preto cavalo · e7 preto peão · f7 preto peão · g7 preto peão · c6 preto peão · h6 preto peão · h5 branco peão · d4 branco peão · d3 branco rainha · f3 branco cavalo · g3 branco cavalo · a2 branco peão · b2 branco peão · c2 branco peão · f2 branco peão · g2 branco peão · a1 branco torre · c1 branco bispo · e1 branco rei · h1 branco torre | a8 preto torre · d8 preto rainha · e8 preto rei · f8 preto bispo · g8 preto cavalo · h8 preto torre · a7 preto peão · b7 preto peão · d7 preto cavalo · e7 preto peão · f7 preto peão · g7 preto peão · c6 preto peão · h6 preto peão · h5 branco peão · d4 branco peão · d3 branco rainha · f3 branco cavalo · g3 branco cavalo · a2 branco peão · b2 branco peão · c2 branco peão · f2 branco peão · g2 branco peão · a1 branco torre · c1 branco bispo · e1 branco rei · h1 branco torre | a8 preto torre · d8 preto rainha · e8 preto rei · f8 preto bispo · g8 preto cavalo · h8 preto torre · a7 preto peão · b7 preto peão · d7 preto cavalo · e7 preto peão · f7 preto peão · g7 preto peão · c6 preto peão · h6 preto peão · h5 branco peão · d4 branco peão · d3 branco rainha · f3 branco cavalo · g3 branco cavalo · a2 branco peão · b2 branco peão · c2 branco peão · f2 branco peão · g2 branco peão · a1 branco torre · c1 branco bispo · e1 branco rei · h1 branco torre | a8 preto torre · d8 preto rainha · e8 preto rei · f8 preto bispo · g8 preto cavalo · h8 preto torre · a7 preto peão · b7 preto peão · d7 preto cavalo · e7 preto peão · f7 preto peão · g7 preto peão · c6 preto peão · h6 preto peão · h5 branco peão · d4 branco peão · d3 branco rainha · f3 branco cavalo · g3 branco cavalo · a2 branco peão · b2 branco peão · c2 branco peão · f2 branco peão · g2 branco peão · a1 branco torre · c1 branco bispo · e1 branco rei · h1 branco torre | 8 |
| 7 | a8 preto torre · d8 preto rainha · e8 preto rei · f8 preto bispo · g8 preto cavalo · h8 preto torre · a7 preto peão · b7 preto peão · d7 preto cavalo · e7 preto peão · f7 preto peão · g7 preto peão · c6 preto peão · h6 preto peão · h5 branco peão · d4 branco peão · d3 branco rainha · f3 branco cavalo · g3 branco cavalo · a2 branco peão · b2 branco peão · c2 branco peão · f2 branco peão · g2 branco peão · a1 branco torre · c1 branco bispo · e1 branco rei · h1 branco torre | a8 preto torre · d8 preto rainha · e8 preto rei · f8 preto bispo · g8 preto cavalo · h8 preto torre · a7 preto peão · b7 preto peão · d7 preto cavalo · e7 preto peão · f7 preto peão · g7 preto peão · c6 preto peão · h6 preto peão · h5 branco peão · d4 branco peão · d3 branco rainha · f3 branco cavalo · g3 branco cavalo · a2 branco peão · b2 branco peão · c2 branco peão · f2 branco peão · g2 branco peão · a1 branco torre · c1 branco bispo · e1 branco rei · h1 branco torre | a8 preto torre · d8 preto rainha · e8 preto rei · f8 preto bispo · g8 preto cavalo · h8 preto torre · a7 preto peão · b7 preto peão · d7 preto cavalo · e7 preto peão · f7 preto peão · g7 preto peão · c6 preto peão · h6 preto peão · h5 branco peão · d4 branco peão · d3 branco rainha · f3 branco cavalo · g3 branco cavalo · a2 branco peão · b2 branco peão · c2 branco peão · f2 branco peão · g2 branco peão · a1 branco torre · c1 branco bispo · e1 branco rei · h1 branco torre | a8 preto torre · d8 preto rainha · e8 preto rei · f8 preto bispo · g8 preto cavalo · h8 preto torre · a7 preto peão · b7 preto peão · d7 preto cavalo · e7 preto peão · f7 preto peão · g7 preto peão · c6 preto peão · h6 preto peão · h5 branco peão · d4 branco peão · d3 branco rainha · f3 branco cavalo · g3 branco cavalo · a2 branco peão · b2 branco peão · c2 branco peão · f2 branco peão · g2 branco peão · a1 branco torre · c1 branco bispo · e1 branco rei · h1 branco torre | a8 preto torre · d8 preto rainha · e8 preto rei · f8 preto bispo · g8 preto cavalo · h8 preto torre · a7 preto peão · b7 preto peão · d7 preto cavalo · e7 preto peão · f7 preto peão · g7 preto peão · c6 preto peão · h6 preto peão · h5 branco peão · d4 branco peão · d3 branco rainha · f3 branco cavalo · g3 branco cavalo · a2 branco peão · b2 branco peão · c2 branco peão · f2 branco peão · g2 branco peão · a1 branco torre · c1 branco bispo · e1 branco rei · h1 branco torre | a8 preto torre · d8 preto rainha · e8 preto rei · f8 preto bispo · g8 preto cavalo · h8 preto torre · a7 preto peão · b7 preto peão · d7 preto cavalo · e7 preto peão · f7 preto peão · g7 preto peão · c6 preto peão · h6 preto peão · h5 branco peão · d4 branco peão · d3 branco rainha · f3 branco cavalo · g3 branco cavalo · a2 branco peão · b2 branco peão · c2 branco peão · f2 branco peão · g2 branco peão · a1 branco torre · c1 branco bispo · e1 branco rei · h1 branco torre | a8 preto torre · d8 preto rainha · e8 preto rei · f8 preto bispo · g8 preto cavalo · h8 preto torre · a7 preto peão · b7 preto peão · d7 preto cavalo · e7 preto peão · f7 preto peão · g7 preto peão · c6 preto peão · h6 preto peão · h5 branco peão · d4 branco peão · d3 branco rainha · f3 branco cavalo · g3 branco cavalo · a2 branco peão · b2 branco peão · c2 branco peão · f2 branco peão · g2 branco peão · a1 branco torre · c1 branco bispo · e1 branco rei · h1 branco torre | a8 preto torre · d8 preto rainha · e8 preto rei · f8 preto bispo · g8 preto cavalo · h8 preto torre · a7 preto peão · b7 preto peão · d7 preto cavalo · e7 preto peão · f7 preto peão · g7 preto peão · c6 preto peão · h6 preto peão · h5 branco peão · d4 branco peão · d3 branco rainha · f3 branco cavalo · g3 branco cavalo · a2 branco peão · b2 branco peão · c2 branco peão · f2 branco peão · g2 branco peão · a1 branco torre · c1 branco bispo · e1 branco rei · h1 branco torre | 7 |
| 6 | a8 preto torre · d8 preto rainha · e8 preto rei · f8 preto bispo · g8 preto cavalo · h8 preto torre · a7 preto peão · b7 preto peão · d7 preto cavalo · e7 preto peão · f7 preto peão · g7 preto peão · c6 preto peão · h6 preto peão · h5 branco peão · d4 branco peão · d3 branco rainha · f3 branco cavalo · g3 branco cavalo · a2 branco peão · b2 branco peão · c2 branco peão · f2 branco peão · g2 branco peão · a1 branco torre · c1 branco bispo · e1 branco rei · h1 branco torre | a8 preto torre · d8 preto rainha · e8 preto rei · f8 preto bispo · g8 preto cavalo · h8 preto torre · a7 preto peão · b7 preto peão · d7 preto cavalo · e7 preto peão · f7 preto peão · g7 preto peão · c6 preto peão · h6 preto peão · h5 branco peão · d4 branco peão · d3 branco rainha · f3 branco cavalo · g3 branco cavalo · a2 branco peão · b2 branco peão · c2 branco peão · f2 branco peão · g2 branco peão · a1 branco torre · c1 branco bispo · e1 branco rei · h1 branco torre | a8 preto torre · d8 preto rainha · e8 preto rei · f8 preto bispo · g8 preto cavalo · h8 preto torre · a7 preto peão · b7 preto peão · d7 preto cavalo · e7 preto peão · f7 preto peão · g7 preto peão · c6 preto peão · h6 preto peão · h5 branco peão · d4 branco peão · d3 branco rainha · f3 branco cavalo · g3 branco cavalo · a2 branco peão · b2 branco peão · c2 branco peão · f2 branco peão · g2 branco peão · a1 branco torre · c1 branco bispo · e1 branco rei · h1 branco torre | a8 preto torre · d8 preto rainha · e8 preto rei · f8 preto bispo · g8 preto cavalo · h8 preto torre · a7 preto peão · b7 preto peão · d7 preto cavalo · e7 preto peão · f7 preto peão · g7 preto peão · c6 preto peão · h6 preto peão · h5 branco peão · d4 branco peão · d3 branco rainha · f3 branco cavalo · g3 branco cavalo · a2 branco peão · b2 branco peão · c2 branco peão · f2 branco peão · g2 branco peão · a1 branco torre · c1 branco bispo · e1 branco rei · h1 branco torre | a8 preto torre · d8 preto rainha · e8 preto rei · f8 preto bispo · g8 preto cavalo · h8 preto torre · a7 preto peão · b7 preto peão · d7 preto cavalo · e7 preto peão · f7 preto peão · g7 preto peão · c6 preto peão · h6 preto peão · h5 branco peão · d4 branco peão · d3 branco rainha · f3 branco cavalo · g3 branco cavalo · a2 branco peão · b2 branco peão · c2 branco peão · f2 branco peão · g2 branco peão · a1 branco torre · c1 branco bispo · e1 branco rei · h1 branco torre | a8 preto torre · d8 preto rainha · e8 preto rei · f8 preto bispo · g8 preto cavalo · h8 preto torre · a7 preto peão · b7 preto peão · d7 preto cavalo · e7 preto peão · f7 preto peão · g7 preto peão · c6 preto peão · h6 preto peão · h5 branco peão · d4 branco peão · d3 branco rainha · f3 branco cavalo · g3 branco cavalo · a2 branco peão · b2 branco peão · c2 branco peão · f2 branco peão · g2 branco peão · a1 branco torre · c1 branco bispo · e1 branco rei · h1 branco torre | a8 preto torre · d8 preto rainha · e8 preto rei · f8 preto bispo · g8 preto cavalo · h8 preto torre · a7 preto peão · b7 preto peão · d7 preto cavalo · e7 preto peão · f7 preto peão · g7 preto peão · c6 preto peão · h6 preto peão · h5 branco peão · d4 branco peão · d3 branco rainha · f3 branco cavalo · g3 branco cavalo · a2 branco peão · b2 branco peão · c2 branco peão · f2 branco peão · g2 branco peão · a1 branco torre · c1 branco bispo · e1 branco rei · h1 branco torre | a8 preto torre · d8 preto rainha · e8 preto rei · f8 preto bispo · g8 preto cavalo · h8 preto torre · a7 preto peão · b7 preto peão · d7 preto cavalo · e7 preto peão · f7 preto peão · g7 preto peão · c6 preto peão · h6 preto peão · h5 branco peão · d4 branco peão · d3 branco rainha · f3 branco cavalo · g3 branco cavalo · a2 branco peão · b2 branco peão · c2 branco peão · f2 branco peão · g2 branco peão · a1 branco torre · c1 branco bispo · e1 branco rei · h1 branco torre | 6 |
| 5 | a8 preto torre · d8 preto rainha · e8 preto rei · f8 preto bispo · g8 preto cavalo · h8 preto torre · a7 preto peão · b7 preto peão · d7 preto cavalo · e7 preto peão · f7 preto peão · g7 preto peão · c6 preto peão · h6 preto peão · h5 branco peão · d4 branco peão · d3 branco rainha · f3 branco cavalo · g3 branco cavalo · a2 branco peão · b2 branco peão · c2 branco peão · f2 branco peão · g2 branco peão · a1 branco torre · c1 branco bispo · e1 branco rei · h1 branco torre | a8 preto torre · d8 preto rainha · e8 preto rei · f8 preto bispo · g8 preto cavalo · h8 preto torre · a7 preto peão · b7 preto peão · d7 preto cavalo · e7 preto peão · f7 preto peão · g7 preto peão · c6 preto peão · h6 preto peão · h5 branco peão · d4 branco peão · d3 branco rainha · f3 branco cavalo · g3 branco cavalo · a2 branco peão · b2 branco peão · c2 branco peão · f2 branco peão · g2 branco peão · a1 branco torre · c1 branco bispo · e1 branco rei · h1 branco torre | a8 preto torre · d8 preto rainha · e8 preto rei · f8 preto bispo · g8 preto cavalo · h8 preto torre · a7 preto peão · b7 preto peão · d7 preto cavalo · e7 preto peão · f7 preto peão · g7 preto peão · c6 preto peão · h6 preto peão · h5 branco peão · d4 branco peão · d3 branco rainha · f3 branco cavalo · g3 branco cavalo · a2 branco peão · b2 branco peão · c2 branco peão · f2 branco peão · g2 branco peão · a1 branco torre · c1 branco bispo · e1 branco rei · h1 branco torre | a8 preto torre · d8 preto rainha · e8 preto rei · f8 preto bispo · g8 preto cavalo · h8 preto torre · a7 preto peão · b7 preto peão · d7 preto cavalo · e7 preto peão · f7 preto peão · g7 preto peão · c6 preto peão · h6 preto peão · h5 branco peão · d4 branco peão · d3 branco rainha · f3 branco cavalo · g3 branco cavalo · a2 branco peão · b2 branco peão · c2 branco peão · f2 branco peão · g2 branco peão · a1 branco torre · c1 branco bispo · e1 branco rei · h1 branco torre | a8 preto torre · d8 preto rainha · e8 preto rei · f8 preto bispo · g8 preto cavalo · h8 preto torre · a7 preto peão · b7 preto peão · d7 preto cavalo · e7 preto peão · f7 preto peão · g7 preto peão · c6 preto peão · h6 preto peão · h5 branco peão · d4 branco peão · d3 branco rainha · f3 branco cavalo · g3 branco cavalo · a2 branco peão · b2 branco peão · c2 branco peão · f2 branco peão · g2 branco peão · a1 branco torre · c1 branco bispo · e1 branco rei · h1 branco torre | a8 preto torre · d8 preto rainha · e8 preto rei · f8 preto bispo · g8 preto cavalo · h8 preto torre · a7 preto peão · b7 preto peão · d7 preto cavalo · e7 preto peão · f7 preto peão · g7 preto peão · c6 preto peão · h6 preto peão · h5 branco peão · d4 branco peão · d3 branco rainha · f3 branco cavalo · g3 branco cavalo · a2 branco peão · b2 branco peão · c2 branco peão · f2 branco peão · g2 branco peão · a1 branco torre · c1 branco bispo · e1 branco rei · h1 branco torre | a8 preto torre · d8 preto rainha · e8 preto rei · f8 preto bispo · g8 preto cavalo · h8 preto torre · a7 preto peão · b7 preto peão · d7 preto cavalo · e7 preto peão · f7 preto peão · g7 preto peão · c6 preto peão · h6 preto peão · h5 branco peão · d4 branco peão · d3 branco rainha · f3 branco cavalo · g3 branco cavalo · a2 branco peão · b2 branco peão · c2 branco peão · f2 branco peão · g2 branco peão · a1 branco torre · c1 branco bispo · e1 branco rei · h1 branco torre | a8 preto torre · d8 preto rainha · e8 preto rei · f8 preto bispo · g8 preto cavalo · h8 preto torre · a7 preto peão · b7 preto peão · d7 preto cavalo · e7 preto peão · f7 preto peão · g7 preto peão · c6 preto peão · h6 preto peão · h5 branco peão · d4 branco peão · d3 branco rainha · f3 branco cavalo · g3 branco cavalo · a2 branco peão · b2 branco peão · c2 branco peão · f2 branco peão · g2 branco peão · a1 branco torre · c1 branco bispo · e1 branco rei · h1 branco torre | 5 |
| 4 | a8 preto torre · d8 preto rainha · e8 preto rei · f8 preto bispo · g8 preto cavalo · h8 preto torre · a7 preto peão · b7 preto peão · d7 preto cavalo · e7 preto peão · f7 preto peão · g7 preto peão · c6 preto peão · h6 preto peão · h5 branco peão · d4 branco peão · d3 branco rainha · f3 branco cavalo · g3 branco cavalo · a2 branco peão · b2 branco peão · c2 branco peão · f2 branco peão · g2 branco peão · a1 branco torre · c1 branco bispo · e1 branco rei · h1 branco torre | a8 preto torre · d8 preto rainha · e8 preto rei · f8 preto bispo · g8 preto cavalo · h8 preto torre · a7 preto peão · b7 preto peão · d7 preto cavalo · e7 preto peão · f7 preto peão · g7 preto peão · c6 preto peão · h6 preto peão · h5 branco peão · d4 branco peão · d3 branco rainha · f3 branco cavalo · g3 branco cavalo · a2 branco peão · b2 branco peão · c2 branco peão · f2 branco peão · g2 branco peão · a1 branco torre · c1 branco bispo · e1 branco rei · h1 branco torre | a8 preto torre · d8 preto rainha · e8 preto rei · f8 preto bispo · g8 preto cavalo · h8 preto torre · a7 preto peão · b7 preto peão · d7 preto cavalo · e7 preto peão · f7 preto peão · g7 preto peão · c6 preto peão · h6 preto peão · h5 branco peão · d4 branco peão · d3 branco rainha · f3 branco cavalo · g3 branco cavalo · a2 branco peão · b2 branco peão · c2 branco peão · f2 branco peão · g2 branco peão · a1 branco torre · c1 branco bispo · e1 branco rei · h1 branco torre | a8 preto torre · d8 preto rainha · e8 preto rei · f8 preto bispo · g8 preto cavalo · h8 preto torre · a7 preto peão · b7 preto peão · d7 preto cavalo · e7 preto peão · f7 preto peão · g7 preto peão · c6 preto peão · h6 preto peão · h5 branco peão · d4 branco peão · d3 branco rainha · f3 branco cavalo · g3 branco cavalo · a2 branco peão · b2 branco peão · c2 branco peão · f2 branco peão · g2 branco peão · a1 branco torre · c1 branco bispo · e1 branco rei · h1 branco torre | a8 preto torre · d8 preto rainha · e8 preto rei · f8 preto bispo · g8 preto cavalo · h8 preto torre · a7 preto peão · b7 preto peão · d7 preto cavalo · e7 preto peão · f7 preto peão · g7 preto peão · c6 preto peão · h6 preto peão · h5 branco peão · d4 branco peão · d3 branco rainha · f3 branco cavalo · g3 branco cavalo · a2 branco peão · b2 branco peão · c2 branco peão · f2 branco peão · g2 branco peão · a1 branco torre · c1 branco bispo · e1 branco rei · h1 branco torre | a8 preto torre · d8 preto rainha · e8 preto rei · f8 preto bispo · g8 preto cavalo · h8 preto torre · a7 preto peão · b7 preto peão · d7 preto cavalo · e7 preto peão · f7 preto peão · g7 preto peão · c6 preto peão · h6 preto peão · h5 branco peão · d4 branco peão · d3 branco rainha · f3 branco cavalo · g3 branco cavalo · a2 branco peão · b2 branco peão · c2 branco peão · f2 branco peão · g2 branco peão · a1 branco torre · c1 branco bispo · e1 branco rei · h1 branco torre | a8 preto torre · d8 preto rainha · e8 preto rei · f8 preto bispo · g8 preto cavalo · h8 preto torre · a7 preto peão · b7 preto peão · d7 preto cavalo · e7 preto peão · f7 preto peão · g7 preto peão · c6 preto peão · h6 preto peão · h5 branco peão · d4 branco peão · d3 branco rainha · f3 branco cavalo · g3 branco cavalo · a2 branco peão · b2 branco peão · c2 branco peão · f2 branco peão · g2 branco peão · a1 branco torre · c1 branco bispo · e1 branco rei · h1 branco torre | a8 preto torre · d8 preto rainha · e8 preto rei · f8 preto bispo · g8 preto cavalo · h8 preto torre · a7 preto peão · b7 preto peão · d7 preto cavalo · e7 preto peão · f7 preto peão · g7 preto peão · c6 preto peão · h6 preto peão · h5 branco peão · d4 branco peão · d3 branco rainha · f3 branco cavalo · g3 branco cavalo · a2 branco peão · b2 branco peão · c2 branco peão · f2 branco peão · g2 branco peão · a1 branco torre · c1 branco bispo · e1 branco rei · h1 branco torre | 4 |
| 3 | a8 preto torre · d8 preto rainha · e8 preto rei · f8 preto bispo · g8 preto cavalo · h8 preto torre · a7 preto peão · b7 preto peão · d7 preto cavalo · e7 preto peão · f7 preto peão · g7 preto peão · c6 preto peão · h6 preto peão · h5 branco peão · d4 branco peão · d3 branco rainha · f3 branco cavalo · g3 branco cavalo · a2 branco peão · b2 branco peão · c2 branco peão · f2 branco peão · g2 branco peão · a1 branco torre · c1 branco bispo · e1 branco rei · h1 branco torre | a8 preto torre · d8 preto rainha · e8 preto rei · f8 preto bispo · g8 preto cavalo · h8 preto torre · a7 preto peão · b7 preto peão · d7 preto cavalo · e7 preto peão · f7 preto peão · g7 preto peão · c6 preto peão · h6 preto peão · h5 branco peão · d4 branco peão · d3 branco rainha · f3 branco cavalo · g3 branco cavalo · a2 branco peão · b2 branco peão · c2 branco peão · f2 branco peão · g2 branco peão · a1 branco torre · c1 branco bispo · e1 branco rei · h1 branco torre | a8 preto torre · d8 preto rainha · e8 preto rei · f8 preto bispo · g8 preto cavalo · h8 preto torre · a7 preto peão · b7 preto peão · d7 preto cavalo · e7 preto peão · f7 preto peão · g7 preto peão · c6 preto peão · h6 preto peão · h5 branco peão · d4 branco peão · d3 branco rainha · f3 branco cavalo · g3 branco cavalo · a2 branco peão · b2 branco peão · c2 branco peão · f2 branco peão · g2 branco peão · a1 branco torre · c1 branco bispo · e1 branco rei · h1 branco torre | a8 preto torre · d8 preto rainha · e8 preto rei · f8 preto bispo · g8 preto cavalo · h8 preto torre · a7 preto peão · b7 preto peão · d7 preto cavalo · e7 preto peão · f7 preto peão · g7 preto peão · c6 preto peão · h6 preto peão · h5 branco peão · d4 branco peão · d3 branco rainha · f3 branco cavalo · g3 branco cavalo · a2 branco peão · b2 branco peão · c2 branco peão · f2 branco peão · g2 branco peão · a1 branco torre · c1 branco bispo · e1 branco rei · h1 branco torre | a8 preto torre · d8 preto rainha · e8 preto rei · f8 preto bispo · g8 preto cavalo · h8 preto torre · a7 preto peão · b7 preto peão · d7 preto cavalo · e7 preto peão · f7 preto peão · g7 preto peão · c6 preto peão · h6 preto peão · h5 branco peão · d4 branco peão · d3 branco rainha · f3 branco cavalo · g3 branco cavalo · a2 branco peão · b2 branco peão · c2 branco peão · f2 branco peão · g2 branco peão · a1 branco torre · c1 branco bispo · e1 branco rei · h1 branco torre | a8 preto torre · d8 preto rainha · e8 preto rei · f8 preto bispo · g8 preto cavalo · h8 preto torre · a7 preto peão · b7 preto peão · d7 preto cavalo · e7 preto peão · f7 preto peão · g7 preto peão · c6 preto peão · h6 preto peão · h5 branco peão · d4 branco peão · d3 branco rainha · f3 branco cavalo · g3 branco cavalo · a2 branco peão · b2 branco peão · c2 branco peão · f2 branco peão · g2 branco peão · a1 branco torre · c1 branco bispo · e1 branco rei · h1 branco torre | a8 preto torre · d8 preto rainha · e8 preto rei · f8 preto bispo · g8 preto cavalo · h8 preto torre · a7 preto peão · b7 preto peão · d7 preto cavalo · e7 preto peão · f7 preto peão · g7 preto peão · c6 preto peão · h6 preto peão · h5 branco peão · d4 branco peão · d3 branco rainha · f3 branco cavalo · g3 branco cavalo · a2 branco peão · b2 branco peão · c2 branco peão · f2 branco peão · g2 branco peão · a1 branco torre · c1 branco bispo · e1 branco rei · h1 branco torre | a8 preto torre · d8 preto rainha · e8 preto rei · f8 preto bispo · g8 preto cavalo · h8 preto torre · a7 preto peão · b7 preto peão · d7 preto cavalo · e7 preto peão · f7 preto peão · g7 preto peão · c6 preto peão · h6 preto peão · h5 branco peão · d4 branco peão · d3 branco rainha · f3 branco cavalo · g3 branco cavalo · a2 branco peão · b2 branco peão · c2 branco peão · f2 branco peão · g2 branco peão · a1 branco torre · c1 branco bispo · e1 branco rei · h1 branco torre | 3 |
| 2 | a8 preto torre · d8 preto rainha · e8 preto rei · f8 preto bispo · g8 preto cavalo · h8 preto torre · a7 preto peão · b7 preto peão · d7 preto cavalo · e7 preto peão · f7 preto peão · g7 preto peão · c6 preto peão · h6 preto peão · h5 branco peão · d4 branco peão · d3 branco rainha · f3 branco cavalo · g3 branco cavalo · a2 branco peão · b2 branco peão · c2 branco peão · f2 branco peão · g2 branco peão · a1 branco torre · c1 branco bispo · e1 branco rei · h1 branco torre | a8 preto torre · d8 preto rainha · e8 preto rei · f8 preto bispo · g8 preto cavalo · h8 preto torre · a7 preto peão · b7 preto peão · d7 preto cavalo · e7 preto peão · f7 preto peão · g7 preto peão · c6 preto peão · h6 preto peão · h5 branco peão · d4 branco peão · d3 branco rainha · f3 branco cavalo · g3 branco cavalo · a2 branco peão · b2 branco peão · c2 branco peão · f2 branco peão · g2 branco peão · a1 branco torre · c1 branco bispo · e1 branco rei · h1 branco torre | a8 preto torre · d8 preto rainha · e8 preto rei · f8 preto bispo · g8 preto cavalo · h8 preto torre · a7 preto peão · b7 preto peão · d7 preto cavalo · e7 preto peão · f7 preto peão · g7 preto peão · c6 preto peão · h6 preto peão · h5 branco peão · d4 branco peão · d3 branco rainha · f3 branco cavalo · g3 branco cavalo · a2 branco peão · b2 branco peão · c2 branco peão · f2 branco peão · g2 branco peão · a1 branco torre · c1 branco bispo · e1 branco rei · h1 branco torre | a8 preto torre · d8 preto rainha · e8 preto rei · f8 preto bispo · g8 preto cavalo · h8 preto torre · a7 preto peão · b7 preto peão · d7 preto cavalo · e7 preto peão · f7 preto peão · g7 preto peão · c6 preto peão · h6 preto peão · h5 branco peão · d4 branco peão · d3 branco rainha · f3 branco cavalo · g3 branco cavalo · a2 branco peão · b2 branco peão · c2 branco peão · f2 branco peão · g2 branco peão · a1 branco torre · c1 branco bispo · e1 branco rei · h1 branco torre | a8 preto torre · d8 preto rainha · e8 preto rei · f8 preto bispo · g8 preto cavalo · h8 preto torre · a7 preto peão · b7 preto peão · d7 preto cavalo · e7 preto peão · f7 preto peão · g7 preto peão · c6 preto peão · h6 preto peão · h5 branco peão · d4 branco peão · d3 branco rainha · f3 branco cavalo · g3 branco cavalo · a2 branco peão · b2 branco peão · c2 branco peão · f2 branco peão · g2 branco peão · a1 branco torre · c1 branco bispo · e1 branco rei · h1 branco torre | a8 preto torre · d8 preto rainha · e8 preto rei · f8 preto bispo · g8 preto cavalo · h8 preto torre · a7 preto peão · b7 preto peão · d7 preto cavalo · e7 preto peão · f7 preto peão · g7 preto peão · c6 preto peão · h6 preto peão · h5 branco peão · d4 branco peão · d3 branco rainha · f3 branco cavalo · g3 branco cavalo · a2 branco peão · b2 branco peão · c2 branco peão · f2 branco peão · g2 branco peão · a1 branco torre · c1 branco bispo · e1 branco rei · h1 branco torre | a8 preto torre · d8 preto rainha · e8 preto rei · f8 preto bispo · g8 preto cavalo · h8 preto torre · a7 preto peão · b7 preto peão · d7 preto cavalo · e7 preto peão · f7 preto peão · g7 preto peão · c6 preto peão · h6 preto peão · h5 branco peão · d4 branco peão · d3 branco rainha · f3 branco cavalo · g3 branco cavalo · a2 branco peão · b2 branco peão · c2 branco peão · f2 branco peão · g2 branco peão · a1 branco torre · c1 branco bispo · e1 branco rei · h1 branco torre | a8 preto torre · d8 preto rainha · e8 preto rei · f8 preto bispo · g8 preto cavalo · h8 preto torre · a7 preto peão · b7 preto peão · d7 preto cavalo · e7 preto peão · f7 preto peão · g7 preto peão · c6 preto peão · h6 preto peão · h5 branco peão · d4 branco peão · d3 branco rainha · f3 branco cavalo · g3 branco cavalo · a2 branco peão · b2 branco peão · c2 branco peão · f2 branco peão · g2 branco peão · a1 branco torre · c1 branco bispo · e1 branco rei · h1 branco torre | 2 |
| 1 | a8 preto torre · d8 preto rainha · e8 preto rei · f8 preto bispo · g8 preto cavalo · h8 preto torre · a7 preto peão · b7 preto peão · d7 preto cavalo · e7 preto peão · f7 preto peão · g7 preto peão · c6 preto peão · h6 preto peão · h5 branco peão · d4 branco peão · d3 branco rainha · f3 branco cavalo · g3 branco cavalo · a2 branco peão · b2 branco peão · c2 branco peão · f2 branco peão · g2 branco peão · a1 branco torre · c1 branco bispo · e1 branco rei · h1 branco torre | a8 preto torre · d8 preto rainha · e8 preto rei · f8 preto bispo · g8 preto cavalo · h8 preto torre · a7 preto peão · b7 preto peão · d7 preto cavalo · e7 preto peão · f7 preto peão · g7 preto peão · c6 preto peão · h6 preto peão · h5 branco peão · d4 branco peão · d3 branco rainha · f3 branco cavalo · g3 branco cavalo · a2 branco peão · b2 branco peão · c2 branco peão · f2 branco peão · g2 branco peão · a1 branco torre · c1 branco bispo · e1 branco rei · h1 branco torre | a8 preto torre · d8 preto rainha · e8 preto rei · f8 preto bispo · g8 preto cavalo · h8 preto torre · a7 preto peão · b7 preto peão · d7 preto cavalo · e7 preto peão · f7 preto peão · g7 preto peão · c6 preto peão · h6 preto peão · h5 branco peão · d4 branco peão · d3 branco rainha · f3 branco cavalo · g3 branco cavalo · a2 branco peão · b2 branco peão · c2 branco peão · f2 branco peão · g2 branco peão · a1 branco torre · c1 branco bispo · e1 branco rei · h1 branco torre | a8 preto torre · d8 preto rainha · e8 preto rei · f8 preto bispo · g8 preto cavalo · h8 preto torre · a7 preto peão · b7 preto peão · d7 preto cavalo · e7 preto peão · f7 preto peão · g7 preto peão · c6 preto peão · h6 preto peão · h5 branco peão · d4 branco peão · d3 branco rainha · f3 branco cavalo · g3 branco cavalo · a2 branco peão · b2 branco peão · c2 branco peão · f2 branco peão · g2 branco peão · a1 branco torre · c1 branco bispo · e1 branco rei · h1 branco torre | a8 preto torre · d8 preto rainha · e8 preto rei · f8 preto bispo · g8 preto cavalo · h8 preto torre · a7 preto peão · b7 preto peão · d7 preto cavalo · e7 preto peão · f7 preto peão · g7 preto peão · c6 preto peão · h6 preto peão · h5 branco peão · d4 branco peão · d3 branco rainha · f3 branco cavalo · g3 branco cavalo · a2 branco peão · b2 branco peão · c2 branco peão · f2 branco peão · g2 branco peão · a1 branco torre · c1 branco bispo · e1 branco rei · h1 branco torre | a8 preto torre · d8 preto rainha · e8 preto rei · f8 preto bispo · g8 preto cavalo · h8 preto torre · a7 preto peão · b7 preto peão · d7 preto cavalo · e7 preto peão · f7 preto peão · g7 preto peão · c6 preto peão · h6 preto peão · h5 branco peão · d4 branco peão · d3 branco rainha · f3 branco cavalo · g3 branco cavalo · a2 branco peão · b2 branco peão · c2 branco peão · f2 branco peão · g2 branco peão · a1 branco torre · c1 branco bispo · e1 branco rei · h1 branco torre | a8 preto torre · d8 preto rainha · e8 preto rei · f8 preto bispo · g8 preto cavalo · h8 preto torre · a7 preto peão · b7 preto peão · d7 preto cavalo · e7 preto peão · f7 preto peão · g7 preto peão · c6 preto peão · h6 preto peão · h5 branco peão · d4 branco peão · d3 branco rainha · f3 branco cavalo · g3 branco cavalo · a2 branco peão · b2 branco peão · c2 branco peão · f2 branco peão · g2 branco peão · a1 branco torre · c1 branco bispo · e1 branco rei · h1 branco torre | a8 preto torre · d8 preto rainha · e8 preto rei · f8 preto bispo · g8 preto cavalo · h8 preto torre · a7 preto peão · b7 preto peão · d7 preto cavalo · e7 preto peão · f7 preto peão · g7 preto peão · c6 preto peão · h6 preto peão · h5 branco peão · d4 branco peão · d3 branco rainha · f3 branco cavalo · g3 branco cavalo · a2 branco peão · b2 branco peão · c2 branco peão · f2 branco peão · g2 branco peão · a1 branco torre · c1 branco bispo · e1 branco rei · h1 branco torre | 1 |
|   | a | b | c | d | e | f | g | h |   |

Ainda que o peão branco na h5 pareça pronto para atacar, ele pode ser uma real fraqueza num final de peões.
Boa parte da reputação da Caro-Kann como uma defesa sólida provém desta variante que é muito difícil de se lidar. As pretas fazem muitos poucos compromissos em sua estrutura de peões, e joga um eventual c5 para atacar a casa d4. As pretas ainda têm a oportunidade de rocar longo ou curto, ou ainda deixar seu rei no centro. Devendo o jogo chegar a um final, as pretas podem se dar por satisfeitas com sua sólida estrutura de peões e uma maioria de peões no flanco do rei.

## Variante Smyslov
|   | a | b | c | d | e | f | g | h |   |
| 8 | a8 preto torre · c8 preto bispo · d8 preto rainha · e8 preto rei · f8 preto bispo · g8 preto cavalo · h8 preto torre · a7 preto peão · b7 preto peão · d7 preto cavalo · e7 preto peão · f7 preto peão · g7 preto peão · h7 preto peão · c6 preto peão · d4 branco peão · e4 branco cavalo · a2 branco peão · b2 branco peão · c2 branco peão · f2 branco peão · g2 branco peão · h2 branco peão · a1 branco torre · c1 branco bispo · d1 branco rainha · e1 branco rei · f1 branco bispo · g1 branco cavalo · h1 branco torre | a8 preto torre · c8 preto bispo · d8 preto rainha · e8 preto rei · f8 preto bispo · g8 preto cavalo · h8 preto torre · a7 preto peão · b7 preto peão · d7 preto cavalo · e7 preto peão · f7 preto peão · g7 preto peão · h7 preto peão · c6 preto peão · d4 branco peão · e4 branco cavalo · a2 branco peão · b2 branco peão · c2 branco peão · f2 branco peão · g2 branco peão · h2 branco peão · a1 branco torre · c1 branco bispo · d1 branco rainha · e1 branco rei · f1 branco bispo · g1 branco cavalo · h1 branco torre | a8 preto torre · c8 preto bispo · d8 preto rainha · e8 preto rei · f8 preto bispo · g8 preto cavalo · h8 preto torre · a7 preto peão · b7 preto peão · d7 preto cavalo · e7 preto peão · f7 preto peão · g7 preto peão · h7 preto peão · c6 preto peão · d4 branco peão · e4 branco cavalo · a2 branco peão · b2 branco peão · c2 branco peão · f2 branco peão · g2 branco peão · h2 branco peão · a1 branco torre · c1 branco bispo · d1 branco rainha · e1 branco rei · f1 branco bispo · g1 branco cavalo · h1 branco torre | a8 preto torre · c8 preto bispo · d8 preto rainha · e8 preto rei · f8 preto bispo · g8 preto cavalo · h8 preto torre · a7 preto peão · b7 preto peão · d7 preto cavalo · e7 preto peão · f7 preto peão · g7 preto peão · h7 preto peão · c6 preto peão · d4 branco peão · e4 branco cavalo · a2 branco peão · b2 branco peão · c2 branco peão · f2 branco peão · g2 branco peão · h2 branco peão · a1 branco torre · c1 branco bispo · d1 branco rainha · e1 branco rei · f1 branco bispo · g1 branco cavalo · h1 branco torre | a8 preto torre · c8 preto bispo · d8 preto rainha · e8 preto rei · f8 preto bispo · g8 preto cavalo · h8 preto torre · a7 preto peão · b7 preto peão · d7 preto cavalo · e7 preto peão · f7 preto peão · g7 preto peão · h7 preto peão · c6 preto peão · d4 branco peão · e4 branco cavalo · a2 branco peão · b2 branco peão · c2 branco peão · f2 branco peão · g2 branco peão · h2 branco peão · a1 branco torre · c1 branco bispo · d1 branco rainha · e1 branco rei · f1 branco bispo · g1 branco cavalo · h1 branco torre | a8 preto torre · c8 preto bispo · d8 preto rainha · e8 preto rei · f8 preto bispo · g8 preto cavalo · h8 preto torre · a7 preto peão · b7 preto peão · d7 preto cavalo · e7 preto peão · f7 preto peão · g7 preto peão · h7 preto peão · c6 preto peão · d4 branco peão · e4 branco cavalo · a2 branco peão · b2 branco peão · c2 branco peão · f2 branco peão · g2 branco peão · h2 branco peão · a1 branco torre · c1 branco bispo · d1 branco rainha · e1 branco rei · f1 branco bispo · g1 branco cavalo · h1 branco torre | a8 preto torre · c8 preto bispo · d8 preto rainha · e8 preto rei · f8 preto bispo · g8 preto cavalo · h8 preto torre · a7 preto peão · b7 preto peão · d7 preto cavalo · e7 preto peão · f7 preto peão · g7 preto peão · h7 preto peão · c6 preto peão · d4 branco peão · e4 branco cavalo · a2 branco peão · b2 branco peão · c2 branco peão · f2 branco peão · g2 branco peão · h2 branco peão · a1 branco torre · c1 branco bispo · d1 branco rainha · e1 branco rei · f1 branco bispo · g1 branco cavalo · h1 branco torre | a8 preto torre · c8 preto bispo · d8 preto rainha · e8 preto rei · f8 preto bispo · g8 preto cavalo · h8 preto torre · a7 preto peão · b7 preto peão · d7 preto cavalo · e7 preto peão · f7 preto peão · g7 preto peão · h7 preto peão · c6 preto peão · d4 branco peão · e4 branco cavalo · a2 branco peão · b2 branco peão · c2 branco peão · f2 branco peão · g2 branco peão · h2 branco peão · a1 branco torre · c1 branco bispo · d1 branco rainha · e1 branco rei · f1 branco bispo · g1 branco cavalo · h1 branco torre | 8 |
| 7 | a8 preto torre · c8 preto bispo · d8 preto rainha · e8 preto rei · f8 preto bispo · g8 preto cavalo · h8 preto torre · a7 preto peão · b7 preto peão · d7 preto cavalo · e7 preto peão · f7 preto peão · g7 preto peão · h7 preto peão · c6 preto peão · d4 branco peão · e4 branco cavalo · a2 branco peão · b2 branco peão · c2 branco peão · f2 branco peão · g2 branco peão · h2 branco peão · a1 branco torre · c1 branco bispo · d1 branco rainha · e1 branco rei · f1 branco bispo · g1 branco cavalo · h1 branco torre | a8 preto torre · c8 preto bispo · d8 preto rainha · e8 preto rei · f8 preto bispo · g8 preto cavalo · h8 preto torre · a7 preto peão · b7 preto peão · d7 preto cavalo · e7 preto peão · f7 preto peão · g7 preto peão · h7 preto peão · c6 preto peão · d4 branco peão · e4 branco cavalo · a2 branco peão · b2 branco peão · c2 branco peão · f2 branco peão · g2 branco peão · h2 branco peão · a1 branco torre · c1 branco bispo · d1 branco rainha · e1 branco rei · f1 branco bispo · g1 branco cavalo · h1 branco torre | a8 preto torre · c8 preto bispo · d8 preto rainha · e8 preto rei · f8 preto bispo · g8 preto cavalo · h8 preto torre · a7 preto peão · b7 preto peão · d7 preto cavalo · e7 preto peão · f7 preto peão · g7 preto peão · h7 preto peão · c6 preto peão · d4 branco peão · e4 branco cavalo · a2 branco peão · b2 branco peão · c2 branco peão · f2 branco peão · g2 branco peão · h2 branco peão · a1 branco torre · c1 branco bispo · d1 branco rainha · e1 branco rei · f1 branco bispo · g1 branco cavalo · h1 branco torre | a8 preto torre · c8 preto bispo · d8 preto rainha · e8 preto rei · f8 preto bispo · g8 preto cavalo · h8 preto torre · a7 preto peão · b7 preto peão · d7 preto cavalo · e7 preto peão · f7 preto peão · g7 preto peão · h7 preto peão · c6 preto peão · d4 branco peão · e4 branco cavalo · a2 branco peão · b2 branco peão · c2 branco peão · f2 branco peão · g2 branco peão · h2 branco peão · a1 branco torre · c1 branco bispo · d1 branco rainha · e1 branco rei · f1 branco bispo · g1 branco cavalo · h1 branco torre | a8 preto torre · c8 preto bispo · d8 preto rainha · e8 preto rei · f8 preto bispo · g8 preto cavalo · h8 preto torre · a7 preto peão · b7 preto peão · d7 preto cavalo · e7 preto peão · f7 preto peão · g7 preto peão · h7 preto peão · c6 preto peão · d4 branco peão · e4 branco cavalo · a2 branco peão · b2 branco peão · c2 branco peão · f2 branco peão · g2 branco peão · h2 branco peão · a1 branco torre · c1 branco bispo · d1 branco rainha · e1 branco rei · f1 branco bispo · g1 branco cavalo · h1 branco torre | a8 preto torre · c8 preto bispo · d8 preto rainha · e8 preto rei · f8 preto bispo · g8 preto cavalo · h8 preto torre · a7 preto peão · b7 preto peão · d7 preto cavalo · e7 preto peão · f7 preto peão · g7 preto peão · h7 preto peão · c6 preto peão · d4 branco peão · e4 branco cavalo · a2 branco peão · b2 branco peão · c2 branco peão · f2 branco peão · g2 branco peão · h2 branco peão · a1 branco torre · c1 branco bispo · d1 branco rainha · e1 branco rei · f1 branco bispo · g1 branco cavalo · h1 branco torre | a8 preto torre · c8 preto bispo · d8 preto rainha · e8 preto rei · f8 preto bispo · g8 preto cavalo · h8 preto torre · a7 preto peão · b7 preto peão · d7 preto cavalo · e7 preto peão · f7 preto peão · g7 preto peão · h7 preto peão · c6 preto peão · d4 branco peão · e4 branco cavalo · a2 branco peão · b2 branco peão · c2 branco peão · f2 branco peão · g2 branco peão · h2 branco peão · a1 branco torre · c1 branco bispo · d1 branco rainha · e1 branco rei · f1 branco bispo · g1 branco cavalo · h1 branco torre | a8 preto torre · c8 preto bispo · d8 preto rainha · e8 preto rei · f8 preto bispo · g8 preto cavalo · h8 preto torre · a7 preto peão · b7 preto peão · d7 preto cavalo · e7 preto peão · f7 preto peão · g7 preto peão · h7 preto peão · c6 preto peão · d4 branco peão · e4 branco cavalo · a2 branco peão · b2 branco peão · c2 branco peão · f2 branco peão · g2 branco peão · h2 branco peão · a1 branco torre · c1 branco bispo · d1 branco rainha · e1 branco rei · f1 branco bispo · g1 branco cavalo · h1 branco torre | 7 |
| 6 | a8 preto torre · c8 preto bispo · d8 preto rainha · e8 preto rei · f8 preto bispo · g8 preto cavalo · h8 preto torre · a7 preto peão · b7 preto peão · d7 preto cavalo · e7 preto peão · f7 preto peão · g7 preto peão · h7 preto peão · c6 preto peão · d4 branco peão · e4 branco cavalo · a2 branco peão · b2 branco peão · c2 branco peão · f2 branco peão · g2 branco peão · h2 branco peão · a1 branco torre · c1 branco bispo · d1 branco rainha · e1 branco rei · f1 branco bispo · g1 branco cavalo · h1 branco torre | a8 preto torre · c8 preto bispo · d8 preto rainha · e8 preto rei · f8 preto bispo · g8 preto cavalo · h8 preto torre · a7 preto peão · b7 preto peão · d7 preto cavalo · e7 preto peão · f7 preto peão · g7 preto peão · h7 preto peão · c6 preto peão · d4 branco peão · e4 branco cavalo · a2 branco peão · b2 branco peão · c2 branco peão · f2 branco peão · g2 branco peão · h2 branco peão · a1 branco torre · c1 branco bispo · d1 branco rainha · e1 branco rei · f1 branco bispo · g1 branco cavalo · h1 branco torre | a8 preto torre · c8 preto bispo · d8 preto rainha · e8 preto rei · f8 preto bispo · g8 preto cavalo · h8 preto torre · a7 preto peão · b7 preto peão · d7 preto cavalo · e7 preto peão · f7 preto peão · g7 preto peão · h7 preto peão · c6 preto peão · d4 branco peão · e4 branco cavalo · a2 branco peão · b2 branco peão · c2 branco peão · f2 branco peão · g2 branco peão · h2 branco peão · a1 branco torre · c1 branco bispo · d1 branco rainha · e1 branco rei · f1 branco bispo · g1 branco cavalo · h1 branco torre | a8 preto torre · c8 preto bispo · d8 preto rainha · e8 preto rei · f8 preto bispo · g8 preto cavalo · h8 preto torre · a7 preto peão · b7 preto peão · d7 preto cavalo · e7 preto peão · f7 preto peão · g7 preto peão · h7 preto peão · c6 preto peão · d4 branco peão · e4 branco cavalo · a2 branco peão · b2 branco peão · c2 branco peão · f2 branco peão · g2 branco peão · h2 branco peão · a1 branco torre · c1 branco bispo · d1 branco rainha · e1 branco rei · f1 branco bispo · g1 branco cavalo · h1 branco torre | a8 preto torre · c8 preto bispo · d8 preto rainha · e8 preto rei · f8 preto bispo · g8 preto cavalo · h8 preto torre · a7 preto peão · b7 preto peão · d7 preto cavalo · e7 preto peão · f7 preto peão · g7 preto peão · h7 preto peão · c6 preto peão · d4 branco peão · e4 branco cavalo · a2 branco peão · b2 branco peão · c2 branco peão · f2 branco peão · g2 branco peão · h2 branco peão · a1 branco torre · c1 branco bispo · d1 branco rainha · e1 branco rei · f1 branco bispo · g1 branco cavalo · h1 branco torre | a8 preto torre · c8 preto bispo · d8 preto rainha · e8 preto rei · f8 preto bispo · g8 preto cavalo · h8 preto torre · a7 preto peão · b7 preto peão · d7 preto cavalo · e7 preto peão · f7 preto peão · g7 preto peão · h7 preto peão · c6 preto peão · d4 branco peão · e4 branco cavalo · a2 branco peão · b2 branco peão · c2 branco peão · f2 branco peão · g2 branco peão · h2 branco peão · a1 branco torre · c1 branco bispo · d1 branco rainha · e1 branco rei · f1 branco bispo · g1 branco cavalo · h1 branco torre | a8 preto torre · c8 preto bispo · d8 preto rainha · e8 preto rei · f8 preto bispo · g8 preto cavalo · h8 preto torre · a7 preto peão · b7 preto peão · d7 preto cavalo · e7 preto peão · f7 preto peão · g7 preto peão · h7 preto peão · c6 preto peão · d4 branco peão · e4 branco cavalo · a2 branco peão · b2 branco peão · c2 branco peão · f2 branco peão · g2 branco peão · h2 branco peão · a1 branco torre · c1 branco bispo · d1 branco rainha · e1 branco rei · f1 branco bispo · g1 branco cavalo · h1 branco torre | a8 preto torre · c8 preto bispo · d8 preto rainha · e8 preto rei · f8 preto bispo · g8 preto cavalo · h8 preto torre · a7 preto peão · b7 preto peão · d7 preto cavalo · e7 preto peão · f7 preto peão · g7 preto peão · h7 preto peão · c6 preto peão · d4 branco peão · e4 branco cavalo · a2 branco peão · b2 branco peão · c2 branco peão · f2 branco peão · g2 branco peão · h2 branco peão · a1 branco torre · c1 branco bispo · d1 branco rainha · e1 branco rei · f1 branco bispo · g1 branco cavalo · h1 branco torre | 6 |
| 5 | a8 preto torre · c8 preto bispo · d8 preto rainha · e8 preto rei · f8 preto bispo · g8 preto cavalo · h8 preto torre · a7 preto peão · b7 preto peão · d7 preto cavalo · e7 preto peão · f7 preto peão · g7 preto peão · h7 preto peão · c6 preto peão · d4 branco peão · e4 branco cavalo · a2 branco peão · b2 branco peão · c2 branco peão · f2 branco peão · g2 branco peão · h2 branco peão · a1 branco torre · c1 branco bispo · d1 branco rainha · e1 branco rei · f1 branco bispo · g1 branco cavalo · h1 branco torre | a8 preto torre · c8 preto bispo · d8 preto rainha · e8 preto rei · f8 preto bispo · g8 preto cavalo · h8 preto torre · a7 preto peão · b7 preto peão · d7 preto cavalo · e7 preto peão · f7 preto peão · g7 preto peão · h7 preto peão · c6 preto peão · d4 branco peão · e4 branco cavalo · a2 branco peão · b2 branco peão · c2 branco peão · f2 branco peão · g2 branco peão · h2 branco peão · a1 branco torre · c1 branco bispo · d1 branco rainha · e1 branco rei · f1 branco bispo · g1 branco cavalo · h1 branco torre | a8 preto torre · c8 preto bispo · d8 preto rainha · e8 preto rei · f8 preto bispo · g8 preto cavalo · h8 preto torre · a7 preto peão · b7 preto peão · d7 preto cavalo · e7 preto peão · f7 preto peão · g7 preto peão · h7 preto peão · c6 preto peão · d4 branco peão · e4 branco cavalo · a2 branco peão · b2 branco peão · c2 branco peão · f2 branco peão · g2 branco peão · h2 branco peão · a1 branco torre · c1 branco bispo · d1 branco rainha · e1 branco rei · f1 branco bispo · g1 branco cavalo · h1 branco torre | a8 preto torre · c8 preto bispo · d8 preto rainha · e8 preto rei · f8 preto bispo · g8 preto cavalo · h8 preto torre · a7 preto peão · b7 preto peão · d7 preto cavalo · e7 preto peão · f7 preto peão · g7 preto peão · h7 preto peão · c6 preto peão · d4 branco peão · e4 branco cavalo · a2 branco peão · b2 branco peão · c2 branco peão · f2 branco peão · g2 branco peão · h2 branco peão · a1 branco torre · c1 branco bispo · d1 branco rainha · e1 branco rei · f1 branco bispo · g1 branco cavalo · h1 branco torre | a8 preto torre · c8 preto bispo · d8 preto rainha · e8 preto rei · f8 preto bispo · g8 preto cavalo · h8 preto torre · a7 preto peão · b7 preto peão · d7 preto cavalo · e7 preto peão · f7 preto peão · g7 preto peão · h7 preto peão · c6 preto peão · d4 branco peão · e4 branco cavalo · a2 branco peão · b2 branco peão · c2 branco peão · f2 branco peão · g2 branco peão · h2 branco peão · a1 branco torre · c1 branco bispo · d1 branco rainha · e1 branco rei · f1 branco bispo · g1 branco cavalo · h1 branco torre | a8 preto torre · c8 preto bispo · d8 preto rainha · e8 preto rei · f8 preto bispo · g8 preto cavalo · h8 preto torre · a7 preto peão · b7 preto peão · d7 preto cavalo · e7 preto peão · f7 preto peão · g7 preto peão · h7 preto peão · c6 preto peão · d4 branco peão · e4 branco cavalo · a2 branco peão · b2 branco peão · c2 branco peão · f2 branco peão · g2 branco peão · h2 branco peão · a1 branco torre · c1 branco bispo · d1 branco rainha · e1 branco rei · f1 branco bispo · g1 branco cavalo · h1 branco torre | a8 preto torre · c8 preto bispo · d8 preto rainha · e8 preto rei · f8 preto bispo · g8 preto cavalo · h8 preto torre · a7 preto peão · b7 preto peão · d7 preto cavalo · e7 preto peão · f7 preto peão · g7 preto peão · h7 preto peão · c6 preto peão · d4 branco peão · e4 branco cavalo · a2 branco peão · b2 branco peão · c2 branco peão · f2 branco peão · g2 branco peão · h2 branco peão · a1 branco torre · c1 branco bispo · d1 branco rainha · e1 branco rei · f1 branco bispo · g1 branco cavalo · h1 branco torre | a8 preto torre · c8 preto bispo · d8 preto rainha · e8 preto rei · f8 preto bispo · g8 preto cavalo · h8 preto torre · a7 preto peão · b7 preto peão · d7 preto cavalo · e7 preto peão · f7 preto peão · g7 preto peão · h7 preto peão · c6 preto peão · d4 branco peão · e4 branco cavalo · a2 branco peão · b2 branco peão · c2 branco peão · f2 branco peão · g2 branco peão · h2 branco peão · a1 branco torre · c1 branco bispo · d1 branco rainha · e1 branco rei · f1 branco bispo · g1 branco cavalo · h1 branco torre | 5 |
| 4 | a8 preto torre · c8 preto bispo · d8 preto rainha · e8 preto rei · f8 preto bispo · g8 preto cavalo · h8 preto torre · a7 preto peão · b7 preto peão · d7 preto cavalo · e7 preto peão · f7 preto peão · g7 preto peão · h7 preto peão · c6 preto peão · d4 branco peão · e4 branco cavalo · a2 branco peão · b2 branco peão · c2 branco peão · f2 branco peão · g2 branco peão · h2 branco peão · a1 branco torre · c1 branco bispo · d1 branco rainha · e1 branco rei · f1 branco bispo · g1 branco cavalo · h1 branco torre | a8 preto torre · c8 preto bispo · d8 preto rainha · e8 preto rei · f8 preto bispo · g8 preto cavalo · h8 preto torre · a7 preto peão · b7 preto peão · d7 preto cavalo · e7 preto peão · f7 preto peão · g7 preto peão · h7 preto peão · c6 preto peão · d4 branco peão · e4 branco cavalo · a2 branco peão · b2 branco peão · c2 branco peão · f2 branco peão · g2 branco peão · h2 branco peão · a1 branco torre · c1 branco bispo · d1 branco rainha · e1 branco rei · f1 branco bispo · g1 branco cavalo · h1 branco torre | a8 preto torre · c8 preto bispo · d8 preto rainha · e8 preto rei · f8 preto bispo · g8 preto cavalo · h8 preto torre · a7 preto peão · b7 preto peão · d7 preto cavalo · e7 preto peão · f7 preto peão · g7 preto peão · h7 preto peão · c6 preto peão · d4 branco peão · e4 branco cavalo · a2 branco peão · b2 branco peão · c2 branco peão · f2 branco peão · g2 branco peão · h2 branco peão · a1 branco torre · c1 branco bispo · d1 branco rainha · e1 branco rei · f1 branco bispo · g1 branco cavalo · h1 branco torre | a8 preto torre · c8 preto bispo · d8 preto rainha · e8 preto rei · f8 preto bispo · g8 preto cavalo · h8 preto torre · a7 preto peão · b7 preto peão · d7 preto cavalo · e7 preto peão · f7 preto peão · g7 preto peão · h7 preto peão · c6 preto peão · d4 branco peão · e4 branco cavalo · a2 branco peão · b2 branco peão · c2 branco peão · f2 branco peão · g2 branco peão · h2 branco peão · a1 branco torre · c1 branco bispo · d1 branco rainha · e1 branco rei · f1 branco bispo · g1 branco cavalo · h1 branco torre | a8 preto torre · c8 preto bispo · d8 preto rainha · e8 preto rei · f8 preto bispo · g8 preto cavalo · h8 preto torre · a7 preto peão · b7 preto peão · d7 preto cavalo · e7 preto peão · f7 preto peão · g7 preto peão · h7 preto peão · c6 preto peão · d4 branco peão · e4 branco cavalo · a2 branco peão · b2 branco peão · c2 branco peão · f2 branco peão · g2 branco peão · h2 branco peão · a1 branco torre · c1 branco bispo · d1 branco rainha · e1 branco rei · f1 branco bispo · g1 branco cavalo · h1 branco torre | a8 preto torre · c8 preto bispo · d8 preto rainha · e8 preto rei · f8 preto bispo · g8 preto cavalo · h8 preto torre · a7 preto peão · b7 preto peão · d7 preto cavalo · e7 preto peão · f7 preto peão · g7 preto peão · h7 preto peão · c6 preto peão · d4 branco peão · e4 branco cavalo · a2 branco peão · b2 branco peão · c2 branco peão · f2 branco peão · g2 branco peão · h2 branco peão · a1 branco torre · c1 branco bispo · d1 branco rainha · e1 branco rei · f1 branco bispo · g1 branco cavalo · h1 branco torre | a8 preto torre · c8 preto bispo · d8 preto rainha · e8 preto rei · f8 preto bispo · g8 preto cavalo · h8 preto torre · a7 preto peão · b7 preto peão · d7 preto cavalo · e7 preto peão · f7 preto peão · g7 preto peão · h7 preto peão · c6 preto peão · d4 branco peão · e4 branco cavalo · a2 branco peão · b2 branco peão · c2 branco peão · f2 branco peão · g2 branco peão · h2 branco peão · a1 branco torre · c1 branco bispo · d1 branco rainha · e1 branco rei · f1 branco bispo · g1 branco cavalo · h1 branco torre | a8 preto torre · c8 preto bispo · d8 preto rainha · e8 preto rei · f8 preto bispo · g8 preto cavalo · h8 preto torre · a7 preto peão · b7 preto peão · d7 preto cavalo · e7 preto peão · f7 preto peão · g7 preto peão · h7 preto peão · c6 preto peão · d4 branco peão · e4 branco cavalo · a2 branco peão · b2 branco peão · c2 branco peão · f2 branco peão · g2 branco peão · h2 branco peão · a1 branco torre · c1 branco bispo · d1 branco rainha · e1 branco rei · f1 branco bispo · g1 branco cavalo · h1 branco torre | 4 |
| 3 | a8 preto torre · c8 preto bispo · d8 preto rainha · e8 preto rei · f8 preto bispo · g8 preto cavalo · h8 preto torre · a7 preto peão · b7 preto peão · d7 preto cavalo · e7 preto peão · f7 preto peão · g7 preto peão · h7 preto peão · c6 preto peão · d4 branco peão · e4 branco cavalo · a2 branco peão · b2 branco peão · c2 branco peão · f2 branco peão · g2 branco peão · h2 branco peão · a1 branco torre · c1 branco bispo · d1 branco rainha · e1 branco rei · f1 branco bispo · g1 branco cavalo · h1 branco torre | a8 preto torre · c8 preto bispo · d8 preto rainha · e8 preto rei · f8 preto bispo · g8 preto cavalo · h8 preto torre · a7 preto peão · b7 preto peão · d7 preto cavalo · e7 preto peão · f7 preto peão · g7 preto peão · h7 preto peão · c6 preto peão · d4 branco peão · e4 branco cavalo · a2 branco peão · b2 branco peão · c2 branco peão · f2 branco peão · g2 branco peão · h2 branco peão · a1 branco torre · c1 branco bispo · d1 branco rainha · e1 branco rei · f1 branco bispo · g1 branco cavalo · h1 branco torre | a8 preto torre · c8 preto bispo · d8 preto rainha · e8 preto rei · f8 preto bispo · g8 preto cavalo · h8 preto torre · a7 preto peão · b7 preto peão · d7 preto cavalo · e7 preto peão · f7 preto peão · g7 preto peão · h7 preto peão · c6 preto peão · d4 branco peão · e4 branco cavalo · a2 branco peão · b2 branco peão · c2 branco peão · f2 branco peão · g2 branco peão · h2 branco peão · a1 branco torre · c1 branco bispo · d1 branco rainha · e1 branco rei · f1 branco bispo · g1 branco cavalo · h1 branco torre | a8 preto torre · c8 preto bispo · d8 preto rainha · e8 preto rei · f8 preto bispo · g8 preto cavalo · h8 preto torre · a7 preto peão · b7 preto peão · d7 preto cavalo · e7 preto peão · f7 preto peão · g7 preto peão · h7 preto peão · c6 preto peão · d4 branco peão · e4 branco cavalo · a2 branco peão · b2 branco peão · c2 branco peão · f2 branco peão · g2 branco peão · h2 branco peão · a1 branco torre · c1 branco bispo · d1 branco rainha · e1 branco rei · f1 branco bispo · g1 branco cavalo · h1 branco torre | a8 preto torre · c8 preto bispo · d8 preto rainha · e8 preto rei · f8 preto bispo · g8 preto cavalo · h8 preto torre · a7 preto peão · b7 preto peão · d7 preto cavalo · e7 preto peão · f7 preto peão · g7 preto peão · h7 preto peão · c6 preto peão · d4 branco peão · e4 branco cavalo · a2 branco peão · b2 branco peão · c2 branco peão · f2 branco peão · g2 branco peão · h2 branco peão · a1 branco torre · c1 branco bispo · d1 branco rainha · e1 branco rei · f1 branco bispo · g1 branco cavalo · h1 branco torre | a8 preto torre · c8 preto bispo · d8 preto rainha · e8 preto rei · f8 preto bispo · g8 preto cavalo · h8 preto torre · a7 preto peão · b7 preto peão · d7 preto cavalo · e7 preto peão · f7 preto peão · g7 preto peão · h7 preto peão · c6 preto peão · d4 branco peão · e4 branco cavalo · a2 branco peão · b2 branco peão · c2 branco peão · f2 branco peão · g2 branco peão · h2 branco peão · a1 branco torre · c1 branco bispo · d1 branco rainha · e1 branco rei · f1 branco bispo · g1 branco cavalo · h1 branco torre | a8 preto torre · c8 preto bispo · d8 preto rainha · e8 preto rei · f8 preto bispo · g8 preto cavalo · h8 preto torre · a7 preto peão · b7 preto peão · d7 preto cavalo · e7 preto peão · f7 preto peão · g7 preto peão · h7 preto peão · c6 preto peão · d4 branco peão · e4 branco cavalo · a2 branco peão · b2 branco peão · c2 branco peão · f2 branco peão · g2 branco peão · h2 branco peão · a1 branco torre · c1 branco bispo · d1 branco rainha · e1 branco rei · f1 branco bispo · g1 branco cavalo · h1 branco torre | a8 preto torre · c8 preto bispo · d8 preto rainha · e8 preto rei · f8 preto bispo · g8 preto cavalo · h8 preto torre · a7 preto peão · b7 preto peão · d7 preto cavalo · e7 preto peão · f7 preto peão · g7 preto peão · h7 preto peão · c6 preto peão · d4 branco peão · e4 branco cavalo · a2 branco peão · b2 branco peão · c2 branco peão · f2 branco peão · g2 branco peão · h2 branco peão · a1 branco torre · c1 branco bispo · d1 branco rainha · e1 branco rei · f1 branco bispo · g1 branco cavalo · h1 branco torre | 3 |
| 2 | a8 preto torre · c8 preto bispo · d8 preto rainha · e8 preto rei · f8 preto bispo · g8 preto cavalo · h8 preto torre · a7 preto peão · b7 preto peão · d7 preto cavalo · e7 preto peão · f7 preto peão · g7 preto peão · h7 preto peão · c6 preto peão · d4 branco peão · e4 branco cavalo · a2 branco peão · b2 branco peão · c2 branco peão · f2 branco peão · g2 branco peão · h2 branco peão · a1 branco torre · c1 branco bispo · d1 branco rainha · e1 branco rei · f1 branco bispo · g1 branco cavalo · h1 branco torre | a8 preto torre · c8 preto bispo · d8 preto rainha · e8 preto rei · f8 preto bispo · g8 preto cavalo · h8 preto torre · a7 preto peão · b7 preto peão · d7 preto cavalo · e7 preto peão · f7 preto peão · g7 preto peão · h7 preto peão · c6 preto peão · d4 branco peão · e4 branco cavalo · a2 branco peão · b2 branco peão · c2 branco peão · f2 branco peão · g2 branco peão · h2 branco peão · a1 branco torre · c1 branco bispo · d1 branco rainha · e1 branco rei · f1 branco bispo · g1 branco cavalo · h1 branco torre | a8 preto torre · c8 preto bispo · d8 preto rainha · e8 preto rei · f8 preto bispo · g8 preto cavalo · h8 preto torre · a7 preto peão · b7 preto peão · d7 preto cavalo · e7 preto peão · f7 preto peão · g7 preto peão · h7 preto peão · c6 preto peão · d4 branco peão · e4 branco cavalo · a2 branco peão · b2 branco peão · c2 branco peão · f2 branco peão · g2 branco peão · h2 branco peão · a1 branco torre · c1 branco bispo · d1 branco rainha · e1 branco rei · f1 branco bispo · g1 branco cavalo · h1 branco torre | a8 preto torre · c8 preto bispo · d8 preto rainha · e8 preto rei · f8 preto bispo · g8 preto cavalo · h8 preto torre · a7 preto peão · b7 preto peão · d7 preto cavalo · e7 preto peão · f7 preto peão · g7 preto peão · h7 preto peão · c6 preto peão · d4 branco peão · e4 branco cavalo · a2 branco peão · b2 branco peão · c2 branco peão · f2 branco peão · g2 branco peão · h2 branco peão · a1 branco torre · c1 branco bispo · d1 branco rainha · e1 branco rei · f1 branco bispo · g1 branco cavalo · h1 branco torre | a8 preto torre · c8 preto bispo · d8 preto rainha · e8 preto rei · f8 preto bispo · g8 preto cavalo · h8 preto torre · a7 preto peão · b7 preto peão · d7 preto cavalo · e7 preto peão · f7 preto peão · g7 preto peão · h7 preto peão · c6 preto peão · d4 branco peão · e4 branco cavalo · a2 branco peão · b2 branco peão · c2 branco peão · f2 branco peão · g2 branco peão · h2 branco peão · a1 branco torre · c1 branco bispo · d1 branco rainha · e1 branco rei · f1 branco bispo · g1 branco cavalo · h1 branco torre | a8 preto torre · c8 preto bispo · d8 preto rainha · e8 preto rei · f8 preto bispo · g8 preto cavalo · h8 preto torre · a7 preto peão · b7 preto peão · d7 preto cavalo · e7 preto peão · f7 preto peão · g7 preto peão · h7 preto peão · c6 preto peão · d4 branco peão · e4 branco cavalo · a2 branco peão · b2 branco peão · c2 branco peão · f2 branco peão · g2 branco peão · h2 branco peão · a1 branco torre · c1 branco bispo · d1 branco rainha · e1 branco rei · f1 branco bispo · g1 branco cavalo · h1 branco torre | a8 preto torre · c8 preto bispo · d8 preto rainha · e8 preto rei · f8 preto bispo · g8 preto cavalo · h8 preto torre · a7 preto peão · b7 preto peão · d7 preto cavalo · e7 preto peão · f7 preto peão · g7 preto peão · h7 preto peão · c6 preto peão · d4 branco peão · e4 branco cavalo · a2 branco peão · b2 branco peão · c2 branco peão · f2 branco peão · g2 branco peão · h2 branco peão · a1 branco torre · c1 branco bispo · d1 branco rainha · e1 branco rei · f1 branco bispo · g1 branco cavalo · h1 branco torre | a8 preto torre · c8 preto bispo · d8 preto rainha · e8 preto rei · f8 preto bispo · g8 preto cavalo · h8 preto torre · a7 preto peão · b7 preto peão · d7 preto cavalo · e7 preto peão · f7 preto peão · g7 preto peão · h7 preto peão · c6 preto peão · d4 branco peão · e4 branco cavalo · a2 branco peão · b2 branco peão · c2 branco peão · f2 branco peão · g2 branco peão · h2 branco peão · a1 branco torre · c1 branco bispo · d1 branco rainha · e1 branco rei · f1 branco bispo · g1 branco cavalo · h1 branco torre | 2 |
| 1 | a8 preto torre · c8 preto bispo · d8 preto rainha · e8 preto rei · f8 preto bispo · g8 preto cavalo · h8 preto torre · a7 preto peão · b7 preto peão · d7 preto cavalo · e7 preto peão · f7 preto peão · g7 preto peão · h7 preto peão · c6 preto peão · d4 branco peão · e4 branco cavalo · a2 branco peão · b2 branco peão · c2 branco peão · f2 branco peão · g2 branco peão · h2 branco peão · a1 branco torre · c1 branco bispo · d1 branco rainha · e1 branco rei · f1 branco bispo · g1 branco cavalo · h1 branco torre | a8 preto torre · c8 preto bispo · d8 preto rainha · e8 preto rei · f8 preto bispo · g8 preto cavalo · h8 preto torre · a7 preto peão · b7 preto peão · d7 preto cavalo · e7 preto peão · f7 preto peão · g7 preto peão · h7 preto peão · c6 preto peão · d4 branco peão · e4 branco cavalo · a2 branco peão · b2 branco peão · c2 branco peão · f2 branco peão · g2 branco peão · h2 branco peão · a1 branco torre · c1 branco bispo · d1 branco rainha · e1 branco rei · f1 branco bispo · g1 branco cavalo · h1 branco torre | a8 preto torre · c8 preto bispo · d8 preto rainha · e8 preto rei · f8 preto bispo · g8 preto cavalo · h8 preto torre · a7 preto peão · b7 preto peão · d7 preto cavalo · e7 preto peão · f7 preto peão · g7 preto peão · h7 preto peão · c6 preto peão · d4 branco peão · e4 branco cavalo · a2 branco peão · b2 branco peão · c2 branco peão · f2 branco peão · g2 branco peão · h2 branco peão · a1 branco torre · c1 branco bispo · d1 branco rainha · e1 branco rei · f1 branco bispo · g1 branco cavalo · h1 branco torre | a8 preto torre · c8 preto bispo · d8 preto rainha · e8 preto rei · f8 preto bispo · g8 preto cavalo · h8 preto torre · a7 preto peão · b7 preto peão · d7 preto cavalo · e7 preto peão · f7 preto peão · g7 preto peão · h7 preto peão · c6 preto peão · d4 branco peão · e4 branco cavalo · a2 branco peão · b2 branco peão · c2 branco peão · f2 branco peão · g2 branco peão · h2 branco peão · a1 branco torre · c1 branco bispo · d1 branco rainha · e1 branco rei · f1 branco bispo · g1 branco cavalo · h1 branco torre | a8 preto torre · c8 preto bispo · d8 preto rainha · e8 preto rei · f8 preto bispo · g8 preto cavalo · h8 preto torre · a7 preto peão · b7 preto peão · d7 preto cavalo · e7 preto peão · f7 preto peão · g7 preto peão · h7 preto peão · c6 preto peão · d4 branco peão · e4 branco cavalo · a2 branco peão · b2 branco peão · c2 branco peão · f2 branco peão · g2 branco peão · h2 branco peão · a1 branco torre · c1 branco bispo · d1 branco rainha · e1 branco rei · f1 branco bispo · g1 branco cavalo · h1 branco torre | a8 preto torre · c8 preto bispo · d8 preto rainha · e8 preto rei · f8 preto bispo · g8 preto cavalo · h8 preto torre · a7 preto peão · b7 preto peão · d7 preto cavalo · e7 preto peão · f7 preto peão · g7 preto peão · h7 preto peão · c6 preto peão · d4 branco peão · e4 branco cavalo · a2 branco peão · b2 branco peão · c2 branco peão · f2 branco peão · g2 branco peão · h2 branco peão · a1 branco torre · c1 branco bispo · d1 branco rainha · e1 branco rei · f1 branco bispo · g1 branco cavalo · h1 branco torre | a8 preto torre · c8 preto bispo · d8 preto rainha · e8 preto rei · f8 preto bispo · g8 preto cavalo · h8 preto torre · a7 preto peão · b7 preto peão · d7 preto cavalo · e7 preto peão · f7 preto peão · g7 preto peão · h7 preto peão · c6 preto peão · d4 branco peão · e4 branco cavalo · a2 branco peão · b2 branco peão · c2 branco peão · f2 branco peão · g2 branco peão · h2 branco peão · a1 branco torre · c1 branco bispo · d1 branco rainha · e1 branco rei · f1 branco bispo · g1 branco cavalo · h1 branco torre | a8 preto torre · c8 preto bispo · d8 preto rainha · e8 preto rei · f8 preto bispo · g8 preto cavalo · h8 preto torre · a7 preto peão · b7 preto peão · d7 preto cavalo · e7 preto peão · f7 preto peão · g7 preto peão · h7 preto peão · c6 preto peão · d4 branco peão · e4 branco cavalo · a2 branco peão · b2 branco peão · c2 branco peão · f2 branco peão · g2 branco peão · h2 branco peão · a1 branco torre · c1 branco bispo · d1 branco rainha · e1 branco rei · f1 branco bispo · g1 branco cavalo · h1 branco torre | 1 |
|   | a | b | c | d | e | f | g | h |   |

Outra sólida linha posicional, a esta variação segue-se os movimentos: 
1.e4 c6
2.d4 d5
3.Cc3 dxe4
4.Cxe4 Cd7
Nomeada em homenagem ao sétimo campeão do mundo Vasily Smyslov, no xadrez moderno esta abertura vem sendo jogada por Anatoly Karpov, que usou dúzias de vezes em jogos de alto nível. Esta linha é parecida com a variante clássica, exceto que as pretas têm mais liberdade desenvolvendo o bispo e não são forçadas a colocá-lo na casa g6. Como quer que seja esta liberdade vem com o preço de se dar liberdade também às brancas, que podem ganhar espaço no centro sendo que elas frequentemente jogam o agressivo 5.Cg5 para imediatamente causar alguns problemas para as pretas. O famoso último jogo do rematch entre Deep Blue e Garry Kasparov, quando Kasparov errou e perdeu foi jogado nesta mesma linha.

## Variante Bronstein-Larsen
|   | a | b | c | d | e | f | g | h |   |
| 8 | a8 preto torre · b8 preto cavalo · c8 preto bispo · d8 preto rainha · e8 preto rei · f8 preto bispo · h8 preto torre · a7 preto peão · b7 preto peão · e7 preto peão · f7 preto peão · h7 preto peão · c6 preto peão · f6 preto peão · d4 branco peão · a2 branco peão · b2 branco peão · c2 branco peão · f2 branco peão · g2 branco peão · h2 branco peão · a1 branco torre · c1 branco bispo · d1 branco rainha · e1 branco rei · f1 branco bispo · g1 branco cavalo · h1 branco torre | a8 preto torre · b8 preto cavalo · c8 preto bispo · d8 preto rainha · e8 preto rei · f8 preto bispo · h8 preto torre · a7 preto peão · b7 preto peão · e7 preto peão · f7 preto peão · h7 preto peão · c6 preto peão · f6 preto peão · d4 branco peão · a2 branco peão · b2 branco peão · c2 branco peão · f2 branco peão · g2 branco peão · h2 branco peão · a1 branco torre · c1 branco bispo · d1 branco rainha · e1 branco rei · f1 branco bispo · g1 branco cavalo · h1 branco torre | a8 preto torre · b8 preto cavalo · c8 preto bispo · d8 preto rainha · e8 preto rei · f8 preto bispo · h8 preto torre · a7 preto peão · b7 preto peão · e7 preto peão · f7 preto peão · h7 preto peão · c6 preto peão · f6 preto peão · d4 branco peão · a2 branco peão · b2 branco peão · c2 branco peão · f2 branco peão · g2 branco peão · h2 branco peão · a1 branco torre · c1 branco bispo · d1 branco rainha · e1 branco rei · f1 branco bispo · g1 branco cavalo · h1 branco torre | a8 preto torre · b8 preto cavalo · c8 preto bispo · d8 preto rainha · e8 preto rei · f8 preto bispo · h8 preto torre · a7 preto peão · b7 preto peão · e7 preto peão · f7 preto peão · h7 preto peão · c6 preto peão · f6 preto peão · d4 branco peão · a2 branco peão · b2 branco peão · c2 branco peão · f2 branco peão · g2 branco peão · h2 branco peão · a1 branco torre · c1 branco bispo · d1 branco rainha · e1 branco rei · f1 branco bispo · g1 branco cavalo · h1 branco torre | a8 preto torre · b8 preto cavalo · c8 preto bispo · d8 preto rainha · e8 preto rei · f8 preto bispo · h8 preto torre · a7 preto peão · b7 preto peão · e7 preto peão · f7 preto peão · h7 preto peão · c6 preto peão · f6 preto peão · d4 branco peão · a2 branco peão · b2 branco peão · c2 branco peão · f2 branco peão · g2 branco peão · h2 branco peão · a1 branco torre · c1 branco bispo · d1 branco rainha · e1 branco rei · f1 branco bispo · g1 branco cavalo · h1 branco torre | a8 preto torre · b8 preto cavalo · c8 preto bispo · d8 preto rainha · e8 preto rei · f8 preto bispo · h8 preto torre · a7 preto peão · b7 preto peão · e7 preto peão · f7 preto peão · h7 preto peão · c6 preto peão · f6 preto peão · d4 branco peão · a2 branco peão · b2 branco peão · c2 branco peão · f2 branco peão · g2 branco peão · h2 branco peão · a1 branco torre · c1 branco bispo · d1 branco rainha · e1 branco rei · f1 branco bispo · g1 branco cavalo · h1 branco torre | a8 preto torre · b8 preto cavalo · c8 preto bispo · d8 preto rainha · e8 preto rei · f8 preto bispo · h8 preto torre · a7 preto peão · b7 preto peão · e7 preto peão · f7 preto peão · h7 preto peão · c6 preto peão · f6 preto peão · d4 branco peão · a2 branco peão · b2 branco peão · c2 branco peão · f2 branco peão · g2 branco peão · h2 branco peão · a1 branco torre · c1 branco bispo · d1 branco rainha · e1 branco rei · f1 branco bispo · g1 branco cavalo · h1 branco torre | a8 preto torre · b8 preto cavalo · c8 preto bispo · d8 preto rainha · e8 preto rei · f8 preto bispo · h8 preto torre · a7 preto peão · b7 preto peão · e7 preto peão · f7 preto peão · h7 preto peão · c6 preto peão · f6 preto peão · d4 branco peão · a2 branco peão · b2 branco peão · c2 branco peão · f2 branco peão · g2 branco peão · h2 branco peão · a1 branco torre · c1 branco bispo · d1 branco rainha · e1 branco rei · f1 branco bispo · g1 branco cavalo · h1 branco torre | 8 |
| 7 | a8 preto torre · b8 preto cavalo · c8 preto bispo · d8 preto rainha · e8 preto rei · f8 preto bispo · h8 preto torre · a7 preto peão · b7 preto peão · e7 preto peão · f7 preto peão · h7 preto peão · c6 preto peão · f6 preto peão · d4 branco peão · a2 branco peão · b2 branco peão · c2 branco peão · f2 branco peão · g2 branco peão · h2 branco peão · a1 branco torre · c1 branco bispo · d1 branco rainha · e1 branco rei · f1 branco bispo · g1 branco cavalo · h1 branco torre | a8 preto torre · b8 preto cavalo · c8 preto bispo · d8 preto rainha · e8 preto rei · f8 preto bispo · h8 preto torre · a7 preto peão · b7 preto peão · e7 preto peão · f7 preto peão · h7 preto peão · c6 preto peão · f6 preto peão · d4 branco peão · a2 branco peão · b2 branco peão · c2 branco peão · f2 branco peão · g2 branco peão · h2 branco peão · a1 branco torre · c1 branco bispo · d1 branco rainha · e1 branco rei · f1 branco bispo · g1 branco cavalo · h1 branco torre | a8 preto torre · b8 preto cavalo · c8 preto bispo · d8 preto rainha · e8 preto rei · f8 preto bispo · h8 preto torre · a7 preto peão · b7 preto peão · e7 preto peão · f7 preto peão · h7 preto peão · c6 preto peão · f6 preto peão · d4 branco peão · a2 branco peão · b2 branco peão · c2 branco peão · f2 branco peão · g2 branco peão · h2 branco peão · a1 branco torre · c1 branco bispo · d1 branco rainha · e1 branco rei · f1 branco bispo · g1 branco cavalo · h1 branco torre | a8 preto torre · b8 preto cavalo · c8 preto bispo · d8 preto rainha · e8 preto rei · f8 preto bispo · h8 preto torre · a7 preto peão · b7 preto peão · e7 preto peão · f7 preto peão · h7 preto peão · c6 preto peão · f6 preto peão · d4 branco peão · a2 branco peão · b2 branco peão · c2 branco peão · f2 branco peão · g2 branco peão · h2 branco peão · a1 branco torre · c1 branco bispo · d1 branco rainha · e1 branco rei · f1 branco bispo · g1 branco cavalo · h1 branco torre | a8 preto torre · b8 preto cavalo · c8 preto bispo · d8 preto rainha · e8 preto rei · f8 preto bispo · h8 preto torre · a7 preto peão · b7 preto peão · e7 preto peão · f7 preto peão · h7 preto peão · c6 preto peão · f6 preto peão · d4 branco peão · a2 branco peão · b2 branco peão · c2 branco peão · f2 branco peão · g2 branco peão · h2 branco peão · a1 branco torre · c1 branco bispo · d1 branco rainha · e1 branco rei · f1 branco bispo · g1 branco cavalo · h1 branco torre | a8 preto torre · b8 preto cavalo · c8 preto bispo · d8 preto rainha · e8 preto rei · f8 preto bispo · h8 preto torre · a7 preto peão · b7 preto peão · e7 preto peão · f7 preto peão · h7 preto peão · c6 preto peão · f6 preto peão · d4 branco peão · a2 branco peão · b2 branco peão · c2 branco peão · f2 branco peão · g2 branco peão · h2 branco peão · a1 branco torre · c1 branco bispo · d1 branco rainha · e1 branco rei · f1 branco bispo · g1 branco cavalo · h1 branco torre | a8 preto torre · b8 preto cavalo · c8 preto bispo · d8 preto rainha · e8 preto rei · f8 preto bispo · h8 preto torre · a7 preto peão · b7 preto peão · e7 preto peão · f7 preto peão · h7 preto peão · c6 preto peão · f6 preto peão · d4 branco peão · a2 branco peão · b2 branco peão · c2 branco peão · f2 branco peão · g2 branco peão · h2 branco peão · a1 branco torre · c1 branco bispo · d1 branco rainha · e1 branco rei · f1 branco bispo · g1 branco cavalo · h1 branco torre | a8 preto torre · b8 preto cavalo · c8 preto bispo · d8 preto rainha · e8 preto rei · f8 preto bispo · h8 preto torre · a7 preto peão · b7 preto peão · e7 preto peão · f7 preto peão · h7 preto peão · c6 preto peão · f6 preto peão · d4 branco peão · a2 branco peão · b2 branco peão · c2 branco peão · f2 branco peão · g2 branco peão · h2 branco peão · a1 branco torre · c1 branco bispo · d1 branco rainha · e1 branco rei · f1 branco bispo · g1 branco cavalo · h1 branco torre | 7 |
| 6 | a8 preto torre · b8 preto cavalo · c8 preto bispo · d8 preto rainha · e8 preto rei · f8 preto bispo · h8 preto torre · a7 preto peão · b7 preto peão · e7 preto peão · f7 preto peão · h7 preto peão · c6 preto peão · f6 preto peão · d4 branco peão · a2 branco peão · b2 branco peão · c2 branco peão · f2 branco peão · g2 branco peão · h2 branco peão · a1 branco torre · c1 branco bispo · d1 branco rainha · e1 branco rei · f1 branco bispo · g1 branco cavalo · h1 branco torre | a8 preto torre · b8 preto cavalo · c8 preto bispo · d8 preto rainha · e8 preto rei · f8 preto bispo · h8 preto torre · a7 preto peão · b7 preto peão · e7 preto peão · f7 preto peão · h7 preto peão · c6 preto peão · f6 preto peão · d4 branco peão · a2 branco peão · b2 branco peão · c2 branco peão · f2 branco peão · g2 branco peão · h2 branco peão · a1 branco torre · c1 branco bispo · d1 branco rainha · e1 branco rei · f1 branco bispo · g1 branco cavalo · h1 branco torre | a8 preto torre · b8 preto cavalo · c8 preto bispo · d8 preto rainha · e8 preto rei · f8 preto bispo · h8 preto torre · a7 preto peão · b7 preto peão · e7 preto peão · f7 preto peão · h7 preto peão · c6 preto peão · f6 preto peão · d4 branco peão · a2 branco peão · b2 branco peão · c2 branco peão · f2 branco peão · g2 branco peão · h2 branco peão · a1 branco torre · c1 branco bispo · d1 branco rainha · e1 branco rei · f1 branco bispo · g1 branco cavalo · h1 branco torre | a8 preto torre · b8 preto cavalo · c8 preto bispo · d8 preto rainha · e8 preto rei · f8 preto bispo · h8 preto torre · a7 preto peão · b7 preto peão · e7 preto peão · f7 preto peão · h7 preto peão · c6 preto peão · f6 preto peão · d4 branco peão · a2 branco peão · b2 branco peão · c2 branco peão · f2 branco peão · g2 branco peão · h2 branco peão · a1 branco torre · c1 branco bispo · d1 branco rainha · e1 branco rei · f1 branco bispo · g1 branco cavalo · h1 branco torre | a8 preto torre · b8 preto cavalo · c8 preto bispo · d8 preto rainha · e8 preto rei · f8 preto bispo · h8 preto torre · a7 preto peão · b7 preto peão · e7 preto peão · f7 preto peão · h7 preto peão · c6 preto peão · f6 preto peão · d4 branco peão · a2 branco peão · b2 branco peão · c2 branco peão · f2 branco peão · g2 branco peão · h2 branco peão · a1 branco torre · c1 branco bispo · d1 branco rainha · e1 branco rei · f1 branco bispo · g1 branco cavalo · h1 branco torre | a8 preto torre · b8 preto cavalo · c8 preto bispo · d8 preto rainha · e8 preto rei · f8 preto bispo · h8 preto torre · a7 preto peão · b7 preto peão · e7 preto peão · f7 preto peão · h7 preto peão · c6 preto peão · f6 preto peão · d4 branco peão · a2 branco peão · b2 branco peão · c2 branco peão · f2 branco peão · g2 branco peão · h2 branco peão · a1 branco torre · c1 branco bispo · d1 branco rainha · e1 branco rei · f1 branco bispo · g1 branco cavalo · h1 branco torre | a8 preto torre · b8 preto cavalo · c8 preto bispo · d8 preto rainha · e8 preto rei · f8 preto bispo · h8 preto torre · a7 preto peão · b7 preto peão · e7 preto peão · f7 preto peão · h7 preto peão · c6 preto peão · f6 preto peão · d4 branco peão · a2 branco peão · b2 branco peão · c2 branco peão · f2 branco peão · g2 branco peão · h2 branco peão · a1 branco torre · c1 branco bispo · d1 branco rainha · e1 branco rei · f1 branco bispo · g1 branco cavalo · h1 branco torre | a8 preto torre · b8 preto cavalo · c8 preto bispo · d8 preto rainha · e8 preto rei · f8 preto bispo · h8 preto torre · a7 preto peão · b7 preto peão · e7 preto peão · f7 preto peão · h7 preto peão · c6 preto peão · f6 preto peão · d4 branco peão · a2 branco peão · b2 branco peão · c2 branco peão · f2 branco peão · g2 branco peão · h2 branco peão · a1 branco torre · c1 branco bispo · d1 branco rainha · e1 branco rei · f1 branco bispo · g1 branco cavalo · h1 branco torre | 6 |
| 5 | a8 preto torre · b8 preto cavalo · c8 preto bispo · d8 preto rainha · e8 preto rei · f8 preto bispo · h8 preto torre · a7 preto peão · b7 preto peão · e7 preto peão · f7 preto peão · h7 preto peão · c6 preto peão · f6 preto peão · d4 branco peão · a2 branco peão · b2 branco peão · c2 branco peão · f2 branco peão · g2 branco peão · h2 branco peão · a1 branco torre · c1 branco bispo · d1 branco rainha · e1 branco rei · f1 branco bispo · g1 branco cavalo · h1 branco torre | a8 preto torre · b8 preto cavalo · c8 preto bispo · d8 preto rainha · e8 preto rei · f8 preto bispo · h8 preto torre · a7 preto peão · b7 preto peão · e7 preto peão · f7 preto peão · h7 preto peão · c6 preto peão · f6 preto peão · d4 branco peão · a2 branco peão · b2 branco peão · c2 branco peão · f2 branco peão · g2 branco peão · h2 branco peão · a1 branco torre · c1 branco bispo · d1 branco rainha · e1 branco rei · f1 branco bispo · g1 branco cavalo · h1 branco torre | a8 preto torre · b8 preto cavalo · c8 preto bispo · d8 preto rainha · e8 preto rei · f8 preto bispo · h8 preto torre · a7 preto peão · b7 preto peão · e7 preto peão · f7 preto peão · h7 preto peão · c6 preto peão · f6 preto peão · d4 branco peão · a2 branco peão · b2 branco peão · c2 branco peão · f2 branco peão · g2 branco peão · h2 branco peão · a1 branco torre · c1 branco bispo · d1 branco rainha · e1 branco rei · f1 branco bispo · g1 branco cavalo · h1 branco torre | a8 preto torre · b8 preto cavalo · c8 preto bispo · d8 preto rainha · e8 preto rei · f8 preto bispo · h8 preto torre · a7 preto peão · b7 preto peão · e7 preto peão · f7 preto peão · h7 preto peão · c6 preto peão · f6 preto peão · d4 branco peão · a2 branco peão · b2 branco peão · c2 branco peão · f2 branco peão · g2 branco peão · h2 branco peão · a1 branco torre · c1 branco bispo · d1 branco rainha · e1 branco rei · f1 branco bispo · g1 branco cavalo · h1 branco torre | a8 preto torre · b8 preto cavalo · c8 preto bispo · d8 preto rainha · e8 preto rei · f8 preto bispo · h8 preto torre · a7 preto peão · b7 preto peão · e7 preto peão · f7 preto peão · h7 preto peão · c6 preto peão · f6 preto peão · d4 branco peão · a2 branco peão · b2 branco peão · c2 branco peão · f2 branco peão · g2 branco peão · h2 branco peão · a1 branco torre · c1 branco bispo · d1 branco rainha · e1 branco rei · f1 branco bispo · g1 branco cavalo · h1 branco torre | a8 preto torre · b8 preto cavalo · c8 preto bispo · d8 preto rainha · e8 preto rei · f8 preto bispo · h8 preto torre · a7 preto peão · b7 preto peão · e7 preto peão · f7 preto peão · h7 preto peão · c6 preto peão · f6 preto peão · d4 branco peão · a2 branco peão · b2 branco peão · c2 branco peão · f2 branco peão · g2 branco peão · h2 branco peão · a1 branco torre · c1 branco bispo · d1 branco rainha · e1 branco rei · f1 branco bispo · g1 branco cavalo · h1 branco torre | a8 preto torre · b8 preto cavalo · c8 preto bispo · d8 preto rainha · e8 preto rei · f8 preto bispo · h8 preto torre · a7 preto peão · b7 preto peão · e7 preto peão · f7 preto peão · h7 preto peão · c6 preto peão · f6 preto peão · d4 branco peão · a2 branco peão · b2 branco peão · c2 branco peão · f2 branco peão · g2 branco peão · h2 branco peão · a1 branco torre · c1 branco bispo · d1 branco rainha · e1 branco rei · f1 branco bispo · g1 branco cavalo · h1 branco torre | a8 preto torre · b8 preto cavalo · c8 preto bispo · d8 preto rainha · e8 preto rei · f8 preto bispo · h8 preto torre · a7 preto peão · b7 preto peão · e7 preto peão · f7 preto peão · h7 preto peão · c6 preto peão · f6 preto peão · d4 branco peão · a2 branco peão · b2 branco peão · c2 branco peão · f2 branco peão · g2 branco peão · h2 branco peão · a1 branco torre · c1 branco bispo · d1 branco rainha · e1 branco rei · f1 branco bispo · g1 branco cavalo · h1 branco torre | 5 |
| 4 | a8 preto torre · b8 preto cavalo · c8 preto bispo · d8 preto rainha · e8 preto rei · f8 preto bispo · h8 preto torre · a7 preto peão · b7 preto peão · e7 preto peão · f7 preto peão · h7 preto peão · c6 preto peão · f6 preto peão · d4 branco peão · a2 branco peão · b2 branco peão · c2 branco peão · f2 branco peão · g2 branco peão · h2 branco peão · a1 branco torre · c1 branco bispo · d1 branco rainha · e1 branco rei · f1 branco bispo · g1 branco cavalo · h1 branco torre | a8 preto torre · b8 preto cavalo · c8 preto bispo · d8 preto rainha · e8 preto rei · f8 preto bispo · h8 preto torre · a7 preto peão · b7 preto peão · e7 preto peão · f7 preto peão · h7 preto peão · c6 preto peão · f6 preto peão · d4 branco peão · a2 branco peão · b2 branco peão · c2 branco peão · f2 branco peão · g2 branco peão · h2 branco peão · a1 branco torre · c1 branco bispo · d1 branco rainha · e1 branco rei · f1 branco bispo · g1 branco cavalo · h1 branco torre | a8 preto torre · b8 preto cavalo · c8 preto bispo · d8 preto rainha · e8 preto rei · f8 preto bispo · h8 preto torre · a7 preto peão · b7 preto peão · e7 preto peão · f7 preto peão · h7 preto peão · c6 preto peão · f6 preto peão · d4 branco peão · a2 branco peão · b2 branco peão · c2 branco peão · f2 branco peão · g2 branco peão · h2 branco peão · a1 branco torre · c1 branco bispo · d1 branco rainha · e1 branco rei · f1 branco bispo · g1 branco cavalo · h1 branco torre | a8 preto torre · b8 preto cavalo · c8 preto bispo · d8 preto rainha · e8 preto rei · f8 preto bispo · h8 preto torre · a7 preto peão · b7 preto peão · e7 preto peão · f7 preto peão · h7 preto peão · c6 preto peão · f6 preto peão · d4 branco peão · a2 branco peão · b2 branco peão · c2 branco peão · f2 branco peão · g2 branco peão · h2 branco peão · a1 branco torre · c1 branco bispo · d1 branco rainha · e1 branco rei · f1 branco bispo · g1 branco cavalo · h1 branco torre | a8 preto torre · b8 preto cavalo · c8 preto bispo · d8 preto rainha · e8 preto rei · f8 preto bispo · h8 preto torre · a7 preto peão · b7 preto peão · e7 preto peão · f7 preto peão · h7 preto peão · c6 preto peão · f6 preto peão · d4 branco peão · a2 branco peão · b2 branco peão · c2 branco peão · f2 branco peão · g2 branco peão · h2 branco peão · a1 branco torre · c1 branco bispo · d1 branco rainha · e1 branco rei · f1 branco bispo · g1 branco cavalo · h1 branco torre | a8 preto torre · b8 preto cavalo · c8 preto bispo · d8 preto rainha · e8 preto rei · f8 preto bispo · h8 preto torre · a7 preto peão · b7 preto peão · e7 preto peão · f7 preto peão · h7 preto peão · c6 preto peão · f6 preto peão · d4 branco peão · a2 branco peão · b2 branco peão · c2 branco peão · f2 branco peão · g2 branco peão · h2 branco peão · a1 branco torre · c1 branco bispo · d1 branco rainha · e1 branco rei · f1 branco bispo · g1 branco cavalo · h1 branco torre | a8 preto torre · b8 preto cavalo · c8 preto bispo · d8 preto rainha · e8 preto rei · f8 preto bispo · h8 preto torre · a7 preto peão · b7 preto peão · e7 preto peão · f7 preto peão · h7 preto peão · c6 preto peão · f6 preto peão · d4 branco peão · a2 branco peão · b2 branco peão · c2 branco peão · f2 branco peão · g2 branco peão · h2 branco peão · a1 branco torre · c1 branco bispo · d1 branco rainha · e1 branco rei · f1 branco bispo · g1 branco cavalo · h1 branco torre | a8 preto torre · b8 preto cavalo · c8 preto bispo · d8 preto rainha · e8 preto rei · f8 preto bispo · h8 preto torre · a7 preto peão · b7 preto peão · e7 preto peão · f7 preto peão · h7 preto peão · c6 preto peão · f6 preto peão · d4 branco peão · a2 branco peão · b2 branco peão · c2 branco peão · f2 branco peão · g2 branco peão · h2 branco peão · a1 branco torre · c1 branco bispo · d1 branco rainha · e1 branco rei · f1 branco bispo · g1 branco cavalo · h1 branco torre | 4 |
| 3 | a8 preto torre · b8 preto cavalo · c8 preto bispo · d8 preto rainha · e8 preto rei · f8 preto bispo · h8 preto torre · a7 preto peão · b7 preto peão · e7 preto peão · f7 preto peão · h7 preto peão · c6 preto peão · f6 preto peão · d4 branco peão · a2 branco peão · b2 branco peão · c2 branco peão · f2 branco peão · g2 branco peão · h2 branco peão · a1 branco torre · c1 branco bispo · d1 branco rainha · e1 branco rei · f1 branco bispo · g1 branco cavalo · h1 branco torre | a8 preto torre · b8 preto cavalo · c8 preto bispo · d8 preto rainha · e8 preto rei · f8 preto bispo · h8 preto torre · a7 preto peão · b7 preto peão · e7 preto peão · f7 preto peão · h7 preto peão · c6 preto peão · f6 preto peão · d4 branco peão · a2 branco peão · b2 branco peão · c2 branco peão · f2 branco peão · g2 branco peão · h2 branco peão · a1 branco torre · c1 branco bispo · d1 branco rainha · e1 branco rei · f1 branco bispo · g1 branco cavalo · h1 branco torre | a8 preto torre · b8 preto cavalo · c8 preto bispo · d8 preto rainha · e8 preto rei · f8 preto bispo · h8 preto torre · a7 preto peão · b7 preto peão · e7 preto peão · f7 preto peão · h7 preto peão · c6 preto peão · f6 preto peão · d4 branco peão · a2 branco peão · b2 branco peão · c2 branco peão · f2 branco peão · g2 branco peão · h2 branco peão · a1 branco torre · c1 branco bispo · d1 branco rainha · e1 branco rei · f1 branco bispo · g1 branco cavalo · h1 branco torre | a8 preto torre · b8 preto cavalo · c8 preto bispo · d8 preto rainha · e8 preto rei · f8 preto bispo · h8 preto torre · a7 preto peão · b7 preto peão · e7 preto peão · f7 preto peão · h7 preto peão · c6 preto peão · f6 preto peão · d4 branco peão · a2 branco peão · b2 branco peão · c2 branco peão · f2 branco peão · g2 branco peão · h2 branco peão · a1 branco torre · c1 branco bispo · d1 branco rainha · e1 branco rei · f1 branco bispo · g1 branco cavalo · h1 branco torre | a8 preto torre · b8 preto cavalo · c8 preto bispo · d8 preto rainha · e8 preto rei · f8 preto bispo · h8 preto torre · a7 preto peão · b7 preto peão · e7 preto peão · f7 preto peão · h7 preto peão · c6 preto peão · f6 preto peão · d4 branco peão · a2 branco peão · b2 branco peão · c2 branco peão · f2 branco peão · g2 branco peão · h2 branco peão · a1 branco torre · c1 branco bispo · d1 branco rainha · e1 branco rei · f1 branco bispo · g1 branco cavalo · h1 branco torre | a8 preto torre · b8 preto cavalo · c8 preto bispo · d8 preto rainha · e8 preto rei · f8 preto bispo · h8 preto torre · a7 preto peão · b7 preto peão · e7 preto peão · f7 preto peão · h7 preto peão · c6 preto peão · f6 preto peão · d4 branco peão · a2 branco peão · b2 branco peão · c2 branco peão · f2 branco peão · g2 branco peão · h2 branco peão · a1 branco torre · c1 branco bispo · d1 branco rainha · e1 branco rei · f1 branco bispo · g1 branco cavalo · h1 branco torre | a8 preto torre · b8 preto cavalo · c8 preto bispo · d8 preto rainha · e8 preto rei · f8 preto bispo · h8 preto torre · a7 preto peão · b7 preto peão · e7 preto peão · f7 preto peão · h7 preto peão · c6 preto peão · f6 preto peão · d4 branco peão · a2 branco peão · b2 branco peão · c2 branco peão · f2 branco peão · g2 branco peão · h2 branco peão · a1 branco torre · c1 branco bispo · d1 branco rainha · e1 branco rei · f1 branco bispo · g1 branco cavalo · h1 branco torre | a8 preto torre · b8 preto cavalo · c8 preto bispo · d8 preto rainha · e8 preto rei · f8 preto bispo · h8 preto torre · a7 preto peão · b7 preto peão · e7 preto peão · f7 preto peão · h7 preto peão · c6 preto peão · f6 preto peão · d4 branco peão · a2 branco peão · b2 branco peão · c2 branco peão · f2 branco peão · g2 branco peão · h2 branco peão · a1 branco torre · c1 branco bispo · d1 branco rainha · e1 branco rei · f1 branco bispo · g1 branco cavalo · h1 branco torre | 3 |
| 2 | a8 preto torre · b8 preto cavalo · c8 preto bispo · d8 preto rainha · e8 preto rei · f8 preto bispo · h8 preto torre · a7 preto peão · b7 preto peão · e7 preto peão · f7 preto peão · h7 preto peão · c6 preto peão · f6 preto peão · d4 branco peão · a2 branco peão · b2 branco peão · c2 branco peão · f2 branco peão · g2 branco peão · h2 branco peão · a1 branco torre · c1 branco bispo · d1 branco rainha · e1 branco rei · f1 branco bispo · g1 branco cavalo · h1 branco torre | a8 preto torre · b8 preto cavalo · c8 preto bispo · d8 preto rainha · e8 preto rei · f8 preto bispo · h8 preto torre · a7 preto peão · b7 preto peão · e7 preto peão · f7 preto peão · h7 preto peão · c6 preto peão · f6 preto peão · d4 branco peão · a2 branco peão · b2 branco peão · c2 branco peão · f2 branco peão · g2 branco peão · h2 branco peão · a1 branco torre · c1 branco bispo · d1 branco rainha · e1 branco rei · f1 branco bispo · g1 branco cavalo · h1 branco torre | a8 preto torre · b8 preto cavalo · c8 preto bispo · d8 preto rainha · e8 preto rei · f8 preto bispo · h8 preto torre · a7 preto peão · b7 preto peão · e7 preto peão · f7 preto peão · h7 preto peão · c6 preto peão · f6 preto peão · d4 branco peão · a2 branco peão · b2 branco peão · c2 branco peão · f2 branco peão · g2 branco peão · h2 branco peão · a1 branco torre · c1 branco bispo · d1 branco rainha · e1 branco rei · f1 branco bispo · g1 branco cavalo · h1 branco torre | a8 preto torre · b8 preto cavalo · c8 preto bispo · d8 preto rainha · e8 preto rei · f8 preto bispo · h8 preto torre · a7 preto peão · b7 preto peão · e7 preto peão · f7 preto peão · h7 preto peão · c6 preto peão · f6 preto peão · d4 branco peão · a2 branco peão · b2 branco peão · c2 branco peão · f2 branco peão · g2 branco peão · h2 branco peão · a1 branco torre · c1 branco bispo · d1 branco rainha · e1 branco rei · f1 branco bispo · g1 branco cavalo · h1 branco torre | a8 preto torre · b8 preto cavalo · c8 preto bispo · d8 preto rainha · e8 preto rei · f8 preto bispo · h8 preto torre · a7 preto peão · b7 preto peão · e7 preto peão · f7 preto peão · h7 preto peão · c6 preto peão · f6 preto peão · d4 branco peão · a2 branco peão · b2 branco peão · c2 branco peão · f2 branco peão · g2 branco peão · h2 branco peão · a1 branco torre · c1 branco bispo · d1 branco rainha · e1 branco rei · f1 branco bispo · g1 branco cavalo · h1 branco torre | a8 preto torre · b8 preto cavalo · c8 preto bispo · d8 preto rainha · e8 preto rei · f8 preto bispo · h8 preto torre · a7 preto peão · b7 preto peão · e7 preto peão · f7 preto peão · h7 preto peão · c6 preto peão · f6 preto peão · d4 branco peão · a2 branco peão · b2 branco peão · c2 branco peão · f2 branco peão · g2 branco peão · h2 branco peão · a1 branco torre · c1 branco bispo · d1 branco rainha · e1 branco rei · f1 branco bispo · g1 branco cavalo · h1 branco torre | a8 preto torre · b8 preto cavalo · c8 preto bispo · d8 preto rainha · e8 preto rei · f8 preto bispo · h8 preto torre · a7 preto peão · b7 preto peão · e7 preto peão · f7 preto peão · h7 preto peão · c6 preto peão · f6 preto peão · d4 branco peão · a2 branco peão · b2 branco peão · c2 branco peão · f2 branco peão · g2 branco peão · h2 branco peão · a1 branco torre · c1 branco bispo · d1 branco rainha · e1 branco rei · f1 branco bispo · g1 branco cavalo · h1 branco torre | a8 preto torre · b8 preto cavalo · c8 preto bispo · d8 preto rainha · e8 preto rei · f8 preto bispo · h8 preto torre · a7 preto peão · b7 preto peão · e7 preto peão · f7 preto peão · h7 preto peão · c6 preto peão · f6 preto peão · d4 branco peão · a2 branco peão · b2 branco peão · c2 branco peão · f2 branco peão · g2 branco peão · h2 branco peão · a1 branco torre · c1 branco bispo · d1 branco rainha · e1 branco rei · f1 branco bispo · g1 branco cavalo · h1 branco torre | 2 |
| 1 | a8 preto torre · b8 preto cavalo · c8 preto bispo · d8 preto rainha · e8 preto rei · f8 preto bispo · h8 preto torre · a7 preto peão · b7 preto peão · e7 preto peão · f7 preto peão · h7 preto peão · c6 preto peão · f6 preto peão · d4 branco peão · a2 branco peão · b2 branco peão · c2 branco peão · f2 branco peão · g2 branco peão · h2 branco peão · a1 branco torre · c1 branco bispo · d1 branco rainha · e1 branco rei · f1 branco bispo · g1 branco cavalo · h1 branco torre | a8 preto torre · b8 preto cavalo · c8 preto bispo · d8 preto rainha · e8 preto rei · f8 preto bispo · h8 preto torre · a7 preto peão · b7 preto peão · e7 preto peão · f7 preto peão · h7 preto peão · c6 preto peão · f6 preto peão · d4 branco peão · a2 branco peão · b2 branco peão · c2 branco peão · f2 branco peão · g2 branco peão · h2 branco peão · a1 branco torre · c1 branco bispo · d1 branco rainha · e1 branco rei · f1 branco bispo · g1 branco cavalo · h1 branco torre | a8 preto torre · b8 preto cavalo · c8 preto bispo · d8 preto rainha · e8 preto rei · f8 preto bispo · h8 preto torre · a7 preto peão · b7 preto peão · e7 preto peão · f7 preto peão · h7 preto peão · c6 preto peão · f6 preto peão · d4 branco peão · a2 branco peão · b2 branco peão · c2 branco peão · f2 branco peão · g2 branco peão · h2 branco peão · a1 branco torre · c1 branco bispo · d1 branco rainha · e1 branco rei · f1 branco bispo · g1 branco cavalo · h1 branco torre | a8 preto torre · b8 preto cavalo · c8 preto bispo · d8 preto rainha · e8 preto rei · f8 preto bispo · h8 preto torre · a7 preto peão · b7 preto peão · e7 preto peão · f7 preto peão · h7 preto peão · c6 preto peão · f6 preto peão · d4 branco peão · a2 branco peão · b2 branco peão · c2 branco peão · f2 branco peão · g2 branco peão · h2 branco peão · a1 branco torre · c1 branco bispo · d1 branco rainha · e1 branco rei · f1 branco bispo · g1 branco cavalo · h1 branco torre | a8 preto torre · b8 preto cavalo · c8 preto bispo · d8 preto rainha · e8 preto rei · f8 preto bispo · h8 preto torre · a7 preto peão · b7 preto peão · e7 preto peão · f7 preto peão · h7 preto peão · c6 preto peão · f6 preto peão · d4 branco peão · a2 branco peão · b2 branco peão · c2 branco peão · f2 branco peão · g2 branco peão · h2 branco peão · a1 branco torre · c1 branco bispo · d1 branco rainha · e1 branco rei · f1 branco bispo · g1 branco cavalo · h1 branco torre | a8 preto torre · b8 preto cavalo · c8 preto bispo · d8 preto rainha · e8 preto rei · f8 preto bispo · h8 preto torre · a7 preto peão · b7 preto peão · e7 preto peão · f7 preto peão · h7 preto peão · c6 preto peão · f6 preto peão · d4 branco peão · a2 branco peão · b2 branco peão · c2 branco peão · f2 branco peão · g2 branco peão · h2 branco peão · a1 branco torre · c1 branco bispo · d1 branco rainha · e1 branco rei · f1 branco bispo · g1 branco cavalo · h1 branco torre | a8 preto torre · b8 preto cavalo · c8 preto bispo · d8 preto rainha · e8 preto rei · f8 preto bispo · h8 preto torre · a7 preto peão · b7 preto peão · e7 preto peão · f7 preto peão · h7 preto peão · c6 preto peão · f6 preto peão · d4 branco peão · a2 branco peão · b2 branco peão · c2 branco peão · f2 branco peão · g2 branco peão · h2 branco peão · a1 branco torre · c1 branco bispo · d1 branco rainha · e1 branco rei · f1 branco bispo · g1 branco cavalo · h1 branco torre | a8 preto torre · b8 preto cavalo · c8 preto bispo · d8 preto rainha · e8 preto rei · f8 preto bispo · h8 preto torre · a7 preto peão · b7 preto peão · e7 preto peão · f7 preto peão · h7 preto peão · c6 preto peão · f6 preto peão · d4 branco peão · a2 branco peão · b2 branco peão · c2 branco peão · f2 branco peão · g2 branco peão · h2 branco peão · a1 branco torre · c1 branco bispo · d1 branco rainha · e1 branco rei · f1 branco bispo · g1 branco cavalo · h1 branco torre | 1 |
|   | a | b | c | d | e | f | g | h |   |

Uma continuação incomum que se segue:
1.e4 c6
2.d4 d5
3.Cc3 dxe4
4.Cxe4 Cf6!?
5.Cxf6 gxf6 (5...exf6 é possível mas não mais a favor)
Levando a uma posição muitíssimo pouco clara, as pretas voluntariamente optam por ter uma formação de peões inferior no flanco do rei e têm necessidade de rocar para o lado da dama. Porém as pretas também obtêm alguma compensação na forma de abrir a coluna g para as torres levando a um jogo ativo, pouco usual na Caro-Kann. Esta linha é geralmente considerada fraca, mas Bent Larsen a empregou com algum sucesso durante os anos 70.

## Variante do Avanço
|   | a | b | c | d | e | f | g | h |   |
| 8 | a8 preto torre · b8 preto cavalo · d8 preto rainha · e8 preto rei · f8 preto bispo · g8 preto cavalo · h8 preto torre · a7 preto peão · b7 preto peão · e7 preto peão · f7 preto peão · g7 preto peão · h7 preto peão · c6 preto peão · d5 preto peão · e5 branco peão · f5 preto bispo · d4 branco peão · a2 branco peão · b2 branco peão · c2 branco peão · f2 branco peão · g2 branco peão · h2 branco peão · a1 branco torre · b1 branco cavalo · c1 branco bispo · d1 branco rainha · e1 branco rei · f1 branco bispo · g1 branco cavalo · h1 branco torre | a8 preto torre · b8 preto cavalo · d8 preto rainha · e8 preto rei · f8 preto bispo · g8 preto cavalo · h8 preto torre · a7 preto peão · b7 preto peão · e7 preto peão · f7 preto peão · g7 preto peão · h7 preto peão · c6 preto peão · d5 preto peão · e5 branco peão · f5 preto bispo · d4 branco peão · a2 branco peão · b2 branco peão · c2 branco peão · f2 branco peão · g2 branco peão · h2 branco peão · a1 branco torre · b1 branco cavalo · c1 branco bispo · d1 branco rainha · e1 branco rei · f1 branco bispo · g1 branco cavalo · h1 branco torre | a8 preto torre · b8 preto cavalo · d8 preto rainha · e8 preto rei · f8 preto bispo · g8 preto cavalo · h8 preto torre · a7 preto peão · b7 preto peão · e7 preto peão · f7 preto peão · g7 preto peão · h7 preto peão · c6 preto peão · d5 preto peão · e5 branco peão · f5 preto bispo · d4 branco peão · a2 branco peão · b2 branco peão · c2 branco peão · f2 branco peão · g2 branco peão · h2 branco peão · a1 branco torre · b1 branco cavalo · c1 branco bispo · d1 branco rainha · e1 branco rei · f1 branco bispo · g1 branco cavalo · h1 branco torre | a8 preto torre · b8 preto cavalo · d8 preto rainha · e8 preto rei · f8 preto bispo · g8 preto cavalo · h8 preto torre · a7 preto peão · b7 preto peão · e7 preto peão · f7 preto peão · g7 preto peão · h7 preto peão · c6 preto peão · d5 preto peão · e5 branco peão · f5 preto bispo · d4 branco peão · a2 branco peão · b2 branco peão · c2 branco peão · f2 branco peão · g2 branco peão · h2 branco peão · a1 branco torre · b1 branco cavalo · c1 branco bispo · d1 branco rainha · e1 branco rei · f1 branco bispo · g1 branco cavalo · h1 branco torre | a8 preto torre · b8 preto cavalo · d8 preto rainha · e8 preto rei · f8 preto bispo · g8 preto cavalo · h8 preto torre · a7 preto peão · b7 preto peão · e7 preto peão · f7 preto peão · g7 preto peão · h7 preto peão · c6 preto peão · d5 preto peão · e5 branco peão · f5 preto bispo · d4 branco peão · a2 branco peão · b2 branco peão · c2 branco peão · f2 branco peão · g2 branco peão · h2 branco peão · a1 branco torre · b1 branco cavalo · c1 branco bispo · d1 branco rainha · e1 branco rei · f1 branco bispo · g1 branco cavalo · h1 branco torre | a8 preto torre · b8 preto cavalo · d8 preto rainha · e8 preto rei · f8 preto bispo · g8 preto cavalo · h8 preto torre · a7 preto peão · b7 preto peão · e7 preto peão · f7 preto peão · g7 preto peão · h7 preto peão · c6 preto peão · d5 preto peão · e5 branco peão · f5 preto bispo · d4 branco peão · a2 branco peão · b2 branco peão · c2 branco peão · f2 branco peão · g2 branco peão · h2 branco peão · a1 branco torre · b1 branco cavalo · c1 branco bispo · d1 branco rainha · e1 branco rei · f1 branco bispo · g1 branco cavalo · h1 branco torre | a8 preto torre · b8 preto cavalo · d8 preto rainha · e8 preto rei · f8 preto bispo · g8 preto cavalo · h8 preto torre · a7 preto peão · b7 preto peão · e7 preto peão · f7 preto peão · g7 preto peão · h7 preto peão · c6 preto peão · d5 preto peão · e5 branco peão · f5 preto bispo · d4 branco peão · a2 branco peão · b2 branco peão · c2 branco peão · f2 branco peão · g2 branco peão · h2 branco peão · a1 branco torre · b1 branco cavalo · c1 branco bispo · d1 branco rainha · e1 branco rei · f1 branco bispo · g1 branco cavalo · h1 branco torre | a8 preto torre · b8 preto cavalo · d8 preto rainha · e8 preto rei · f8 preto bispo · g8 preto cavalo · h8 preto torre · a7 preto peão · b7 preto peão · e7 preto peão · f7 preto peão · g7 preto peão · h7 preto peão · c6 preto peão · d5 preto peão · e5 branco peão · f5 preto bispo · d4 branco peão · a2 branco peão · b2 branco peão · c2 branco peão · f2 branco peão · g2 branco peão · h2 branco peão · a1 branco torre · b1 branco cavalo · c1 branco bispo · d1 branco rainha · e1 branco rei · f1 branco bispo · g1 branco cavalo · h1 branco torre | 8 |
| 7 | a8 preto torre · b8 preto cavalo · d8 preto rainha · e8 preto rei · f8 preto bispo · g8 preto cavalo · h8 preto torre · a7 preto peão · b7 preto peão · e7 preto peão · f7 preto peão · g7 preto peão · h7 preto peão · c6 preto peão · d5 preto peão · e5 branco peão · f5 preto bispo · d4 branco peão · a2 branco peão · b2 branco peão · c2 branco peão · f2 branco peão · g2 branco peão · h2 branco peão · a1 branco torre · b1 branco cavalo · c1 branco bispo · d1 branco rainha · e1 branco rei · f1 branco bispo · g1 branco cavalo · h1 branco torre | a8 preto torre · b8 preto cavalo · d8 preto rainha · e8 preto rei · f8 preto bispo · g8 preto cavalo · h8 preto torre · a7 preto peão · b7 preto peão · e7 preto peão · f7 preto peão · g7 preto peão · h7 preto peão · c6 preto peão · d5 preto peão · e5 branco peão · f5 preto bispo · d4 branco peão · a2 branco peão · b2 branco peão · c2 branco peão · f2 branco peão · g2 branco peão · h2 branco peão · a1 branco torre · b1 branco cavalo · c1 branco bispo · d1 branco rainha · e1 branco rei · f1 branco bispo · g1 branco cavalo · h1 branco torre | a8 preto torre · b8 preto cavalo · d8 preto rainha · e8 preto rei · f8 preto bispo · g8 preto cavalo · h8 preto torre · a7 preto peão · b7 preto peão · e7 preto peão · f7 preto peão · g7 preto peão · h7 preto peão · c6 preto peão · d5 preto peão · e5 branco peão · f5 preto bispo · d4 branco peão · a2 branco peão · b2 branco peão · c2 branco peão · f2 branco peão · g2 branco peão · h2 branco peão · a1 branco torre · b1 branco cavalo · c1 branco bispo · d1 branco rainha · e1 branco rei · f1 branco bispo · g1 branco cavalo · h1 branco torre | a8 preto torre · b8 preto cavalo · d8 preto rainha · e8 preto rei · f8 preto bispo · g8 preto cavalo · h8 preto torre · a7 preto peão · b7 preto peão · e7 preto peão · f7 preto peão · g7 preto peão · h7 preto peão · c6 preto peão · d5 preto peão · e5 branco peão · f5 preto bispo · d4 branco peão · a2 branco peão · b2 branco peão · c2 branco peão · f2 branco peão · g2 branco peão · h2 branco peão · a1 branco torre · b1 branco cavalo · c1 branco bispo · d1 branco rainha · e1 branco rei · f1 branco bispo · g1 branco cavalo · h1 branco torre | a8 preto torre · b8 preto cavalo · d8 preto rainha · e8 preto rei · f8 preto bispo · g8 preto cavalo · h8 preto torre · a7 preto peão · b7 preto peão · e7 preto peão · f7 preto peão · g7 preto peão · h7 preto peão · c6 preto peão · d5 preto peão · e5 branco peão · f5 preto bispo · d4 branco peão · a2 branco peão · b2 branco peão · c2 branco peão · f2 branco peão · g2 branco peão · h2 branco peão · a1 branco torre · b1 branco cavalo · c1 branco bispo · d1 branco rainha · e1 branco rei · f1 branco bispo · g1 branco cavalo · h1 branco torre | a8 preto torre · b8 preto cavalo · d8 preto rainha · e8 preto rei · f8 preto bispo · g8 preto cavalo · h8 preto torre · a7 preto peão · b7 preto peão · e7 preto peão · f7 preto peão · g7 preto peão · h7 preto peão · c6 preto peão · d5 preto peão · e5 branco peão · f5 preto bispo · d4 branco peão · a2 branco peão · b2 branco peão · c2 branco peão · f2 branco peão · g2 branco peão · h2 branco peão · a1 branco torre · b1 branco cavalo · c1 branco bispo · d1 branco rainha · e1 branco rei · f1 branco bispo · g1 branco cavalo · h1 branco torre | a8 preto torre · b8 preto cavalo · d8 preto rainha · e8 preto rei · f8 preto bispo · g8 preto cavalo · h8 preto torre · a7 preto peão · b7 preto peão · e7 preto peão · f7 preto peão · g7 preto peão · h7 preto peão · c6 preto peão · d5 preto peão · e5 branco peão · f5 preto bispo · d4 branco peão · a2 branco peão · b2 branco peão · c2 branco peão · f2 branco peão · g2 branco peão · h2 branco peão · a1 branco torre · b1 branco cavalo · c1 branco bispo · d1 branco rainha · e1 branco rei · f1 branco bispo · g1 branco cavalo · h1 branco torre | a8 preto torre · b8 preto cavalo · d8 preto rainha · e8 preto rei · f8 preto bispo · g8 preto cavalo · h8 preto torre · a7 preto peão · b7 preto peão · e7 preto peão · f7 preto peão · g7 preto peão · h7 preto peão · c6 preto peão · d5 preto peão · e5 branco peão · f5 preto bispo · d4 branco peão · a2 branco peão · b2 branco peão · c2 branco peão · f2 branco peão · g2 branco peão · h2 branco peão · a1 branco torre · b1 branco cavalo · c1 branco bispo · d1 branco rainha · e1 branco rei · f1 branco bispo · g1 branco cavalo · h1 branco torre | 7 |
| 6 | a8 preto torre · b8 preto cavalo · d8 preto rainha · e8 preto rei · f8 preto bispo · g8 preto cavalo · h8 preto torre · a7 preto peão · b7 preto peão · e7 preto peão · f7 preto peão · g7 preto peão · h7 preto peão · c6 preto peão · d5 preto peão · e5 branco peão · f5 preto bispo · d4 branco peão · a2 branco peão · b2 branco peão · c2 branco peão · f2 branco peão · g2 branco peão · h2 branco peão · a1 branco torre · b1 branco cavalo · c1 branco bispo · d1 branco rainha · e1 branco rei · f1 branco bispo · g1 branco cavalo · h1 branco torre | a8 preto torre · b8 preto cavalo · d8 preto rainha · e8 preto rei · f8 preto bispo · g8 preto cavalo · h8 preto torre · a7 preto peão · b7 preto peão · e7 preto peão · f7 preto peão · g7 preto peão · h7 preto peão · c6 preto peão · d5 preto peão · e5 branco peão · f5 preto bispo · d4 branco peão · a2 branco peão · b2 branco peão · c2 branco peão · f2 branco peão · g2 branco peão · h2 branco peão · a1 branco torre · b1 branco cavalo · c1 branco bispo · d1 branco rainha · e1 branco rei · f1 branco bispo · g1 branco cavalo · h1 branco torre | a8 preto torre · b8 preto cavalo · d8 preto rainha · e8 preto rei · f8 preto bispo · g8 preto cavalo · h8 preto torre · a7 preto peão · b7 preto peão · e7 preto peão · f7 preto peão · g7 preto peão · h7 preto peão · c6 preto peão · d5 preto peão · e5 branco peão · f5 preto bispo · d4 branco peão · a2 branco peão · b2 branco peão · c2 branco peão · f2 branco peão · g2 branco peão · h2 branco peão · a1 branco torre · b1 branco cavalo · c1 branco bispo · d1 branco rainha · e1 branco rei · f1 branco bispo · g1 branco cavalo · h1 branco torre | a8 preto torre · b8 preto cavalo · d8 preto rainha · e8 preto rei · f8 preto bispo · g8 preto cavalo · h8 preto torre · a7 preto peão · b7 preto peão · e7 preto peão · f7 preto peão · g7 preto peão · h7 preto peão · c6 preto peão · d5 preto peão · e5 branco peão · f5 preto bispo · d4 branco peão · a2 branco peão · b2 branco peão · c2 branco peão · f2 branco peão · g2 branco peão · h2 branco peão · a1 branco torre · b1 branco cavalo · c1 branco bispo · d1 branco rainha · e1 branco rei · f1 branco bispo · g1 branco cavalo · h1 branco torre | a8 preto torre · b8 preto cavalo · d8 preto rainha · e8 preto rei · f8 preto bispo · g8 preto cavalo · h8 preto torre · a7 preto peão · b7 preto peão · e7 preto peão · f7 preto peão · g7 preto peão · h7 preto peão · c6 preto peão · d5 preto peão · e5 branco peão · f5 preto bispo · d4 branco peão · a2 branco peão · b2 branco peão · c2 branco peão · f2 branco peão · g2 branco peão · h2 branco peão · a1 branco torre · b1 branco cavalo · c1 branco bispo · d1 branco rainha · e1 branco rei · f1 branco bispo · g1 branco cavalo · h1 branco torre | a8 preto torre · b8 preto cavalo · d8 preto rainha · e8 preto rei · f8 preto bispo · g8 preto cavalo · h8 preto torre · a7 preto peão · b7 preto peão · e7 preto peão · f7 preto peão · g7 preto peão · h7 preto peão · c6 preto peão · d5 preto peão · e5 branco peão · f5 preto bispo · d4 branco peão · a2 branco peão · b2 branco peão · c2 branco peão · f2 branco peão · g2 branco peão · h2 branco peão · a1 branco torre · b1 branco cavalo · c1 branco bispo · d1 branco rainha · e1 branco rei · f1 branco bispo · g1 branco cavalo · h1 branco torre | a8 preto torre · b8 preto cavalo · d8 preto rainha · e8 preto rei · f8 preto bispo · g8 preto cavalo · h8 preto torre · a7 preto peão · b7 preto peão · e7 preto peão · f7 preto peão · g7 preto peão · h7 preto peão · c6 preto peão · d5 preto peão · e5 branco peão · f5 preto bispo · d4 branco peão · a2 branco peão · b2 branco peão · c2 branco peão · f2 branco peão · g2 branco peão · h2 branco peão · a1 branco torre · b1 branco cavalo · c1 branco bispo · d1 branco rainha · e1 branco rei · f1 branco bispo · g1 branco cavalo · h1 branco torre | a8 preto torre · b8 preto cavalo · d8 preto rainha · e8 preto rei · f8 preto bispo · g8 preto cavalo · h8 preto torre · a7 preto peão · b7 preto peão · e7 preto peão · f7 preto peão · g7 preto peão · h7 preto peão · c6 preto peão · d5 preto peão · e5 branco peão · f5 preto bispo · d4 branco peão · a2 branco peão · b2 branco peão · c2 branco peão · f2 branco peão · g2 branco peão · h2 branco peão · a1 branco torre · b1 branco cavalo · c1 branco bispo · d1 branco rainha · e1 branco rei · f1 branco bispo · g1 branco cavalo · h1 branco torre | 6 |
| 5 | a8 preto torre · b8 preto cavalo · d8 preto rainha · e8 preto rei · f8 preto bispo · g8 preto cavalo · h8 preto torre · a7 preto peão · b7 preto peão · e7 preto peão · f7 preto peão · g7 preto peão · h7 preto peão · c6 preto peão · d5 preto peão · e5 branco peão · f5 preto bispo · d4 branco peão · a2 branco peão · b2 branco peão · c2 branco peão · f2 branco peão · g2 branco peão · h2 branco peão · a1 branco torre · b1 branco cavalo · c1 branco bispo · d1 branco rainha · e1 branco rei · f1 branco bispo · g1 branco cavalo · h1 branco torre | a8 preto torre · b8 preto cavalo · d8 preto rainha · e8 preto rei · f8 preto bispo · g8 preto cavalo · h8 preto torre · a7 preto peão · b7 preto peão · e7 preto peão · f7 preto peão · g7 preto peão · h7 preto peão · c6 preto peão · d5 preto peão · e5 branco peão · f5 preto bispo · d4 branco peão · a2 branco peão · b2 branco peão · c2 branco peão · f2 branco peão · g2 branco peão · h2 branco peão · a1 branco torre · b1 branco cavalo · c1 branco bispo · d1 branco rainha · e1 branco rei · f1 branco bispo · g1 branco cavalo · h1 branco torre | a8 preto torre · b8 preto cavalo · d8 preto rainha · e8 preto rei · f8 preto bispo · g8 preto cavalo · h8 preto torre · a7 preto peão · b7 preto peão · e7 preto peão · f7 preto peão · g7 preto peão · h7 preto peão · c6 preto peão · d5 preto peão · e5 branco peão · f5 preto bispo · d4 branco peão · a2 branco peão · b2 branco peão · c2 branco peão · f2 branco peão · g2 branco peão · h2 branco peão · a1 branco torre · b1 branco cavalo · c1 branco bispo · d1 branco rainha · e1 branco rei · f1 branco bispo · g1 branco cavalo · h1 branco torre | a8 preto torre · b8 preto cavalo · d8 preto rainha · e8 preto rei · f8 preto bispo · g8 preto cavalo · h8 preto torre · a7 preto peão · b7 preto peão · e7 preto peão · f7 preto peão · g7 preto peão · h7 preto peão · c6 preto peão · d5 preto peão · e5 branco peão · f5 preto bispo · d4 branco peão · a2 branco peão · b2 branco peão · c2 branco peão · f2 branco peão · g2 branco peão · h2 branco peão · a1 branco torre · b1 branco cavalo · c1 branco bispo · d1 branco rainha · e1 branco rei · f1 branco bispo · g1 branco cavalo · h1 branco torre | a8 preto torre · b8 preto cavalo · d8 preto rainha · e8 preto rei · f8 preto bispo · g8 preto cavalo · h8 preto torre · a7 preto peão · b7 preto peão · e7 preto peão · f7 preto peão · g7 preto peão · h7 preto peão · c6 preto peão · d5 preto peão · e5 branco peão · f5 preto bispo · d4 branco peão · a2 branco peão · b2 branco peão · c2 branco peão · f2 branco peão · g2 branco peão · h2 branco peão · a1 branco torre · b1 branco cavalo · c1 branco bispo · d1 branco rainha · e1 branco rei · f1 branco bispo · g1 branco cavalo · h1 branco torre | a8 preto torre · b8 preto cavalo · d8 preto rainha · e8 preto rei · f8 preto bispo · g8 preto cavalo · h8 preto torre · a7 preto peão · b7 preto peão · e7 preto peão · f7 preto peão · g7 preto peão · h7 preto peão · c6 preto peão · d5 preto peão · e5 branco peão · f5 preto bispo · d4 branco peão · a2 branco peão · b2 branco peão · c2 branco peão · f2 branco peão · g2 branco peão · h2 branco peão · a1 branco torre · b1 branco cavalo · c1 branco bispo · d1 branco rainha · e1 branco rei · f1 branco bispo · g1 branco cavalo · h1 branco torre | a8 preto torre · b8 preto cavalo · d8 preto rainha · e8 preto rei · f8 preto bispo · g8 preto cavalo · h8 preto torre · a7 preto peão · b7 preto peão · e7 preto peão · f7 preto peão · g7 preto peão · h7 preto peão · c6 preto peão · d5 preto peão · e5 branco peão · f5 preto bispo · d4 branco peão · a2 branco peão · b2 branco peão · c2 branco peão · f2 branco peão · g2 branco peão · h2 branco peão · a1 branco torre · b1 branco cavalo · c1 branco bispo · d1 branco rainha · e1 branco rei · f1 branco bispo · g1 branco cavalo · h1 branco torre | a8 preto torre · b8 preto cavalo · d8 preto rainha · e8 preto rei · f8 preto bispo · g8 preto cavalo · h8 preto torre · a7 preto peão · b7 preto peão · e7 preto peão · f7 preto peão · g7 preto peão · h7 preto peão · c6 preto peão · d5 preto peão · e5 branco peão · f5 preto bispo · d4 branco peão · a2 branco peão · b2 branco peão · c2 branco peão · f2 branco peão · g2 branco peão · h2 branco peão · a1 branco torre · b1 branco cavalo · c1 branco bispo · d1 branco rainha · e1 branco rei · f1 branco bispo · g1 branco cavalo · h1 branco torre | 5 |
| 4 | a8 preto torre · b8 preto cavalo · d8 preto rainha · e8 preto rei · f8 preto bispo · g8 preto cavalo · h8 preto torre · a7 preto peão · b7 preto peão · e7 preto peão · f7 preto peão · g7 preto peão · h7 preto peão · c6 preto peão · d5 preto peão · e5 branco peão · f5 preto bispo · d4 branco peão · a2 branco peão · b2 branco peão · c2 branco peão · f2 branco peão · g2 branco peão · h2 branco peão · a1 branco torre · b1 branco cavalo · c1 branco bispo · d1 branco rainha · e1 branco rei · f1 branco bispo · g1 branco cavalo · h1 branco torre | a8 preto torre · b8 preto cavalo · d8 preto rainha · e8 preto rei · f8 preto bispo · g8 preto cavalo · h8 preto torre · a7 preto peão · b7 preto peão · e7 preto peão · f7 preto peão · g7 preto peão · h7 preto peão · c6 preto peão · d5 preto peão · e5 branco peão · f5 preto bispo · d4 branco peão · a2 branco peão · b2 branco peão · c2 branco peão · f2 branco peão · g2 branco peão · h2 branco peão · a1 branco torre · b1 branco cavalo · c1 branco bispo · d1 branco rainha · e1 branco rei · f1 branco bispo · g1 branco cavalo · h1 branco torre | a8 preto torre · b8 preto cavalo · d8 preto rainha · e8 preto rei · f8 preto bispo · g8 preto cavalo · h8 preto torre · a7 preto peão · b7 preto peão · e7 preto peão · f7 preto peão · g7 preto peão · h7 preto peão · c6 preto peão · d5 preto peão · e5 branco peão · f5 preto bispo · d4 branco peão · a2 branco peão · b2 branco peão · c2 branco peão · f2 branco peão · g2 branco peão · h2 branco peão · a1 branco torre · b1 branco cavalo · c1 branco bispo · d1 branco rainha · e1 branco rei · f1 branco bispo · g1 branco cavalo · h1 branco torre | a8 preto torre · b8 preto cavalo · d8 preto rainha · e8 preto rei · f8 preto bispo · g8 preto cavalo · h8 preto torre · a7 preto peão · b7 preto peão · e7 preto peão · f7 preto peão · g7 preto peão · h7 preto peão · c6 preto peão · d5 preto peão · e5 branco peão · f5 preto bispo · d4 branco peão · a2 branco peão · b2 branco peão · c2 branco peão · f2 branco peão · g2 branco peão · h2 branco peão · a1 branco torre · b1 branco cavalo · c1 branco bispo · d1 branco rainha · e1 branco rei · f1 branco bispo · g1 branco cavalo · h1 branco torre | a8 preto torre · b8 preto cavalo · d8 preto rainha · e8 preto rei · f8 preto bispo · g8 preto cavalo · h8 preto torre · a7 preto peão · b7 preto peão · e7 preto peão · f7 preto peão · g7 preto peão · h7 preto peão · c6 preto peão · d5 preto peão · e5 branco peão · f5 preto bispo · d4 branco peão · a2 branco peão · b2 branco peão · c2 branco peão · f2 branco peão · g2 branco peão · h2 branco peão · a1 branco torre · b1 branco cavalo · c1 branco bispo · d1 branco rainha · e1 branco rei · f1 branco bispo · g1 branco cavalo · h1 branco torre | a8 preto torre · b8 preto cavalo · d8 preto rainha · e8 preto rei · f8 preto bispo · g8 preto cavalo · h8 preto torre · a7 preto peão · b7 preto peão · e7 preto peão · f7 preto peão · g7 preto peão · h7 preto peão · c6 preto peão · d5 preto peão · e5 branco peão · f5 preto bispo · d4 branco peão · a2 branco peão · b2 branco peão · c2 branco peão · f2 branco peão · g2 branco peão · h2 branco peão · a1 branco torre · b1 branco cavalo · c1 branco bispo · d1 branco rainha · e1 branco rei · f1 branco bispo · g1 branco cavalo · h1 branco torre | a8 preto torre · b8 preto cavalo · d8 preto rainha · e8 preto rei · f8 preto bispo · g8 preto cavalo · h8 preto torre · a7 preto peão · b7 preto peão · e7 preto peão · f7 preto peão · g7 preto peão · h7 preto peão · c6 preto peão · d5 preto peão · e5 branco peão · f5 preto bispo · d4 branco peão · a2 branco peão · b2 branco peão · c2 branco peão · f2 branco peão · g2 branco peão · h2 branco peão · a1 branco torre · b1 branco cavalo · c1 branco bispo · d1 branco rainha · e1 branco rei · f1 branco bispo · g1 branco cavalo · h1 branco torre | a8 preto torre · b8 preto cavalo · d8 preto rainha · e8 preto rei · f8 preto bispo · g8 preto cavalo · h8 preto torre · a7 preto peão · b7 preto peão · e7 preto peão · f7 preto peão · g7 preto peão · h7 preto peão · c6 preto peão · d5 preto peão · e5 branco peão · f5 preto bispo · d4 branco peão · a2 branco peão · b2 branco peão · c2 branco peão · f2 branco peão · g2 branco peão · h2 branco peão · a1 branco torre · b1 branco cavalo · c1 branco bispo · d1 branco rainha · e1 branco rei · f1 branco bispo · g1 branco cavalo · h1 branco torre | 4 |
| 3 | a8 preto torre · b8 preto cavalo · d8 preto rainha · e8 preto rei · f8 preto bispo · g8 preto cavalo · h8 preto torre · a7 preto peão · b7 preto peão · e7 preto peão · f7 preto peão · g7 preto peão · h7 preto peão · c6 preto peão · d5 preto peão · e5 branco peão · f5 preto bispo · d4 branco peão · a2 branco peão · b2 branco peão · c2 branco peão · f2 branco peão · g2 branco peão · h2 branco peão · a1 branco torre · b1 branco cavalo · c1 branco bispo · d1 branco rainha · e1 branco rei · f1 branco bispo · g1 branco cavalo · h1 branco torre | a8 preto torre · b8 preto cavalo · d8 preto rainha · e8 preto rei · f8 preto bispo · g8 preto cavalo · h8 preto torre · a7 preto peão · b7 preto peão · e7 preto peão · f7 preto peão · g7 preto peão · h7 preto peão · c6 preto peão · d5 preto peão · e5 branco peão · f5 preto bispo · d4 branco peão · a2 branco peão · b2 branco peão · c2 branco peão · f2 branco peão · g2 branco peão · h2 branco peão · a1 branco torre · b1 branco cavalo · c1 branco bispo · d1 branco rainha · e1 branco rei · f1 branco bispo · g1 branco cavalo · h1 branco torre | a8 preto torre · b8 preto cavalo · d8 preto rainha · e8 preto rei · f8 preto bispo · g8 preto cavalo · h8 preto torre · a7 preto peão · b7 preto peão · e7 preto peão · f7 preto peão · g7 preto peão · h7 preto peão · c6 preto peão · d5 preto peão · e5 branco peão · f5 preto bispo · d4 branco peão · a2 branco peão · b2 branco peão · c2 branco peão · f2 branco peão · g2 branco peão · h2 branco peão · a1 branco torre · b1 branco cavalo · c1 branco bispo · d1 branco rainha · e1 branco rei · f1 branco bispo · g1 branco cavalo · h1 branco torre | a8 preto torre · b8 preto cavalo · d8 preto rainha · e8 preto rei · f8 preto bispo · g8 preto cavalo · h8 preto torre · a7 preto peão · b7 preto peão · e7 preto peão · f7 preto peão · g7 preto peão · h7 preto peão · c6 preto peão · d5 preto peão · e5 branco peão · f5 preto bispo · d4 branco peão · a2 branco peão · b2 branco peão · c2 branco peão · f2 branco peão · g2 branco peão · h2 branco peão · a1 branco torre · b1 branco cavalo · c1 branco bispo · d1 branco rainha · e1 branco rei · f1 branco bispo · g1 branco cavalo · h1 branco torre | a8 preto torre · b8 preto cavalo · d8 preto rainha · e8 preto rei · f8 preto bispo · g8 preto cavalo · h8 preto torre · a7 preto peão · b7 preto peão · e7 preto peão · f7 preto peão · g7 preto peão · h7 preto peão · c6 preto peão · d5 preto peão · e5 branco peão · f5 preto bispo · d4 branco peão · a2 branco peão · b2 branco peão · c2 branco peão · f2 branco peão · g2 branco peão · h2 branco peão · a1 branco torre · b1 branco cavalo · c1 branco bispo · d1 branco rainha · e1 branco rei · f1 branco bispo · g1 branco cavalo · h1 branco torre | a8 preto torre · b8 preto cavalo · d8 preto rainha · e8 preto rei · f8 preto bispo · g8 preto cavalo · h8 preto torre · a7 preto peão · b7 preto peão · e7 preto peão · f7 preto peão · g7 preto peão · h7 preto peão · c6 preto peão · d5 preto peão · e5 branco peão · f5 preto bispo · d4 branco peão · a2 branco peão · b2 branco peão · c2 branco peão · f2 branco peão · g2 branco peão · h2 branco peão · a1 branco torre · b1 branco cavalo · c1 branco bispo · d1 branco rainha · e1 branco rei · f1 branco bispo · g1 branco cavalo · h1 branco torre | a8 preto torre · b8 preto cavalo · d8 preto rainha · e8 preto rei · f8 preto bispo · g8 preto cavalo · h8 preto torre · a7 preto peão · b7 preto peão · e7 preto peão · f7 preto peão · g7 preto peão · h7 preto peão · c6 preto peão · d5 preto peão · e5 branco peão · f5 preto bispo · d4 branco peão · a2 branco peão · b2 branco peão · c2 branco peão · f2 branco peão · g2 branco peão · h2 branco peão · a1 branco torre · b1 branco cavalo · c1 branco bispo · d1 branco rainha · e1 branco rei · f1 branco bispo · g1 branco cavalo · h1 branco torre | a8 preto torre · b8 preto cavalo · d8 preto rainha · e8 preto rei · f8 preto bispo · g8 preto cavalo · h8 preto torre · a7 preto peão · b7 preto peão · e7 preto peão · f7 preto peão · g7 preto peão · h7 preto peão · c6 preto peão · d5 preto peão · e5 branco peão · f5 preto bispo · d4 branco peão · a2 branco peão · b2 branco peão · c2 branco peão · f2 branco peão · g2 branco peão · h2 branco peão · a1 branco torre · b1 branco cavalo · c1 branco bispo · d1 branco rainha · e1 branco rei · f1 branco bispo · g1 branco cavalo · h1 branco torre | 3 |
| 2 | a8 preto torre · b8 preto cavalo · d8 preto rainha · e8 preto rei · f8 preto bispo · g8 preto cavalo · h8 preto torre · a7 preto peão · b7 preto peão · e7 preto peão · f7 preto peão · g7 preto peão · h7 preto peão · c6 preto peão · d5 preto peão · e5 branco peão · f5 preto bispo · d4 branco peão · a2 branco peão · b2 branco peão · c2 branco peão · f2 branco peão · g2 branco peão · h2 branco peão · a1 branco torre · b1 branco cavalo · c1 branco bispo · d1 branco rainha · e1 branco rei · f1 branco bispo · g1 branco cavalo · h1 branco torre | a8 preto torre · b8 preto cavalo · d8 preto rainha · e8 preto rei · f8 preto bispo · g8 preto cavalo · h8 preto torre · a7 preto peão · b7 preto peão · e7 preto peão · f7 preto peão · g7 preto peão · h7 preto peão · c6 preto peão · d5 preto peão · e5 branco peão · f5 preto bispo · d4 branco peão · a2 branco peão · b2 branco peão · c2 branco peão · f2 branco peão · g2 branco peão · h2 branco peão · a1 branco torre · b1 branco cavalo · c1 branco bispo · d1 branco rainha · e1 branco rei · f1 branco bispo · g1 branco cavalo · h1 branco torre | a8 preto torre · b8 preto cavalo · d8 preto rainha · e8 preto rei · f8 preto bispo · g8 preto cavalo · h8 preto torre · a7 preto peão · b7 preto peão · e7 preto peão · f7 preto peão · g7 preto peão · h7 preto peão · c6 preto peão · d5 preto peão · e5 branco peão · f5 preto bispo · d4 branco peão · a2 branco peão · b2 branco peão · c2 branco peão · f2 branco peão · g2 branco peão · h2 branco peão · a1 branco torre · b1 branco cavalo · c1 branco bispo · d1 branco rainha · e1 branco rei · f1 branco bispo · g1 branco cavalo · h1 branco torre | a8 preto torre · b8 preto cavalo · d8 preto rainha · e8 preto rei · f8 preto bispo · g8 preto cavalo · h8 preto torre · a7 preto peão · b7 preto peão · e7 preto peão · f7 preto peão · g7 preto peão · h7 preto peão · c6 preto peão · d5 preto peão · e5 branco peão · f5 preto bispo · d4 branco peão · a2 branco peão · b2 branco peão · c2 branco peão · f2 branco peão · g2 branco peão · h2 branco peão · a1 branco torre · b1 branco cavalo · c1 branco bispo · d1 branco rainha · e1 branco rei · f1 branco bispo · g1 branco cavalo · h1 branco torre | a8 preto torre · b8 preto cavalo · d8 preto rainha · e8 preto rei · f8 preto bispo · g8 preto cavalo · h8 preto torre · a7 preto peão · b7 preto peão · e7 preto peão · f7 preto peão · g7 preto peão · h7 preto peão · c6 preto peão · d5 preto peão · e5 branco peão · f5 preto bispo · d4 branco peão · a2 branco peão · b2 branco peão · c2 branco peão · f2 branco peão · g2 branco peão · h2 branco peão · a1 branco torre · b1 branco cavalo · c1 branco bispo · d1 branco rainha · e1 branco rei · f1 branco bispo · g1 branco cavalo · h1 branco torre | a8 preto torre · b8 preto cavalo · d8 preto rainha · e8 preto rei · f8 preto bispo · g8 preto cavalo · h8 preto torre · a7 preto peão · b7 preto peão · e7 preto peão · f7 preto peão · g7 preto peão · h7 preto peão · c6 preto peão · d5 preto peão · e5 branco peão · f5 preto bispo · d4 branco peão · a2 branco peão · b2 branco peão · c2 branco peão · f2 branco peão · g2 branco peão · h2 branco peão · a1 branco torre · b1 branco cavalo · c1 branco bispo · d1 branco rainha · e1 branco rei · f1 branco bispo · g1 branco cavalo · h1 branco torre | a8 preto torre · b8 preto cavalo · d8 preto rainha · e8 preto rei · f8 preto bispo · g8 preto cavalo · h8 preto torre · a7 preto peão · b7 preto peão · e7 preto peão · f7 preto peão · g7 preto peão · h7 preto peão · c6 preto peão · d5 preto peão · e5 branco peão · f5 preto bispo · d4 branco peão · a2 branco peão · b2 branco peão · c2 branco peão · f2 branco peão · g2 branco peão · h2 branco peão · a1 branco torre · b1 branco cavalo · c1 branco bispo · d1 branco rainha · e1 branco rei · f1 branco bispo · g1 branco cavalo · h1 branco torre | a8 preto torre · b8 preto cavalo · d8 preto rainha · e8 preto rei · f8 preto bispo · g8 preto cavalo · h8 preto torre · a7 preto peão · b7 preto peão · e7 preto peão · f7 preto peão · g7 preto peão · h7 preto peão · c6 preto peão · d5 preto peão · e5 branco peão · f5 preto bispo · d4 branco peão · a2 branco peão · b2 branco peão · c2 branco peão · f2 branco peão · g2 branco peão · h2 branco peão · a1 branco torre · b1 branco cavalo · c1 branco bispo · d1 branco rainha · e1 branco rei · f1 branco bispo · g1 branco cavalo · h1 branco torre | 2 |
| 1 | a8 preto torre · b8 preto cavalo · d8 preto rainha · e8 preto rei · f8 preto bispo · g8 preto cavalo · h8 preto torre · a7 preto peão · b7 preto peão · e7 preto peão · f7 preto peão · g7 preto peão · h7 preto peão · c6 preto peão · d5 preto peão · e5 branco peão · f5 preto bispo · d4 branco peão · a2 branco peão · b2 branco peão · c2 branco peão · f2 branco peão · g2 branco peão · h2 branco peão · a1 branco torre · b1 branco cavalo · c1 branco bispo · d1 branco rainha · e1 branco rei · f1 branco bispo · g1 branco cavalo · h1 branco torre | a8 preto torre · b8 preto cavalo · d8 preto rainha · e8 preto rei · f8 preto bispo · g8 preto cavalo · h8 preto torre · a7 preto peão · b7 preto peão · e7 preto peão · f7 preto peão · g7 preto peão · h7 preto peão · c6 preto peão · d5 preto peão · e5 branco peão · f5 preto bispo · d4 branco peão · a2 branco peão · b2 branco peão · c2 branco peão · f2 branco peão · g2 branco peão · h2 branco peão · a1 branco torre · b1 branco cavalo · c1 branco bispo · d1 branco rainha · e1 branco rei · f1 branco bispo · g1 branco cavalo · h1 branco torre | a8 preto torre · b8 preto cavalo · d8 preto rainha · e8 preto rei · f8 preto bispo · g8 preto cavalo · h8 preto torre · a7 preto peão · b7 preto peão · e7 preto peão · f7 preto peão · g7 preto peão · h7 preto peão · c6 preto peão · d5 preto peão · e5 branco peão · f5 preto bispo · d4 branco peão · a2 branco peão · b2 branco peão · c2 branco peão · f2 branco peão · g2 branco peão · h2 branco peão · a1 branco torre · b1 branco cavalo · c1 branco bispo · d1 branco rainha · e1 branco rei · f1 branco bispo · g1 branco cavalo · h1 branco torre | a8 preto torre · b8 preto cavalo · d8 preto rainha · e8 preto rei · f8 preto bispo · g8 preto cavalo · h8 preto torre · a7 preto peão · b7 preto peão · e7 preto peão · f7 preto peão · g7 preto peão · h7 preto peão · c6 preto peão · d5 preto peão · e5 branco peão · f5 preto bispo · d4 branco peão · a2 branco peão · b2 branco peão · c2 branco peão · f2 branco peão · g2 branco peão · h2 branco peão · a1 branco torre · b1 branco cavalo · c1 branco bispo · d1 branco rainha · e1 branco rei · f1 branco bispo · g1 branco cavalo · h1 branco torre | a8 preto torre · b8 preto cavalo · d8 preto rainha · e8 preto rei · f8 preto bispo · g8 preto cavalo · h8 preto torre · a7 preto peão · b7 preto peão · e7 preto peão · f7 preto peão · g7 preto peão · h7 preto peão · c6 preto peão · d5 preto peão · e5 branco peão · f5 preto bispo · d4 branco peão · a2 branco peão · b2 branco peão · c2 branco peão · f2 branco peão · g2 branco peão · h2 branco peão · a1 branco torre · b1 branco cavalo · c1 branco bispo · d1 branco rainha · e1 branco rei · f1 branco bispo · g1 branco cavalo · h1 branco torre | a8 preto torre · b8 preto cavalo · d8 preto rainha · e8 preto rei · f8 preto bispo · g8 preto cavalo · h8 preto torre · a7 preto peão · b7 preto peão · e7 preto peão · f7 preto peão · g7 preto peão · h7 preto peão · c6 preto peão · d5 preto peão · e5 branco peão · f5 preto bispo · d4 branco peão · a2 branco peão · b2 branco peão · c2 branco peão · f2 branco peão · g2 branco peão · h2 branco peão · a1 branco torre · b1 branco cavalo · c1 branco bispo · d1 branco rainha · e1 branco rei · f1 branco bispo · g1 branco cavalo · h1 branco torre | a8 preto torre · b8 preto cavalo · d8 preto rainha · e8 preto rei · f8 preto bispo · g8 preto cavalo · h8 preto torre · a7 preto peão · b7 preto peão · e7 preto peão · f7 preto peão · g7 preto peão · h7 preto peão · c6 preto peão · d5 preto peão · e5 branco peão · f5 preto bispo · d4 branco peão · a2 branco peão · b2 branco peão · c2 branco peão · f2 branco peão · g2 branco peão · h2 branco peão · a1 branco torre · b1 branco cavalo · c1 branco bispo · d1 branco rainha · e1 branco rei · f1 branco bispo · g1 branco cavalo · h1 branco torre | a8 preto torre · b8 preto cavalo · d8 preto rainha · e8 preto rei · f8 preto bispo · g8 preto cavalo · h8 preto torre · a7 preto peão · b7 preto peão · e7 preto peão · f7 preto peão · g7 preto peão · h7 preto peão · c6 preto peão · d5 preto peão · e5 branco peão · f5 preto bispo · d4 branco peão · a2 branco peão · b2 branco peão · c2 branco peão · f2 branco peão · g2 branco peão · h2 branco peão · a1 branco torre · b1 branco cavalo · c1 branco bispo · d1 branco rainha · e1 branco rei · f1 branco bispo · g1 branco cavalo · h1 branco torre | 1 |
|   | a | b | c | d | e | f | g | h |   |

Nesta variação se joga:
1.e4 c6
2.d4 d5
3.e5 Bf5
avançando o peão central e5. Ela ganhou popularidade ainda que tenha sido considerada fraca anteriormente. Leva a uma posição semelhante às derivadas da defesa francesa, mas sem o bispo mau de casas brancas. Esta linha foi revitalizada por linhas agressivas como o Ataque Bayonet (4.Nc3 e6 5.g4) ou linhas menos ambiciosas popularizadas pelo GM inglês Nigel Short e o GM americano Gata Kamsky (4.Nf3 e6 5.Be2 c5 6.Be3) e regularmente aparece em jogos de alto nível.
O movimento preto 3. . .c5!? é também uma alternativa importante; em comparação à defesa francesa as pretas economizam o tempo normalmente gasto com ... e6 , por outro lado, as brancas só podem explorar esta posição enfraquecendo sua própria formação de peões jogado 4. dxc5, sendo que as pretas têm boas chances de recuperar o peão.

## Variante das trocas
|   | a | b | c | d | e | f | g | h |   |
| 8 | a8 preto torre · b8 preto cavalo · c8 preto bispo · d8 preto rainha · e8 preto rei · f8 preto bispo · g8 preto cavalo · h8 preto torre · a7 preto peão · b7 preto peão · e7 preto peão · f7 preto peão · g7 preto peão · h7 preto peão · d5 preto peão · d4 branco peão · a2 branco peão · b2 branco peão · c2 branco peão · f2 branco peão · g2 branco peão · h2 branco peão · a1 branco torre · b1 branco cavalo · c1 branco bispo · d1 branco rainha · e1 branco rei · f1 branco bispo · g1 branco cavalo · h1 branco torre | a8 preto torre · b8 preto cavalo · c8 preto bispo · d8 preto rainha · e8 preto rei · f8 preto bispo · g8 preto cavalo · h8 preto torre · a7 preto peão · b7 preto peão · e7 preto peão · f7 preto peão · g7 preto peão · h7 preto peão · d5 preto peão · d4 branco peão · a2 branco peão · b2 branco peão · c2 branco peão · f2 branco peão · g2 branco peão · h2 branco peão · a1 branco torre · b1 branco cavalo · c1 branco bispo · d1 branco rainha · e1 branco rei · f1 branco bispo · g1 branco cavalo · h1 branco torre | a8 preto torre · b8 preto cavalo · c8 preto bispo · d8 preto rainha · e8 preto rei · f8 preto bispo · g8 preto cavalo · h8 preto torre · a7 preto peão · b7 preto peão · e7 preto peão · f7 preto peão · g7 preto peão · h7 preto peão · d5 preto peão · d4 branco peão · a2 branco peão · b2 branco peão · c2 branco peão · f2 branco peão · g2 branco peão · h2 branco peão · a1 branco torre · b1 branco cavalo · c1 branco bispo · d1 branco rainha · e1 branco rei · f1 branco bispo · g1 branco cavalo · h1 branco torre | a8 preto torre · b8 preto cavalo · c8 preto bispo · d8 preto rainha · e8 preto rei · f8 preto bispo · g8 preto cavalo · h8 preto torre · a7 preto peão · b7 preto peão · e7 preto peão · f7 preto peão · g7 preto peão · h7 preto peão · d5 preto peão · d4 branco peão · a2 branco peão · b2 branco peão · c2 branco peão · f2 branco peão · g2 branco peão · h2 branco peão · a1 branco torre · b1 branco cavalo · c1 branco bispo · d1 branco rainha · e1 branco rei · f1 branco bispo · g1 branco cavalo · h1 branco torre | a8 preto torre · b8 preto cavalo · c8 preto bispo · d8 preto rainha · e8 preto rei · f8 preto bispo · g8 preto cavalo · h8 preto torre · a7 preto peão · b7 preto peão · e7 preto peão · f7 preto peão · g7 preto peão · h7 preto peão · d5 preto peão · d4 branco peão · a2 branco peão · b2 branco peão · c2 branco peão · f2 branco peão · g2 branco peão · h2 branco peão · a1 branco torre · b1 branco cavalo · c1 branco bispo · d1 branco rainha · e1 branco rei · f1 branco bispo · g1 branco cavalo · h1 branco torre | a8 preto torre · b8 preto cavalo · c8 preto bispo · d8 preto rainha · e8 preto rei · f8 preto bispo · g8 preto cavalo · h8 preto torre · a7 preto peão · b7 preto peão · e7 preto peão · f7 preto peão · g7 preto peão · h7 preto peão · d5 preto peão · d4 branco peão · a2 branco peão · b2 branco peão · c2 branco peão · f2 branco peão · g2 branco peão · h2 branco peão · a1 branco torre · b1 branco cavalo · c1 branco bispo · d1 branco rainha · e1 branco rei · f1 branco bispo · g1 branco cavalo · h1 branco torre | a8 preto torre · b8 preto cavalo · c8 preto bispo · d8 preto rainha · e8 preto rei · f8 preto bispo · g8 preto cavalo · h8 preto torre · a7 preto peão · b7 preto peão · e7 preto peão · f7 preto peão · g7 preto peão · h7 preto peão · d5 preto peão · d4 branco peão · a2 branco peão · b2 branco peão · c2 branco peão · f2 branco peão · g2 branco peão · h2 branco peão · a1 branco torre · b1 branco cavalo · c1 branco bispo · d1 branco rainha · e1 branco rei · f1 branco bispo · g1 branco cavalo · h1 branco torre | a8 preto torre · b8 preto cavalo · c8 preto bispo · d8 preto rainha · e8 preto rei · f8 preto bispo · g8 preto cavalo · h8 preto torre · a7 preto peão · b7 preto peão · e7 preto peão · f7 preto peão · g7 preto peão · h7 preto peão · d5 preto peão · d4 branco peão · a2 branco peão · b2 branco peão · c2 branco peão · f2 branco peão · g2 branco peão · h2 branco peão · a1 branco torre · b1 branco cavalo · c1 branco bispo · d1 branco rainha · e1 branco rei · f1 branco bispo · g1 branco cavalo · h1 branco torre | 8 |
| 7 | a8 preto torre · b8 preto cavalo · c8 preto bispo · d8 preto rainha · e8 preto rei · f8 preto bispo · g8 preto cavalo · h8 preto torre · a7 preto peão · b7 preto peão · e7 preto peão · f7 preto peão · g7 preto peão · h7 preto peão · d5 preto peão · d4 branco peão · a2 branco peão · b2 branco peão · c2 branco peão · f2 branco peão · g2 branco peão · h2 branco peão · a1 branco torre · b1 branco cavalo · c1 branco bispo · d1 branco rainha · e1 branco rei · f1 branco bispo · g1 branco cavalo · h1 branco torre | a8 preto torre · b8 preto cavalo · c8 preto bispo · d8 preto rainha · e8 preto rei · f8 preto bispo · g8 preto cavalo · h8 preto torre · a7 preto peão · b7 preto peão · e7 preto peão · f7 preto peão · g7 preto peão · h7 preto peão · d5 preto peão · d4 branco peão · a2 branco peão · b2 branco peão · c2 branco peão · f2 branco peão · g2 branco peão · h2 branco peão · a1 branco torre · b1 branco cavalo · c1 branco bispo · d1 branco rainha · e1 branco rei · f1 branco bispo · g1 branco cavalo · h1 branco torre | a8 preto torre · b8 preto cavalo · c8 preto bispo · d8 preto rainha · e8 preto rei · f8 preto bispo · g8 preto cavalo · h8 preto torre · a7 preto peão · b7 preto peão · e7 preto peão · f7 preto peão · g7 preto peão · h7 preto peão · d5 preto peão · d4 branco peão · a2 branco peão · b2 branco peão · c2 branco peão · f2 branco peão · g2 branco peão · h2 branco peão · a1 branco torre · b1 branco cavalo · c1 branco bispo · d1 branco rainha · e1 branco rei · f1 branco bispo · g1 branco cavalo · h1 branco torre | a8 preto torre · b8 preto cavalo · c8 preto bispo · d8 preto rainha · e8 preto rei · f8 preto bispo · g8 preto cavalo · h8 preto torre · a7 preto peão · b7 preto peão · e7 preto peão · f7 preto peão · g7 preto peão · h7 preto peão · d5 preto peão · d4 branco peão · a2 branco peão · b2 branco peão · c2 branco peão · f2 branco peão · g2 branco peão · h2 branco peão · a1 branco torre · b1 branco cavalo · c1 branco bispo · d1 branco rainha · e1 branco rei · f1 branco bispo · g1 branco cavalo · h1 branco torre | a8 preto torre · b8 preto cavalo · c8 preto bispo · d8 preto rainha · e8 preto rei · f8 preto bispo · g8 preto cavalo · h8 preto torre · a7 preto peão · b7 preto peão · e7 preto peão · f7 preto peão · g7 preto peão · h7 preto peão · d5 preto peão · d4 branco peão · a2 branco peão · b2 branco peão · c2 branco peão · f2 branco peão · g2 branco peão · h2 branco peão · a1 branco torre · b1 branco cavalo · c1 branco bispo · d1 branco rainha · e1 branco rei · f1 branco bispo · g1 branco cavalo · h1 branco torre | a8 preto torre · b8 preto cavalo · c8 preto bispo · d8 preto rainha · e8 preto rei · f8 preto bispo · g8 preto cavalo · h8 preto torre · a7 preto peão · b7 preto peão · e7 preto peão · f7 preto peão · g7 preto peão · h7 preto peão · d5 preto peão · d4 branco peão · a2 branco peão · b2 branco peão · c2 branco peão · f2 branco peão · g2 branco peão · h2 branco peão · a1 branco torre · b1 branco cavalo · c1 branco bispo · d1 branco rainha · e1 branco rei · f1 branco bispo · g1 branco cavalo · h1 branco torre | a8 preto torre · b8 preto cavalo · c8 preto bispo · d8 preto rainha · e8 preto rei · f8 preto bispo · g8 preto cavalo · h8 preto torre · a7 preto peão · b7 preto peão · e7 preto peão · f7 preto peão · g7 preto peão · h7 preto peão · d5 preto peão · d4 branco peão · a2 branco peão · b2 branco peão · c2 branco peão · f2 branco peão · g2 branco peão · h2 branco peão · a1 branco torre · b1 branco cavalo · c1 branco bispo · d1 branco rainha · e1 branco rei · f1 branco bispo · g1 branco cavalo · h1 branco torre | a8 preto torre · b8 preto cavalo · c8 preto bispo · d8 preto rainha · e8 preto rei · f8 preto bispo · g8 preto cavalo · h8 preto torre · a7 preto peão · b7 preto peão · e7 preto peão · f7 preto peão · g7 preto peão · h7 preto peão · d5 preto peão · d4 branco peão · a2 branco peão · b2 branco peão · c2 branco peão · f2 branco peão · g2 branco peão · h2 branco peão · a1 branco torre · b1 branco cavalo · c1 branco bispo · d1 branco rainha · e1 branco rei · f1 branco bispo · g1 branco cavalo · h1 branco torre | 7 |
| 6 | a8 preto torre · b8 preto cavalo · c8 preto bispo · d8 preto rainha · e8 preto rei · f8 preto bispo · g8 preto cavalo · h8 preto torre · a7 preto peão · b7 preto peão · e7 preto peão · f7 preto peão · g7 preto peão · h7 preto peão · d5 preto peão · d4 branco peão · a2 branco peão · b2 branco peão · c2 branco peão · f2 branco peão · g2 branco peão · h2 branco peão · a1 branco torre · b1 branco cavalo · c1 branco bispo · d1 branco rainha · e1 branco rei · f1 branco bispo · g1 branco cavalo · h1 branco torre | a8 preto torre · b8 preto cavalo · c8 preto bispo · d8 preto rainha · e8 preto rei · f8 preto bispo · g8 preto cavalo · h8 preto torre · a7 preto peão · b7 preto peão · e7 preto peão · f7 preto peão · g7 preto peão · h7 preto peão · d5 preto peão · d4 branco peão · a2 branco peão · b2 branco peão · c2 branco peão · f2 branco peão · g2 branco peão · h2 branco peão · a1 branco torre · b1 branco cavalo · c1 branco bispo · d1 branco rainha · e1 branco rei · f1 branco bispo · g1 branco cavalo · h1 branco torre | a8 preto torre · b8 preto cavalo · c8 preto bispo · d8 preto rainha · e8 preto rei · f8 preto bispo · g8 preto cavalo · h8 preto torre · a7 preto peão · b7 preto peão · e7 preto peão · f7 preto peão · g7 preto peão · h7 preto peão · d5 preto peão · d4 branco peão · a2 branco peão · b2 branco peão · c2 branco peão · f2 branco peão · g2 branco peão · h2 branco peão · a1 branco torre · b1 branco cavalo · c1 branco bispo · d1 branco rainha · e1 branco rei · f1 branco bispo · g1 branco cavalo · h1 branco torre | a8 preto torre · b8 preto cavalo · c8 preto bispo · d8 preto rainha · e8 preto rei · f8 preto bispo · g8 preto cavalo · h8 preto torre · a7 preto peão · b7 preto peão · e7 preto peão · f7 preto peão · g7 preto peão · h7 preto peão · d5 preto peão · d4 branco peão · a2 branco peão · b2 branco peão · c2 branco peão · f2 branco peão · g2 branco peão · h2 branco peão · a1 branco torre · b1 branco cavalo · c1 branco bispo · d1 branco rainha · e1 branco rei · f1 branco bispo · g1 branco cavalo · h1 branco torre | a8 preto torre · b8 preto cavalo · c8 preto bispo · d8 preto rainha · e8 preto rei · f8 preto bispo · g8 preto cavalo · h8 preto torre · a7 preto peão · b7 preto peão · e7 preto peão · f7 preto peão · g7 preto peão · h7 preto peão · d5 preto peão · d4 branco peão · a2 branco peão · b2 branco peão · c2 branco peão · f2 branco peão · g2 branco peão · h2 branco peão · a1 branco torre · b1 branco cavalo · c1 branco bispo · d1 branco rainha · e1 branco rei · f1 branco bispo · g1 branco cavalo · h1 branco torre | a8 preto torre · b8 preto cavalo · c8 preto bispo · d8 preto rainha · e8 preto rei · f8 preto bispo · g8 preto cavalo · h8 preto torre · a7 preto peão · b7 preto peão · e7 preto peão · f7 preto peão · g7 preto peão · h7 preto peão · d5 preto peão · d4 branco peão · a2 branco peão · b2 branco peão · c2 branco peão · f2 branco peão · g2 branco peão · h2 branco peão · a1 branco torre · b1 branco cavalo · c1 branco bispo · d1 branco rainha · e1 branco rei · f1 branco bispo · g1 branco cavalo · h1 branco torre | a8 preto torre · b8 preto cavalo · c8 preto bispo · d8 preto rainha · e8 preto rei · f8 preto bispo · g8 preto cavalo · h8 preto torre · a7 preto peão · b7 preto peão · e7 preto peão · f7 preto peão · g7 preto peão · h7 preto peão · d5 preto peão · d4 branco peão · a2 branco peão · b2 branco peão · c2 branco peão · f2 branco peão · g2 branco peão · h2 branco peão · a1 branco torre · b1 branco cavalo · c1 branco bispo · d1 branco rainha · e1 branco rei · f1 branco bispo · g1 branco cavalo · h1 branco torre | a8 preto torre · b8 preto cavalo · c8 preto bispo · d8 preto rainha · e8 preto rei · f8 preto bispo · g8 preto cavalo · h8 preto torre · a7 preto peão · b7 preto peão · e7 preto peão · f7 preto peão · g7 preto peão · h7 preto peão · d5 preto peão · d4 branco peão · a2 branco peão · b2 branco peão · c2 branco peão · f2 branco peão · g2 branco peão · h2 branco peão · a1 branco torre · b1 branco cavalo · c1 branco bispo · d1 branco rainha · e1 branco rei · f1 branco bispo · g1 branco cavalo · h1 branco torre | 6 |
| 5 | a8 preto torre · b8 preto cavalo · c8 preto bispo · d8 preto rainha · e8 preto rei · f8 preto bispo · g8 preto cavalo · h8 preto torre · a7 preto peão · b7 preto peão · e7 preto peão · f7 preto peão · g7 preto peão · h7 preto peão · d5 preto peão · d4 branco peão · a2 branco peão · b2 branco peão · c2 branco peão · f2 branco peão · g2 branco peão · h2 branco peão · a1 branco torre · b1 branco cavalo · c1 branco bispo · d1 branco rainha · e1 branco rei · f1 branco bispo · g1 branco cavalo · h1 branco torre | a8 preto torre · b8 preto cavalo · c8 preto bispo · d8 preto rainha · e8 preto rei · f8 preto bispo · g8 preto cavalo · h8 preto torre · a7 preto peão · b7 preto peão · e7 preto peão · f7 preto peão · g7 preto peão · h7 preto peão · d5 preto peão · d4 branco peão · a2 branco peão · b2 branco peão · c2 branco peão · f2 branco peão · g2 branco peão · h2 branco peão · a1 branco torre · b1 branco cavalo · c1 branco bispo · d1 branco rainha · e1 branco rei · f1 branco bispo · g1 branco cavalo · h1 branco torre | a8 preto torre · b8 preto cavalo · c8 preto bispo · d8 preto rainha · e8 preto rei · f8 preto bispo · g8 preto cavalo · h8 preto torre · a7 preto peão · b7 preto peão · e7 preto peão · f7 preto peão · g7 preto peão · h7 preto peão · d5 preto peão · d4 branco peão · a2 branco peão · b2 branco peão · c2 branco peão · f2 branco peão · g2 branco peão · h2 branco peão · a1 branco torre · b1 branco cavalo · c1 branco bispo · d1 branco rainha · e1 branco rei · f1 branco bispo · g1 branco cavalo · h1 branco torre | a8 preto torre · b8 preto cavalo · c8 preto bispo · d8 preto rainha · e8 preto rei · f8 preto bispo · g8 preto cavalo · h8 preto torre · a7 preto peão · b7 preto peão · e7 preto peão · f7 preto peão · g7 preto peão · h7 preto peão · d5 preto peão · d4 branco peão · a2 branco peão · b2 branco peão · c2 branco peão · f2 branco peão · g2 branco peão · h2 branco peão · a1 branco torre · b1 branco cavalo · c1 branco bispo · d1 branco rainha · e1 branco rei · f1 branco bispo · g1 branco cavalo · h1 branco torre | a8 preto torre · b8 preto cavalo · c8 preto bispo · d8 preto rainha · e8 preto rei · f8 preto bispo · g8 preto cavalo · h8 preto torre · a7 preto peão · b7 preto peão · e7 preto peão · f7 preto peão · g7 preto peão · h7 preto peão · d5 preto peão · d4 branco peão · a2 branco peão · b2 branco peão · c2 branco peão · f2 branco peão · g2 branco peão · h2 branco peão · a1 branco torre · b1 branco cavalo · c1 branco bispo · d1 branco rainha · e1 branco rei · f1 branco bispo · g1 branco cavalo · h1 branco torre | a8 preto torre · b8 preto cavalo · c8 preto bispo · d8 preto rainha · e8 preto rei · f8 preto bispo · g8 preto cavalo · h8 preto torre · a7 preto peão · b7 preto peão · e7 preto peão · f7 preto peão · g7 preto peão · h7 preto peão · d5 preto peão · d4 branco peão · a2 branco peão · b2 branco peão · c2 branco peão · f2 branco peão · g2 branco peão · h2 branco peão · a1 branco torre · b1 branco cavalo · c1 branco bispo · d1 branco rainha · e1 branco rei · f1 branco bispo · g1 branco cavalo · h1 branco torre | a8 preto torre · b8 preto cavalo · c8 preto bispo · d8 preto rainha · e8 preto rei · f8 preto bispo · g8 preto cavalo · h8 preto torre · a7 preto peão · b7 preto peão · e7 preto peão · f7 preto peão · g7 preto peão · h7 preto peão · d5 preto peão · d4 branco peão · a2 branco peão · b2 branco peão · c2 branco peão · f2 branco peão · g2 branco peão · h2 branco peão · a1 branco torre · b1 branco cavalo · c1 branco bispo · d1 branco rainha · e1 branco rei · f1 branco bispo · g1 branco cavalo · h1 branco torre | a8 preto torre · b8 preto cavalo · c8 preto bispo · d8 preto rainha · e8 preto rei · f8 preto bispo · g8 preto cavalo · h8 preto torre · a7 preto peão · b7 preto peão · e7 preto peão · f7 preto peão · g7 preto peão · h7 preto peão · d5 preto peão · d4 branco peão · a2 branco peão · b2 branco peão · c2 branco peão · f2 branco peão · g2 branco peão · h2 branco peão · a1 branco torre · b1 branco cavalo · c1 branco bispo · d1 branco rainha · e1 branco rei · f1 branco bispo · g1 branco cavalo · h1 branco torre | 5 |
| 4 | a8 preto torre · b8 preto cavalo · c8 preto bispo · d8 preto rainha · e8 preto rei · f8 preto bispo · g8 preto cavalo · h8 preto torre · a7 preto peão · b7 preto peão · e7 preto peão · f7 preto peão · g7 preto peão · h7 preto peão · d5 preto peão · d4 branco peão · a2 branco peão · b2 branco peão · c2 branco peão · f2 branco peão · g2 branco peão · h2 branco peão · a1 branco torre · b1 branco cavalo · c1 branco bispo · d1 branco rainha · e1 branco rei · f1 branco bispo · g1 branco cavalo · h1 branco torre | a8 preto torre · b8 preto cavalo · c8 preto bispo · d8 preto rainha · e8 preto rei · f8 preto bispo · g8 preto cavalo · h8 preto torre · a7 preto peão · b7 preto peão · e7 preto peão · f7 preto peão · g7 preto peão · h7 preto peão · d5 preto peão · d4 branco peão · a2 branco peão · b2 branco peão · c2 branco peão · f2 branco peão · g2 branco peão · h2 branco peão · a1 branco torre · b1 branco cavalo · c1 branco bispo · d1 branco rainha · e1 branco rei · f1 branco bispo · g1 branco cavalo · h1 branco torre | a8 preto torre · b8 preto cavalo · c8 preto bispo · d8 preto rainha · e8 preto rei · f8 preto bispo · g8 preto cavalo · h8 preto torre · a7 preto peão · b7 preto peão · e7 preto peão · f7 preto peão · g7 preto peão · h7 preto peão · d5 preto peão · d4 branco peão · a2 branco peão · b2 branco peão · c2 branco peão · f2 branco peão · g2 branco peão · h2 branco peão · a1 branco torre · b1 branco cavalo · c1 branco bispo · d1 branco rainha · e1 branco rei · f1 branco bispo · g1 branco cavalo · h1 branco torre | a8 preto torre · b8 preto cavalo · c8 preto bispo · d8 preto rainha · e8 preto rei · f8 preto bispo · g8 preto cavalo · h8 preto torre · a7 preto peão · b7 preto peão · e7 preto peão · f7 preto peão · g7 preto peão · h7 preto peão · d5 preto peão · d4 branco peão · a2 branco peão · b2 branco peão · c2 branco peão · f2 branco peão · g2 branco peão · h2 branco peão · a1 branco torre · b1 branco cavalo · c1 branco bispo · d1 branco rainha · e1 branco rei · f1 branco bispo · g1 branco cavalo · h1 branco torre | a8 preto torre · b8 preto cavalo · c8 preto bispo · d8 preto rainha · e8 preto rei · f8 preto bispo · g8 preto cavalo · h8 preto torre · a7 preto peão · b7 preto peão · e7 preto peão · f7 preto peão · g7 preto peão · h7 preto peão · d5 preto peão · d4 branco peão · a2 branco peão · b2 branco peão · c2 branco peão · f2 branco peão · g2 branco peão · h2 branco peão · a1 branco torre · b1 branco cavalo · c1 branco bispo · d1 branco rainha · e1 branco rei · f1 branco bispo · g1 branco cavalo · h1 branco torre | a8 preto torre · b8 preto cavalo · c8 preto bispo · d8 preto rainha · e8 preto rei · f8 preto bispo · g8 preto cavalo · h8 preto torre · a7 preto peão · b7 preto peão · e7 preto peão · f7 preto peão · g7 preto peão · h7 preto peão · d5 preto peão · d4 branco peão · a2 branco peão · b2 branco peão · c2 branco peão · f2 branco peão · g2 branco peão · h2 branco peão · a1 branco torre · b1 branco cavalo · c1 branco bispo · d1 branco rainha · e1 branco rei · f1 branco bispo · g1 branco cavalo · h1 branco torre | a8 preto torre · b8 preto cavalo · c8 preto bispo · d8 preto rainha · e8 preto rei · f8 preto bispo · g8 preto cavalo · h8 preto torre · a7 preto peão · b7 preto peão · e7 preto peão · f7 preto peão · g7 preto peão · h7 preto peão · d5 preto peão · d4 branco peão · a2 branco peão · b2 branco peão · c2 branco peão · f2 branco peão · g2 branco peão · h2 branco peão · a1 branco torre · b1 branco cavalo · c1 branco bispo · d1 branco rainha · e1 branco rei · f1 branco bispo · g1 branco cavalo · h1 branco torre | a8 preto torre · b8 preto cavalo · c8 preto bispo · d8 preto rainha · e8 preto rei · f8 preto bispo · g8 preto cavalo · h8 preto torre · a7 preto peão · b7 preto peão · e7 preto peão · f7 preto peão · g7 preto peão · h7 preto peão · d5 preto peão · d4 branco peão · a2 branco peão · b2 branco peão · c2 branco peão · f2 branco peão · g2 branco peão · h2 branco peão · a1 branco torre · b1 branco cavalo · c1 branco bispo · d1 branco rainha · e1 branco rei · f1 branco bispo · g1 branco cavalo · h1 branco torre | 4 |
| 3 | a8 preto torre · b8 preto cavalo · c8 preto bispo · d8 preto rainha · e8 preto rei · f8 preto bispo · g8 preto cavalo · h8 preto torre · a7 preto peão · b7 preto peão · e7 preto peão · f7 preto peão · g7 preto peão · h7 preto peão · d5 preto peão · d4 branco peão · a2 branco peão · b2 branco peão · c2 branco peão · f2 branco peão · g2 branco peão · h2 branco peão · a1 branco torre · b1 branco cavalo · c1 branco bispo · d1 branco rainha · e1 branco rei · f1 branco bispo · g1 branco cavalo · h1 branco torre | a8 preto torre · b8 preto cavalo · c8 preto bispo · d8 preto rainha · e8 preto rei · f8 preto bispo · g8 preto cavalo · h8 preto torre · a7 preto peão · b7 preto peão · e7 preto peão · f7 preto peão · g7 preto peão · h7 preto peão · d5 preto peão · d4 branco peão · a2 branco peão · b2 branco peão · c2 branco peão · f2 branco peão · g2 branco peão · h2 branco peão · a1 branco torre · b1 branco cavalo · c1 branco bispo · d1 branco rainha · e1 branco rei · f1 branco bispo · g1 branco cavalo · h1 branco torre | a8 preto torre · b8 preto cavalo · c8 preto bispo · d8 preto rainha · e8 preto rei · f8 preto bispo · g8 preto cavalo · h8 preto torre · a7 preto peão · b7 preto peão · e7 preto peão · f7 preto peão · g7 preto peão · h7 preto peão · d5 preto peão · d4 branco peão · a2 branco peão · b2 branco peão · c2 branco peão · f2 branco peão · g2 branco peão · h2 branco peão · a1 branco torre · b1 branco cavalo · c1 branco bispo · d1 branco rainha · e1 branco rei · f1 branco bispo · g1 branco cavalo · h1 branco torre | a8 preto torre · b8 preto cavalo · c8 preto bispo · d8 preto rainha · e8 preto rei · f8 preto bispo · g8 preto cavalo · h8 preto torre · a7 preto peão · b7 preto peão · e7 preto peão · f7 preto peão · g7 preto peão · h7 preto peão · d5 preto peão · d4 branco peão · a2 branco peão · b2 branco peão · c2 branco peão · f2 branco peão · g2 branco peão · h2 branco peão · a1 branco torre · b1 branco cavalo · c1 branco bispo · d1 branco rainha · e1 branco rei · f1 branco bispo · g1 branco cavalo · h1 branco torre | a8 preto torre · b8 preto cavalo · c8 preto bispo · d8 preto rainha · e8 preto rei · f8 preto bispo · g8 preto cavalo · h8 preto torre · a7 preto peão · b7 preto peão · e7 preto peão · f7 preto peão · g7 preto peão · h7 preto peão · d5 preto peão · d4 branco peão · a2 branco peão · b2 branco peão · c2 branco peão · f2 branco peão · g2 branco peão · h2 branco peão · a1 branco torre · b1 branco cavalo · c1 branco bispo · d1 branco rainha · e1 branco rei · f1 branco bispo · g1 branco cavalo · h1 branco torre | a8 preto torre · b8 preto cavalo · c8 preto bispo · d8 preto rainha · e8 preto rei · f8 preto bispo · g8 preto cavalo · h8 preto torre · a7 preto peão · b7 preto peão · e7 preto peão · f7 preto peão · g7 preto peão · h7 preto peão · d5 preto peão · d4 branco peão · a2 branco peão · b2 branco peão · c2 branco peão · f2 branco peão · g2 branco peão · h2 branco peão · a1 branco torre · b1 branco cavalo · c1 branco bispo · d1 branco rainha · e1 branco rei · f1 branco bispo · g1 branco cavalo · h1 branco torre | a8 preto torre · b8 preto cavalo · c8 preto bispo · d8 preto rainha · e8 preto rei · f8 preto bispo · g8 preto cavalo · h8 preto torre · a7 preto peão · b7 preto peão · e7 preto peão · f7 preto peão · g7 preto peão · h7 preto peão · d5 preto peão · d4 branco peão · a2 branco peão · b2 branco peão · c2 branco peão · f2 branco peão · g2 branco peão · h2 branco peão · a1 branco torre · b1 branco cavalo · c1 branco bispo · d1 branco rainha · e1 branco rei · f1 branco bispo · g1 branco cavalo · h1 branco torre | a8 preto torre · b8 preto cavalo · c8 preto bispo · d8 preto rainha · e8 preto rei · f8 preto bispo · g8 preto cavalo · h8 preto torre · a7 preto peão · b7 preto peão · e7 preto peão · f7 preto peão · g7 preto peão · h7 preto peão · d5 preto peão · d4 branco peão · a2 branco peão · b2 branco peão · c2 branco peão · f2 branco peão · g2 branco peão · h2 branco peão · a1 branco torre · b1 branco cavalo · c1 branco bispo · d1 branco rainha · e1 branco rei · f1 branco bispo · g1 branco cavalo · h1 branco torre | 3 |
| 2 | a8 preto torre · b8 preto cavalo · c8 preto bispo · d8 preto rainha · e8 preto rei · f8 preto bispo · g8 preto cavalo · h8 preto torre · a7 preto peão · b7 preto peão · e7 preto peão · f7 preto peão · g7 preto peão · h7 preto peão · d5 preto peão · d4 branco peão · a2 branco peão · b2 branco peão · c2 branco peão · f2 branco peão · g2 branco peão · h2 branco peão · a1 branco torre · b1 branco cavalo · c1 branco bispo · d1 branco rainha · e1 branco rei · f1 branco bispo · g1 branco cavalo · h1 branco torre | a8 preto torre · b8 preto cavalo · c8 preto bispo · d8 preto rainha · e8 preto rei · f8 preto bispo · g8 preto cavalo · h8 preto torre · a7 preto peão · b7 preto peão · e7 preto peão · f7 preto peão · g7 preto peão · h7 preto peão · d5 preto peão · d4 branco peão · a2 branco peão · b2 branco peão · c2 branco peão · f2 branco peão · g2 branco peão · h2 branco peão · a1 branco torre · b1 branco cavalo · c1 branco bispo · d1 branco rainha · e1 branco rei · f1 branco bispo · g1 branco cavalo · h1 branco torre | a8 preto torre · b8 preto cavalo · c8 preto bispo · d8 preto rainha · e8 preto rei · f8 preto bispo · g8 preto cavalo · h8 preto torre · a7 preto peão · b7 preto peão · e7 preto peão · f7 preto peão · g7 preto peão · h7 preto peão · d5 preto peão · d4 branco peão · a2 branco peão · b2 branco peão · c2 branco peão · f2 branco peão · g2 branco peão · h2 branco peão · a1 branco torre · b1 branco cavalo · c1 branco bispo · d1 branco rainha · e1 branco rei · f1 branco bispo · g1 branco cavalo · h1 branco torre | a8 preto torre · b8 preto cavalo · c8 preto bispo · d8 preto rainha · e8 preto rei · f8 preto bispo · g8 preto cavalo · h8 preto torre · a7 preto peão · b7 preto peão · e7 preto peão · f7 preto peão · g7 preto peão · h7 preto peão · d5 preto peão · d4 branco peão · a2 branco peão · b2 branco peão · c2 branco peão · f2 branco peão · g2 branco peão · h2 branco peão · a1 branco torre · b1 branco cavalo · c1 branco bispo · d1 branco rainha · e1 branco rei · f1 branco bispo · g1 branco cavalo · h1 branco torre | a8 preto torre · b8 preto cavalo · c8 preto bispo · d8 preto rainha · e8 preto rei · f8 preto bispo · g8 preto cavalo · h8 preto torre · a7 preto peão · b7 preto peão · e7 preto peão · f7 preto peão · g7 preto peão · h7 preto peão · d5 preto peão · d4 branco peão · a2 branco peão · b2 branco peão · c2 branco peão · f2 branco peão · g2 branco peão · h2 branco peão · a1 branco torre · b1 branco cavalo · c1 branco bispo · d1 branco rainha · e1 branco rei · f1 branco bispo · g1 branco cavalo · h1 branco torre | a8 preto torre · b8 preto cavalo · c8 preto bispo · d8 preto rainha · e8 preto rei · f8 preto bispo · g8 preto cavalo · h8 preto torre · a7 preto peão · b7 preto peão · e7 preto peão · f7 preto peão · g7 preto peão · h7 preto peão · d5 preto peão · d4 branco peão · a2 branco peão · b2 branco peão · c2 branco peão · f2 branco peão · g2 branco peão · h2 branco peão · a1 branco torre · b1 branco cavalo · c1 branco bispo · d1 branco rainha · e1 branco rei · f1 branco bispo · g1 branco cavalo · h1 branco torre | a8 preto torre · b8 preto cavalo · c8 preto bispo · d8 preto rainha · e8 preto rei · f8 preto bispo · g8 preto cavalo · h8 preto torre · a7 preto peão · b7 preto peão · e7 preto peão · f7 preto peão · g7 preto peão · h7 preto peão · d5 preto peão · d4 branco peão · a2 branco peão · b2 branco peão · c2 branco peão · f2 branco peão · g2 branco peão · h2 branco peão · a1 branco torre · b1 branco cavalo · c1 branco bispo · d1 branco rainha · e1 branco rei · f1 branco bispo · g1 branco cavalo · h1 branco torre | a8 preto torre · b8 preto cavalo · c8 preto bispo · d8 preto rainha · e8 preto rei · f8 preto bispo · g8 preto cavalo · h8 preto torre · a7 preto peão · b7 preto peão · e7 preto peão · f7 preto peão · g7 preto peão · h7 preto peão · d5 preto peão · d4 branco peão · a2 branco peão · b2 branco peão · c2 branco peão · f2 branco peão · g2 branco peão · h2 branco peão · a1 branco torre · b1 branco cavalo · c1 branco bispo · d1 branco rainha · e1 branco rei · f1 branco bispo · g1 branco cavalo · h1 branco torre | 2 |
| 1 | a8 preto torre · b8 preto cavalo · c8 preto bispo · d8 preto rainha · e8 preto rei · f8 preto bispo · g8 preto cavalo · h8 preto torre · a7 preto peão · b7 preto peão · e7 preto peão · f7 preto peão · g7 preto peão · h7 preto peão · d5 preto peão · d4 branco peão · a2 branco peão · b2 branco peão · c2 branco peão · f2 branco peão · g2 branco peão · h2 branco peão · a1 branco torre · b1 branco cavalo · c1 branco bispo · d1 branco rainha · e1 branco rei · f1 branco bispo · g1 branco cavalo · h1 branco torre | a8 preto torre · b8 preto cavalo · c8 preto bispo · d8 preto rainha · e8 preto rei · f8 preto bispo · g8 preto cavalo · h8 preto torre · a7 preto peão · b7 preto peão · e7 preto peão · f7 preto peão · g7 preto peão · h7 preto peão · d5 preto peão · d4 branco peão · a2 branco peão · b2 branco peão · c2 branco peão · f2 branco peão · g2 branco peão · h2 branco peão · a1 branco torre · b1 branco cavalo · c1 branco bispo · d1 branco rainha · e1 branco rei · f1 branco bispo · g1 branco cavalo · h1 branco torre | a8 preto torre · b8 preto cavalo · c8 preto bispo · d8 preto rainha · e8 preto rei · f8 preto bispo · g8 preto cavalo · h8 preto torre · a7 preto peão · b7 preto peão · e7 preto peão · f7 preto peão · g7 preto peão · h7 preto peão · d5 preto peão · d4 branco peão · a2 branco peão · b2 branco peão · c2 branco peão · f2 branco peão · g2 branco peão · h2 branco peão · a1 branco torre · b1 branco cavalo · c1 branco bispo · d1 branco rainha · e1 branco rei · f1 branco bispo · g1 branco cavalo · h1 branco torre | a8 preto torre · b8 preto cavalo · c8 preto bispo · d8 preto rainha · e8 preto rei · f8 preto bispo · g8 preto cavalo · h8 preto torre · a7 preto peão · b7 preto peão · e7 preto peão · f7 preto peão · g7 preto peão · h7 preto peão · d5 preto peão · d4 branco peão · a2 branco peão · b2 branco peão · c2 branco peão · f2 branco peão · g2 branco peão · h2 branco peão · a1 branco torre · b1 branco cavalo · c1 branco bispo · d1 branco rainha · e1 branco rei · f1 branco bispo · g1 branco cavalo · h1 branco torre | a8 preto torre · b8 preto cavalo · c8 preto bispo · d8 preto rainha · e8 preto rei · f8 preto bispo · g8 preto cavalo · h8 preto torre · a7 preto peão · b7 preto peão · e7 preto peão · f7 preto peão · g7 preto peão · h7 preto peão · d5 preto peão · d4 branco peão · a2 branco peão · b2 branco peão · c2 branco peão · f2 branco peão · g2 branco peão · h2 branco peão · a1 branco torre · b1 branco cavalo · c1 branco bispo · d1 branco rainha · e1 branco rei · f1 branco bispo · g1 branco cavalo · h1 branco torre | a8 preto torre · b8 preto cavalo · c8 preto bispo · d8 preto rainha · e8 preto rei · f8 preto bispo · g8 preto cavalo · h8 preto torre · a7 preto peão · b7 preto peão · e7 preto peão · f7 preto peão · g7 preto peão · h7 preto peão · d5 preto peão · d4 branco peão · a2 branco peão · b2 branco peão · c2 branco peão · f2 branco peão · g2 branco peão · h2 branco peão · a1 branco torre · b1 branco cavalo · c1 branco bispo · d1 branco rainha · e1 branco rei · f1 branco bispo · g1 branco cavalo · h1 branco torre | a8 preto torre · b8 preto cavalo · c8 preto bispo · d8 preto rainha · e8 preto rei · f8 preto bispo · g8 preto cavalo · h8 preto torre · a7 preto peão · b7 preto peão · e7 preto peão · f7 preto peão · g7 preto peão · h7 preto peão · d5 preto peão · d4 branco peão · a2 branco peão · b2 branco peão · c2 branco peão · f2 branco peão · g2 branco peão · h2 branco peão · a1 branco torre · b1 branco cavalo · c1 branco bispo · d1 branco rainha · e1 branco rei · f1 branco bispo · g1 branco cavalo · h1 branco torre | a8 preto torre · b8 preto cavalo · c8 preto bispo · d8 preto rainha · e8 preto rei · f8 preto bispo · g8 preto cavalo · h8 preto torre · a7 preto peão · b7 preto peão · e7 preto peão · f7 preto peão · g7 preto peão · h7 preto peão · d5 preto peão · d4 branco peão · a2 branco peão · b2 branco peão · c2 branco peão · f2 branco peão · g2 branco peão · h2 branco peão · a1 branco torre · b1 branco cavalo · c1 branco bispo · d1 branco rainha · e1 branco rei · f1 branco bispo · g1 branco cavalo · h1 branco torre | 1 |
|   | a | b | c | d | e | f | g | h |   |

Na variante das trocas se joga
1.e4 c6
2.d4 d5
3.exd5 cxd5.
A real Variante das trocas começa com 4.Bd3 e não 4.c4, exemplo, 4. . .Cc6 5.c3 Cf6 6.Bf4 Bg4 7.Db3. As brancas assim não conseguem muita vantagem em um jogo de nível alto, embora esta linha é bastante eficiente em níveis mais baixo.

### Ataque Panov-Botvinnik
|   | a | b | c | d | e | f | g | h |   |
| 8 | a8 preto torre · b8 preto cavalo · c8 preto bispo · d8 preto rainha · e8 preto rei · f8 preto bispo · g8 preto cavalo · h8 preto torre · a7 preto peão · b7 preto peão · e7 preto peão · f7 preto peão · g7 preto peão · h7 preto peão · d5 preto peão · c4 branco peão · d4 branco peão · a2 branco peão · b2 branco peão · f2 branco peão · g2 branco peão · h2 branco peão · a1 branco torre · b1 branco cavalo · c1 branco bispo · d1 branco rainha · e1 branco rei · f1 branco bispo · g1 branco cavalo · h1 branco torre | a8 preto torre · b8 preto cavalo · c8 preto bispo · d8 preto rainha · e8 preto rei · f8 preto bispo · g8 preto cavalo · h8 preto torre · a7 preto peão · b7 preto peão · e7 preto peão · f7 preto peão · g7 preto peão · h7 preto peão · d5 preto peão · c4 branco peão · d4 branco peão · a2 branco peão · b2 branco peão · f2 branco peão · g2 branco peão · h2 branco peão · a1 branco torre · b1 branco cavalo · c1 branco bispo · d1 branco rainha · e1 branco rei · f1 branco bispo · g1 branco cavalo · h1 branco torre | a8 preto torre · b8 preto cavalo · c8 preto bispo · d8 preto rainha · e8 preto rei · f8 preto bispo · g8 preto cavalo · h8 preto torre · a7 preto peão · b7 preto peão · e7 preto peão · f7 preto peão · g7 preto peão · h7 preto peão · d5 preto peão · c4 branco peão · d4 branco peão · a2 branco peão · b2 branco peão · f2 branco peão · g2 branco peão · h2 branco peão · a1 branco torre · b1 branco cavalo · c1 branco bispo · d1 branco rainha · e1 branco rei · f1 branco bispo · g1 branco cavalo · h1 branco torre | a8 preto torre · b8 preto cavalo · c8 preto bispo · d8 preto rainha · e8 preto rei · f8 preto bispo · g8 preto cavalo · h8 preto torre · a7 preto peão · b7 preto peão · e7 preto peão · f7 preto peão · g7 preto peão · h7 preto peão · d5 preto peão · c4 branco peão · d4 branco peão · a2 branco peão · b2 branco peão · f2 branco peão · g2 branco peão · h2 branco peão · a1 branco torre · b1 branco cavalo · c1 branco bispo · d1 branco rainha · e1 branco rei · f1 branco bispo · g1 branco cavalo · h1 branco torre | a8 preto torre · b8 preto cavalo · c8 preto bispo · d8 preto rainha · e8 preto rei · f8 preto bispo · g8 preto cavalo · h8 preto torre · a7 preto peão · b7 preto peão · e7 preto peão · f7 preto peão · g7 preto peão · h7 preto peão · d5 preto peão · c4 branco peão · d4 branco peão · a2 branco peão · b2 branco peão · f2 branco peão · g2 branco peão · h2 branco peão · a1 branco torre · b1 branco cavalo · c1 branco bispo · d1 branco rainha · e1 branco rei · f1 branco bispo · g1 branco cavalo · h1 branco torre | a8 preto torre · b8 preto cavalo · c8 preto bispo · d8 preto rainha · e8 preto rei · f8 preto bispo · g8 preto cavalo · h8 preto torre · a7 preto peão · b7 preto peão · e7 preto peão · f7 preto peão · g7 preto peão · h7 preto peão · d5 preto peão · c4 branco peão · d4 branco peão · a2 branco peão · b2 branco peão · f2 branco peão · g2 branco peão · h2 branco peão · a1 branco torre · b1 branco cavalo · c1 branco bispo · d1 branco rainha · e1 branco rei · f1 branco bispo · g1 branco cavalo · h1 branco torre | a8 preto torre · b8 preto cavalo · c8 preto bispo · d8 preto rainha · e8 preto rei · f8 preto bispo · g8 preto cavalo · h8 preto torre · a7 preto peão · b7 preto peão · e7 preto peão · f7 preto peão · g7 preto peão · h7 preto peão · d5 preto peão · c4 branco peão · d4 branco peão · a2 branco peão · b2 branco peão · f2 branco peão · g2 branco peão · h2 branco peão · a1 branco torre · b1 branco cavalo · c1 branco bispo · d1 branco rainha · e1 branco rei · f1 branco bispo · g1 branco cavalo · h1 branco torre | a8 preto torre · b8 preto cavalo · c8 preto bispo · d8 preto rainha · e8 preto rei · f8 preto bispo · g8 preto cavalo · h8 preto torre · a7 preto peão · b7 preto peão · e7 preto peão · f7 preto peão · g7 preto peão · h7 preto peão · d5 preto peão · c4 branco peão · d4 branco peão · a2 branco peão · b2 branco peão · f2 branco peão · g2 branco peão · h2 branco peão · a1 branco torre · b1 branco cavalo · c1 branco bispo · d1 branco rainha · e1 branco rei · f1 branco bispo · g1 branco cavalo · h1 branco torre | 8 |
| 7 | a8 preto torre · b8 preto cavalo · c8 preto bispo · d8 preto rainha · e8 preto rei · f8 preto bispo · g8 preto cavalo · h8 preto torre · a7 preto peão · b7 preto peão · e7 preto peão · f7 preto peão · g7 preto peão · h7 preto peão · d5 preto peão · c4 branco peão · d4 branco peão · a2 branco peão · b2 branco peão · f2 branco peão · g2 branco peão · h2 branco peão · a1 branco torre · b1 branco cavalo · c1 branco bispo · d1 branco rainha · e1 branco rei · f1 branco bispo · g1 branco cavalo · h1 branco torre | a8 preto torre · b8 preto cavalo · c8 preto bispo · d8 preto rainha · e8 preto rei · f8 preto bispo · g8 preto cavalo · h8 preto torre · a7 preto peão · b7 preto peão · e7 preto peão · f7 preto peão · g7 preto peão · h7 preto peão · d5 preto peão · c4 branco peão · d4 branco peão · a2 branco peão · b2 branco peão · f2 branco peão · g2 branco peão · h2 branco peão · a1 branco torre · b1 branco cavalo · c1 branco bispo · d1 branco rainha · e1 branco rei · f1 branco bispo · g1 branco cavalo · h1 branco torre | a8 preto torre · b8 preto cavalo · c8 preto bispo · d8 preto rainha · e8 preto rei · f8 preto bispo · g8 preto cavalo · h8 preto torre · a7 preto peão · b7 preto peão · e7 preto peão · f7 preto peão · g7 preto peão · h7 preto peão · d5 preto peão · c4 branco peão · d4 branco peão · a2 branco peão · b2 branco peão · f2 branco peão · g2 branco peão · h2 branco peão · a1 branco torre · b1 branco cavalo · c1 branco bispo · d1 branco rainha · e1 branco rei · f1 branco bispo · g1 branco cavalo · h1 branco torre | a8 preto torre · b8 preto cavalo · c8 preto bispo · d8 preto rainha · e8 preto rei · f8 preto bispo · g8 preto cavalo · h8 preto torre · a7 preto peão · b7 preto peão · e7 preto peão · f7 preto peão · g7 preto peão · h7 preto peão · d5 preto peão · c4 branco peão · d4 branco peão · a2 branco peão · b2 branco peão · f2 branco peão · g2 branco peão · h2 branco peão · a1 branco torre · b1 branco cavalo · c1 branco bispo · d1 branco rainha · e1 branco rei · f1 branco bispo · g1 branco cavalo · h1 branco torre | a8 preto torre · b8 preto cavalo · c8 preto bispo · d8 preto rainha · e8 preto rei · f8 preto bispo · g8 preto cavalo · h8 preto torre · a7 preto peão · b7 preto peão · e7 preto peão · f7 preto peão · g7 preto peão · h7 preto peão · d5 preto peão · c4 branco peão · d4 branco peão · a2 branco peão · b2 branco peão · f2 branco peão · g2 branco peão · h2 branco peão · a1 branco torre · b1 branco cavalo · c1 branco bispo · d1 branco rainha · e1 branco rei · f1 branco bispo · g1 branco cavalo · h1 branco torre | a8 preto torre · b8 preto cavalo · c8 preto bispo · d8 preto rainha · e8 preto rei · f8 preto bispo · g8 preto cavalo · h8 preto torre · a7 preto peão · b7 preto peão · e7 preto peão · f7 preto peão · g7 preto peão · h7 preto peão · d5 preto peão · c4 branco peão · d4 branco peão · a2 branco peão · b2 branco peão · f2 branco peão · g2 branco peão · h2 branco peão · a1 branco torre · b1 branco cavalo · c1 branco bispo · d1 branco rainha · e1 branco rei · f1 branco bispo · g1 branco cavalo · h1 branco torre | a8 preto torre · b8 preto cavalo · c8 preto bispo · d8 preto rainha · e8 preto rei · f8 preto bispo · g8 preto cavalo · h8 preto torre · a7 preto peão · b7 preto peão · e7 preto peão · f7 preto peão · g7 preto peão · h7 preto peão · d5 preto peão · c4 branco peão · d4 branco peão · a2 branco peão · b2 branco peão · f2 branco peão · g2 branco peão · h2 branco peão · a1 branco torre · b1 branco cavalo · c1 branco bispo · d1 branco rainha · e1 branco rei · f1 branco bispo · g1 branco cavalo · h1 branco torre | a8 preto torre · b8 preto cavalo · c8 preto bispo · d8 preto rainha · e8 preto rei · f8 preto bispo · g8 preto cavalo · h8 preto torre · a7 preto peão · b7 preto peão · e7 preto peão · f7 preto peão · g7 preto peão · h7 preto peão · d5 preto peão · c4 branco peão · d4 branco peão · a2 branco peão · b2 branco peão · f2 branco peão · g2 branco peão · h2 branco peão · a1 branco torre · b1 branco cavalo · c1 branco bispo · d1 branco rainha · e1 branco rei · f1 branco bispo · g1 branco cavalo · h1 branco torre | 7 |
| 6 | a8 preto torre · b8 preto cavalo · c8 preto bispo · d8 preto rainha · e8 preto rei · f8 preto bispo · g8 preto cavalo · h8 preto torre · a7 preto peão · b7 preto peão · e7 preto peão · f7 preto peão · g7 preto peão · h7 preto peão · d5 preto peão · c4 branco peão · d4 branco peão · a2 branco peão · b2 branco peão · f2 branco peão · g2 branco peão · h2 branco peão · a1 branco torre · b1 branco cavalo · c1 branco bispo · d1 branco rainha · e1 branco rei · f1 branco bispo · g1 branco cavalo · h1 branco torre | a8 preto torre · b8 preto cavalo · c8 preto bispo · d8 preto rainha · e8 preto rei · f8 preto bispo · g8 preto cavalo · h8 preto torre · a7 preto peão · b7 preto peão · e7 preto peão · f7 preto peão · g7 preto peão · h7 preto peão · d5 preto peão · c4 branco peão · d4 branco peão · a2 branco peão · b2 branco peão · f2 branco peão · g2 branco peão · h2 branco peão · a1 branco torre · b1 branco cavalo · c1 branco bispo · d1 branco rainha · e1 branco rei · f1 branco bispo · g1 branco cavalo · h1 branco torre | a8 preto torre · b8 preto cavalo · c8 preto bispo · d8 preto rainha · e8 preto rei · f8 preto bispo · g8 preto cavalo · h8 preto torre · a7 preto peão · b7 preto peão · e7 preto peão · f7 preto peão · g7 preto peão · h7 preto peão · d5 preto peão · c4 branco peão · d4 branco peão · a2 branco peão · b2 branco peão · f2 branco peão · g2 branco peão · h2 branco peão · a1 branco torre · b1 branco cavalo · c1 branco bispo · d1 branco rainha · e1 branco rei · f1 branco bispo · g1 branco cavalo · h1 branco torre | a8 preto torre · b8 preto cavalo · c8 preto bispo · d8 preto rainha · e8 preto rei · f8 preto bispo · g8 preto cavalo · h8 preto torre · a7 preto peão · b7 preto peão · e7 preto peão · f7 preto peão · g7 preto peão · h7 preto peão · d5 preto peão · c4 branco peão · d4 branco peão · a2 branco peão · b2 branco peão · f2 branco peão · g2 branco peão · h2 branco peão · a1 branco torre · b1 branco cavalo · c1 branco bispo · d1 branco rainha · e1 branco rei · f1 branco bispo · g1 branco cavalo · h1 branco torre | a8 preto torre · b8 preto cavalo · c8 preto bispo · d8 preto rainha · e8 preto rei · f8 preto bispo · g8 preto cavalo · h8 preto torre · a7 preto peão · b7 preto peão · e7 preto peão · f7 preto peão · g7 preto peão · h7 preto peão · d5 preto peão · c4 branco peão · d4 branco peão · a2 branco peão · b2 branco peão · f2 branco peão · g2 branco peão · h2 branco peão · a1 branco torre · b1 branco cavalo · c1 branco bispo · d1 branco rainha · e1 branco rei · f1 branco bispo · g1 branco cavalo · h1 branco torre | a8 preto torre · b8 preto cavalo · c8 preto bispo · d8 preto rainha · e8 preto rei · f8 preto bispo · g8 preto cavalo · h8 preto torre · a7 preto peão · b7 preto peão · e7 preto peão · f7 preto peão · g7 preto peão · h7 preto peão · d5 preto peão · c4 branco peão · d4 branco peão · a2 branco peão · b2 branco peão · f2 branco peão · g2 branco peão · h2 branco peão · a1 branco torre · b1 branco cavalo · c1 branco bispo · d1 branco rainha · e1 branco rei · f1 branco bispo · g1 branco cavalo · h1 branco torre | a8 preto torre · b8 preto cavalo · c8 preto bispo · d8 preto rainha · e8 preto rei · f8 preto bispo · g8 preto cavalo · h8 preto torre · a7 preto peão · b7 preto peão · e7 preto peão · f7 preto peão · g7 preto peão · h7 preto peão · d5 preto peão · c4 branco peão · d4 branco peão · a2 branco peão · b2 branco peão · f2 branco peão · g2 branco peão · h2 branco peão · a1 branco torre · b1 branco cavalo · c1 branco bispo · d1 branco rainha · e1 branco rei · f1 branco bispo · g1 branco cavalo · h1 branco torre | a8 preto torre · b8 preto cavalo · c8 preto bispo · d8 preto rainha · e8 preto rei · f8 preto bispo · g8 preto cavalo · h8 preto torre · a7 preto peão · b7 preto peão · e7 preto peão · f7 preto peão · g7 preto peão · h7 preto peão · d5 preto peão · c4 branco peão · d4 branco peão · a2 branco peão · b2 branco peão · f2 branco peão · g2 branco peão · h2 branco peão · a1 branco torre · b1 branco cavalo · c1 branco bispo · d1 branco rainha · e1 branco rei · f1 branco bispo · g1 branco cavalo · h1 branco torre | 6 |
| 5 | a8 preto torre · b8 preto cavalo · c8 preto bispo · d8 preto rainha · e8 preto rei · f8 preto bispo · g8 preto cavalo · h8 preto torre · a7 preto peão · b7 preto peão · e7 preto peão · f7 preto peão · g7 preto peão · h7 preto peão · d5 preto peão · c4 branco peão · d4 branco peão · a2 branco peão · b2 branco peão · f2 branco peão · g2 branco peão · h2 branco peão · a1 branco torre · b1 branco cavalo · c1 branco bispo · d1 branco rainha · e1 branco rei · f1 branco bispo · g1 branco cavalo · h1 branco torre | a8 preto torre · b8 preto cavalo · c8 preto bispo · d8 preto rainha · e8 preto rei · f8 preto bispo · g8 preto cavalo · h8 preto torre · a7 preto peão · b7 preto peão · e7 preto peão · f7 preto peão · g7 preto peão · h7 preto peão · d5 preto peão · c4 branco peão · d4 branco peão · a2 branco peão · b2 branco peão · f2 branco peão · g2 branco peão · h2 branco peão · a1 branco torre · b1 branco cavalo · c1 branco bispo · d1 branco rainha · e1 branco rei · f1 branco bispo · g1 branco cavalo · h1 branco torre | a8 preto torre · b8 preto cavalo · c8 preto bispo · d8 preto rainha · e8 preto rei · f8 preto bispo · g8 preto cavalo · h8 preto torre · a7 preto peão · b7 preto peão · e7 preto peão · f7 preto peão · g7 preto peão · h7 preto peão · d5 preto peão · c4 branco peão · d4 branco peão · a2 branco peão · b2 branco peão · f2 branco peão · g2 branco peão · h2 branco peão · a1 branco torre · b1 branco cavalo · c1 branco bispo · d1 branco rainha · e1 branco rei · f1 branco bispo · g1 branco cavalo · h1 branco torre | a8 preto torre · b8 preto cavalo · c8 preto bispo · d8 preto rainha · e8 preto rei · f8 preto bispo · g8 preto cavalo · h8 preto torre · a7 preto peão · b7 preto peão · e7 preto peão · f7 preto peão · g7 preto peão · h7 preto peão · d5 preto peão · c4 branco peão · d4 branco peão · a2 branco peão · b2 branco peão · f2 branco peão · g2 branco peão · h2 branco peão · a1 branco torre · b1 branco cavalo · c1 branco bispo · d1 branco rainha · e1 branco rei · f1 branco bispo · g1 branco cavalo · h1 branco torre | a8 preto torre · b8 preto cavalo · c8 preto bispo · d8 preto rainha · e8 preto rei · f8 preto bispo · g8 preto cavalo · h8 preto torre · a7 preto peão · b7 preto peão · e7 preto peão · f7 preto peão · g7 preto peão · h7 preto peão · d5 preto peão · c4 branco peão · d4 branco peão · a2 branco peão · b2 branco peão · f2 branco peão · g2 branco peão · h2 branco peão · a1 branco torre · b1 branco cavalo · c1 branco bispo · d1 branco rainha · e1 branco rei · f1 branco bispo · g1 branco cavalo · h1 branco torre | a8 preto torre · b8 preto cavalo · c8 preto bispo · d8 preto rainha · e8 preto rei · f8 preto bispo · g8 preto cavalo · h8 preto torre · a7 preto peão · b7 preto peão · e7 preto peão · f7 preto peão · g7 preto peão · h7 preto peão · d5 preto peão · c4 branco peão · d4 branco peão · a2 branco peão · b2 branco peão · f2 branco peão · g2 branco peão · h2 branco peão · a1 branco torre · b1 branco cavalo · c1 branco bispo · d1 branco rainha · e1 branco rei · f1 branco bispo · g1 branco cavalo · h1 branco torre | a8 preto torre · b8 preto cavalo · c8 preto bispo · d8 preto rainha · e8 preto rei · f8 preto bispo · g8 preto cavalo · h8 preto torre · a7 preto peão · b7 preto peão · e7 preto peão · f7 preto peão · g7 preto peão · h7 preto peão · d5 preto peão · c4 branco peão · d4 branco peão · a2 branco peão · b2 branco peão · f2 branco peão · g2 branco peão · h2 branco peão · a1 branco torre · b1 branco cavalo · c1 branco bispo · d1 branco rainha · e1 branco rei · f1 branco bispo · g1 branco cavalo · h1 branco torre | a8 preto torre · b8 preto cavalo · c8 preto bispo · d8 preto rainha · e8 preto rei · f8 preto bispo · g8 preto cavalo · h8 preto torre · a7 preto peão · b7 preto peão · e7 preto peão · f7 preto peão · g7 preto peão · h7 preto peão · d5 preto peão · c4 branco peão · d4 branco peão · a2 branco peão · b2 branco peão · f2 branco peão · g2 branco peão · h2 branco peão · a1 branco torre · b1 branco cavalo · c1 branco bispo · d1 branco rainha · e1 branco rei · f1 branco bispo · g1 branco cavalo · h1 branco torre | 5 |
| 4 | a8 preto torre · b8 preto cavalo · c8 preto bispo · d8 preto rainha · e8 preto rei · f8 preto bispo · g8 preto cavalo · h8 preto torre · a7 preto peão · b7 preto peão · e7 preto peão · f7 preto peão · g7 preto peão · h7 preto peão · d5 preto peão · c4 branco peão · d4 branco peão · a2 branco peão · b2 branco peão · f2 branco peão · g2 branco peão · h2 branco peão · a1 branco torre · b1 branco cavalo · c1 branco bispo · d1 branco rainha · e1 branco rei · f1 branco bispo · g1 branco cavalo · h1 branco torre | a8 preto torre · b8 preto cavalo · c8 preto bispo · d8 preto rainha · e8 preto rei · f8 preto bispo · g8 preto cavalo · h8 preto torre · a7 preto peão · b7 preto peão · e7 preto peão · f7 preto peão · g7 preto peão · h7 preto peão · d5 preto peão · c4 branco peão · d4 branco peão · a2 branco peão · b2 branco peão · f2 branco peão · g2 branco peão · h2 branco peão · a1 branco torre · b1 branco cavalo · c1 branco bispo · d1 branco rainha · e1 branco rei · f1 branco bispo · g1 branco cavalo · h1 branco torre | a8 preto torre · b8 preto cavalo · c8 preto bispo · d8 preto rainha · e8 preto rei · f8 preto bispo · g8 preto cavalo · h8 preto torre · a7 preto peão · b7 preto peão · e7 preto peão · f7 preto peão · g7 preto peão · h7 preto peão · d5 preto peão · c4 branco peão · d4 branco peão · a2 branco peão · b2 branco peão · f2 branco peão · g2 branco peão · h2 branco peão · a1 branco torre · b1 branco cavalo · c1 branco bispo · d1 branco rainha · e1 branco rei · f1 branco bispo · g1 branco cavalo · h1 branco torre | a8 preto torre · b8 preto cavalo · c8 preto bispo · d8 preto rainha · e8 preto rei · f8 preto bispo · g8 preto cavalo · h8 preto torre · a7 preto peão · b7 preto peão · e7 preto peão · f7 preto peão · g7 preto peão · h7 preto peão · d5 preto peão · c4 branco peão · d4 branco peão · a2 branco peão · b2 branco peão · f2 branco peão · g2 branco peão · h2 branco peão · a1 branco torre · b1 branco cavalo · c1 branco bispo · d1 branco rainha · e1 branco rei · f1 branco bispo · g1 branco cavalo · h1 branco torre | a8 preto torre · b8 preto cavalo · c8 preto bispo · d8 preto rainha · e8 preto rei · f8 preto bispo · g8 preto cavalo · h8 preto torre · a7 preto peão · b7 preto peão · e7 preto peão · f7 preto peão · g7 preto peão · h7 preto peão · d5 preto peão · c4 branco peão · d4 branco peão · a2 branco peão · b2 branco peão · f2 branco peão · g2 branco peão · h2 branco peão · a1 branco torre · b1 branco cavalo · c1 branco bispo · d1 branco rainha · e1 branco rei · f1 branco bispo · g1 branco cavalo · h1 branco torre | a8 preto torre · b8 preto cavalo · c8 preto bispo · d8 preto rainha · e8 preto rei · f8 preto bispo · g8 preto cavalo · h8 preto torre · a7 preto peão · b7 preto peão · e7 preto peão · f7 preto peão · g7 preto peão · h7 preto peão · d5 preto peão · c4 branco peão · d4 branco peão · a2 branco peão · b2 branco peão · f2 branco peão · g2 branco peão · h2 branco peão · a1 branco torre · b1 branco cavalo · c1 branco bispo · d1 branco rainha · e1 branco rei · f1 branco bispo · g1 branco cavalo · h1 branco torre | a8 preto torre · b8 preto cavalo · c8 preto bispo · d8 preto rainha · e8 preto rei · f8 preto bispo · g8 preto cavalo · h8 preto torre · a7 preto peão · b7 preto peão · e7 preto peão · f7 preto peão · g7 preto peão · h7 preto peão · d5 preto peão · c4 branco peão · d4 branco peão · a2 branco peão · b2 branco peão · f2 branco peão · g2 branco peão · h2 branco peão · a1 branco torre · b1 branco cavalo · c1 branco bispo · d1 branco rainha · e1 branco rei · f1 branco bispo · g1 branco cavalo · h1 branco torre | a8 preto torre · b8 preto cavalo · c8 preto bispo · d8 preto rainha · e8 preto rei · f8 preto bispo · g8 preto cavalo · h8 preto torre · a7 preto peão · b7 preto peão · e7 preto peão · f7 preto peão · g7 preto peão · h7 preto peão · d5 preto peão · c4 branco peão · d4 branco peão · a2 branco peão · b2 branco peão · f2 branco peão · g2 branco peão · h2 branco peão · a1 branco torre · b1 branco cavalo · c1 branco bispo · d1 branco rainha · e1 branco rei · f1 branco bispo · g1 branco cavalo · h1 branco torre | 4 |
| 3 | a8 preto torre · b8 preto cavalo · c8 preto bispo · d8 preto rainha · e8 preto rei · f8 preto bispo · g8 preto cavalo · h8 preto torre · a7 preto peão · b7 preto peão · e7 preto peão · f7 preto peão · g7 preto peão · h7 preto peão · d5 preto peão · c4 branco peão · d4 branco peão · a2 branco peão · b2 branco peão · f2 branco peão · g2 branco peão · h2 branco peão · a1 branco torre · b1 branco cavalo · c1 branco bispo · d1 branco rainha · e1 branco rei · f1 branco bispo · g1 branco cavalo · h1 branco torre | a8 preto torre · b8 preto cavalo · c8 preto bispo · d8 preto rainha · e8 preto rei · f8 preto bispo · g8 preto cavalo · h8 preto torre · a7 preto peão · b7 preto peão · e7 preto peão · f7 preto peão · g7 preto peão · h7 preto peão · d5 preto peão · c4 branco peão · d4 branco peão · a2 branco peão · b2 branco peão · f2 branco peão · g2 branco peão · h2 branco peão · a1 branco torre · b1 branco cavalo · c1 branco bispo · d1 branco rainha · e1 branco rei · f1 branco bispo · g1 branco cavalo · h1 branco torre | a8 preto torre · b8 preto cavalo · c8 preto bispo · d8 preto rainha · e8 preto rei · f8 preto bispo · g8 preto cavalo · h8 preto torre · a7 preto peão · b7 preto peão · e7 preto peão · f7 preto peão · g7 preto peão · h7 preto peão · d5 preto peão · c4 branco peão · d4 branco peão · a2 branco peão · b2 branco peão · f2 branco peão · g2 branco peão · h2 branco peão · a1 branco torre · b1 branco cavalo · c1 branco bispo · d1 branco rainha · e1 branco rei · f1 branco bispo · g1 branco cavalo · h1 branco torre | a8 preto torre · b8 preto cavalo · c8 preto bispo · d8 preto rainha · e8 preto rei · f8 preto bispo · g8 preto cavalo · h8 preto torre · a7 preto peão · b7 preto peão · e7 preto peão · f7 preto peão · g7 preto peão · h7 preto peão · d5 preto peão · c4 branco peão · d4 branco peão · a2 branco peão · b2 branco peão · f2 branco peão · g2 branco peão · h2 branco peão · a1 branco torre · b1 branco cavalo · c1 branco bispo · d1 branco rainha · e1 branco rei · f1 branco bispo · g1 branco cavalo · h1 branco torre | a8 preto torre · b8 preto cavalo · c8 preto bispo · d8 preto rainha · e8 preto rei · f8 preto bispo · g8 preto cavalo · h8 preto torre · a7 preto peão · b7 preto peão · e7 preto peão · f7 preto peão · g7 preto peão · h7 preto peão · d5 preto peão · c4 branco peão · d4 branco peão · a2 branco peão · b2 branco peão · f2 branco peão · g2 branco peão · h2 branco peão · a1 branco torre · b1 branco cavalo · c1 branco bispo · d1 branco rainha · e1 branco rei · f1 branco bispo · g1 branco cavalo · h1 branco torre | a8 preto torre · b8 preto cavalo · c8 preto bispo · d8 preto rainha · e8 preto rei · f8 preto bispo · g8 preto cavalo · h8 preto torre · a7 preto peão · b7 preto peão · e7 preto peão · f7 preto peão · g7 preto peão · h7 preto peão · d5 preto peão · c4 branco peão · d4 branco peão · a2 branco peão · b2 branco peão · f2 branco peão · g2 branco peão · h2 branco peão · a1 branco torre · b1 branco cavalo · c1 branco bispo · d1 branco rainha · e1 branco rei · f1 branco bispo · g1 branco cavalo · h1 branco torre | a8 preto torre · b8 preto cavalo · c8 preto bispo · d8 preto rainha · e8 preto rei · f8 preto bispo · g8 preto cavalo · h8 preto torre · a7 preto peão · b7 preto peão · e7 preto peão · f7 preto peão · g7 preto peão · h7 preto peão · d5 preto peão · c4 branco peão · d4 branco peão · a2 branco peão · b2 branco peão · f2 branco peão · g2 branco peão · h2 branco peão · a1 branco torre · b1 branco cavalo · c1 branco bispo · d1 branco rainha · e1 branco rei · f1 branco bispo · g1 branco cavalo · h1 branco torre | a8 preto torre · b8 preto cavalo · c8 preto bispo · d8 preto rainha · e8 preto rei · f8 preto bispo · g8 preto cavalo · h8 preto torre · a7 preto peão · b7 preto peão · e7 preto peão · f7 preto peão · g7 preto peão · h7 preto peão · d5 preto peão · c4 branco peão · d4 branco peão · a2 branco peão · b2 branco peão · f2 branco peão · g2 branco peão · h2 branco peão · a1 branco torre · b1 branco cavalo · c1 branco bispo · d1 branco rainha · e1 branco rei · f1 branco bispo · g1 branco cavalo · h1 branco torre | 3 |
| 2 | a8 preto torre · b8 preto cavalo · c8 preto bispo · d8 preto rainha · e8 preto rei · f8 preto bispo · g8 preto cavalo · h8 preto torre · a7 preto peão · b7 preto peão · e7 preto peão · f7 preto peão · g7 preto peão · h7 preto peão · d5 preto peão · c4 branco peão · d4 branco peão · a2 branco peão · b2 branco peão · f2 branco peão · g2 branco peão · h2 branco peão · a1 branco torre · b1 branco cavalo · c1 branco bispo · d1 branco rainha · e1 branco rei · f1 branco bispo · g1 branco cavalo · h1 branco torre | a8 preto torre · b8 preto cavalo · c8 preto bispo · d8 preto rainha · e8 preto rei · f8 preto bispo · g8 preto cavalo · h8 preto torre · a7 preto peão · b7 preto peão · e7 preto peão · f7 preto peão · g7 preto peão · h7 preto peão · d5 preto peão · c4 branco peão · d4 branco peão · a2 branco peão · b2 branco peão · f2 branco peão · g2 branco peão · h2 branco peão · a1 branco torre · b1 branco cavalo · c1 branco bispo · d1 branco rainha · e1 branco rei · f1 branco bispo · g1 branco cavalo · h1 branco torre | a8 preto torre · b8 preto cavalo · c8 preto bispo · d8 preto rainha · e8 preto rei · f8 preto bispo · g8 preto cavalo · h8 preto torre · a7 preto peão · b7 preto peão · e7 preto peão · f7 preto peão · g7 preto peão · h7 preto peão · d5 preto peão · c4 branco peão · d4 branco peão · a2 branco peão · b2 branco peão · f2 branco peão · g2 branco peão · h2 branco peão · a1 branco torre · b1 branco cavalo · c1 branco bispo · d1 branco rainha · e1 branco rei · f1 branco bispo · g1 branco cavalo · h1 branco torre | a8 preto torre · b8 preto cavalo · c8 preto bispo · d8 preto rainha · e8 preto rei · f8 preto bispo · g8 preto cavalo · h8 preto torre · a7 preto peão · b7 preto peão · e7 preto peão · f7 preto peão · g7 preto peão · h7 preto peão · d5 preto peão · c4 branco peão · d4 branco peão · a2 branco peão · b2 branco peão · f2 branco peão · g2 branco peão · h2 branco peão · a1 branco torre · b1 branco cavalo · c1 branco bispo · d1 branco rainha · e1 branco rei · f1 branco bispo · g1 branco cavalo · h1 branco torre | a8 preto torre · b8 preto cavalo · c8 preto bispo · d8 preto rainha · e8 preto rei · f8 preto bispo · g8 preto cavalo · h8 preto torre · a7 preto peão · b7 preto peão · e7 preto peão · f7 preto peão · g7 preto peão · h7 preto peão · d5 preto peão · c4 branco peão · d4 branco peão · a2 branco peão · b2 branco peão · f2 branco peão · g2 branco peão · h2 branco peão · a1 branco torre · b1 branco cavalo · c1 branco bispo · d1 branco rainha · e1 branco rei · f1 branco bispo · g1 branco cavalo · h1 branco torre | a8 preto torre · b8 preto cavalo · c8 preto bispo · d8 preto rainha · e8 preto rei · f8 preto bispo · g8 preto cavalo · h8 preto torre · a7 preto peão · b7 preto peão · e7 preto peão · f7 preto peão · g7 preto peão · h7 preto peão · d5 preto peão · c4 branco peão · d4 branco peão · a2 branco peão · b2 branco peão · f2 branco peão · g2 branco peão · h2 branco peão · a1 branco torre · b1 branco cavalo · c1 branco bispo · d1 branco rainha · e1 branco rei · f1 branco bispo · g1 branco cavalo · h1 branco torre | a8 preto torre · b8 preto cavalo · c8 preto bispo · d8 preto rainha · e8 preto rei · f8 preto bispo · g8 preto cavalo · h8 preto torre · a7 preto peão · b7 preto peão · e7 preto peão · f7 preto peão · g7 preto peão · h7 preto peão · d5 preto peão · c4 branco peão · d4 branco peão · a2 branco peão · b2 branco peão · f2 branco peão · g2 branco peão · h2 branco peão · a1 branco torre · b1 branco cavalo · c1 branco bispo · d1 branco rainha · e1 branco rei · f1 branco bispo · g1 branco cavalo · h1 branco torre | a8 preto torre · b8 preto cavalo · c8 preto bispo · d8 preto rainha · e8 preto rei · f8 preto bispo · g8 preto cavalo · h8 preto torre · a7 preto peão · b7 preto peão · e7 preto peão · f7 preto peão · g7 preto peão · h7 preto peão · d5 preto peão · c4 branco peão · d4 branco peão · a2 branco peão · b2 branco peão · f2 branco peão · g2 branco peão · h2 branco peão · a1 branco torre · b1 branco cavalo · c1 branco bispo · d1 branco rainha · e1 branco rei · f1 branco bispo · g1 branco cavalo · h1 branco torre | 2 |
| 1 | a8 preto torre · b8 preto cavalo · c8 preto bispo · d8 preto rainha · e8 preto rei · f8 preto bispo · g8 preto cavalo · h8 preto torre · a7 preto peão · b7 preto peão · e7 preto peão · f7 preto peão · g7 preto peão · h7 preto peão · d5 preto peão · c4 branco peão · d4 branco peão · a2 branco peão · b2 branco peão · f2 branco peão · g2 branco peão · h2 branco peão · a1 branco torre · b1 branco cavalo · c1 branco bispo · d1 branco rainha · e1 branco rei · f1 branco bispo · g1 branco cavalo · h1 branco torre | a8 preto torre · b8 preto cavalo · c8 preto bispo · d8 preto rainha · e8 preto rei · f8 preto bispo · g8 preto cavalo · h8 preto torre · a7 preto peão · b7 preto peão · e7 preto peão · f7 preto peão · g7 preto peão · h7 preto peão · d5 preto peão · c4 branco peão · d4 branco peão · a2 branco peão · b2 branco peão · f2 branco peão · g2 branco peão · h2 branco peão · a1 branco torre · b1 branco cavalo · c1 branco bispo · d1 branco rainha · e1 branco rei · f1 branco bispo · g1 branco cavalo · h1 branco torre | a8 preto torre · b8 preto cavalo · c8 preto bispo · d8 preto rainha · e8 preto rei · f8 preto bispo · g8 preto cavalo · h8 preto torre · a7 preto peão · b7 preto peão · e7 preto peão · f7 preto peão · g7 preto peão · h7 preto peão · d5 preto peão · c4 branco peão · d4 branco peão · a2 branco peão · b2 branco peão · f2 branco peão · g2 branco peão · h2 branco peão · a1 branco torre · b1 branco cavalo · c1 branco bispo · d1 branco rainha · e1 branco rei · f1 branco bispo · g1 branco cavalo · h1 branco torre | a8 preto torre · b8 preto cavalo · c8 preto bispo · d8 preto rainha · e8 preto rei · f8 preto bispo · g8 preto cavalo · h8 preto torre · a7 preto peão · b7 preto peão · e7 preto peão · f7 preto peão · g7 preto peão · h7 preto peão · d5 preto peão · c4 branco peão · d4 branco peão · a2 branco peão · b2 branco peão · f2 branco peão · g2 branco peão · h2 branco peão · a1 branco torre · b1 branco cavalo · c1 branco bispo · d1 branco rainha · e1 branco rei · f1 branco bispo · g1 branco cavalo · h1 branco torre | a8 preto torre · b8 preto cavalo · c8 preto bispo · d8 preto rainha · e8 preto rei · f8 preto bispo · g8 preto cavalo · h8 preto torre · a7 preto peão · b7 preto peão · e7 preto peão · f7 preto peão · g7 preto peão · h7 preto peão · d5 preto peão · c4 branco peão · d4 branco peão · a2 branco peão · b2 branco peão · f2 branco peão · g2 branco peão · h2 branco peão · a1 branco torre · b1 branco cavalo · c1 branco bispo · d1 branco rainha · e1 branco rei · f1 branco bispo · g1 branco cavalo · h1 branco torre | a8 preto torre · b8 preto cavalo · c8 preto bispo · d8 preto rainha · e8 preto rei · f8 preto bispo · g8 preto cavalo · h8 preto torre · a7 preto peão · b7 preto peão · e7 preto peão · f7 preto peão · g7 preto peão · h7 preto peão · d5 preto peão · c4 branco peão · d4 branco peão · a2 branco peão · b2 branco peão · f2 branco peão · g2 branco peão · h2 branco peão · a1 branco torre · b1 branco cavalo · c1 branco bispo · d1 branco rainha · e1 branco rei · f1 branco bispo · g1 branco cavalo · h1 branco torre | a8 preto torre · b8 preto cavalo · c8 preto bispo · d8 preto rainha · e8 preto rei · f8 preto bispo · g8 preto cavalo · h8 preto torre · a7 preto peão · b7 preto peão · e7 preto peão · f7 preto peão · g7 preto peão · h7 preto peão · d5 preto peão · c4 branco peão · d4 branco peão · a2 branco peão · b2 branco peão · f2 branco peão · g2 branco peão · h2 branco peão · a1 branco torre · b1 branco cavalo · c1 branco bispo · d1 branco rainha · e1 branco rei · f1 branco bispo · g1 branco cavalo · h1 branco torre | a8 preto torre · b8 preto cavalo · c8 preto bispo · d8 preto rainha · e8 preto rei · f8 preto bispo · g8 preto cavalo · h8 preto torre · a7 preto peão · b7 preto peão · e7 preto peão · f7 preto peão · g7 preto peão · h7 preto peão · d5 preto peão · c4 branco peão · d4 branco peão · a2 branco peão · b2 branco peão · f2 branco peão · g2 branco peão · h2 branco peão · a1 branco torre · b1 branco cavalo · c1 branco bispo · d1 branco rainha · e1 branco rei · f1 branco bispo · g1 branco cavalo · h1 branco torre | 1 |
|   | a | b | c | d | e | f | g | h |   |

O Ataque Panov-Botvinnik começa depois que as brancas jogam 4.c4. Este sistema transforma a linha de jogo em algo semelhante à posições do Gambito da Dama, porém com as brancas com um bom desenvolvimento, e boas chances de ataque até que o peão isolado não é muito problema. Já foi considerado a refutação definitiva da Defesa Caro-Kann.
Atualmente a refutação ao Ataque Panov-Botvinnik é iniciada com o movimento 4...Cf6, o que evitará a situação de peão isolado da dama.
As continuações mais indicadas podem ser:
1.e4 c6 2.d4 d5 3.exd5 cxd5 4.c4 Cf6 5.c5
1.e4 c6 2.d4 d5 3.exd5 cxd5 4.c4 Cf6 5.Cc3 Cc6 6.Bg5 dxc4 7.d5 Ca5
1.e4 c6 2.d4 d5 3.exd5 cxd5 4.c4 Cf6 5.Cc3 Cc6 6.Bg5 e6
1.e4 c6 2.d4 d5 3.exd5 cxd5 4.c4 Cf6 5.Cc3 Cc6 6.Bg5 Da5
1.e4 c6 2.d4 d5 3.exd5 cxd5 4.c4 Cf6 5.Cc3 Cc6 6.Bg5 Db6
1.e4 c6 2.d4 d5 3.exd5 cxd5 4.c4 Cf6 5.Cc3 e6
1.e4 c6 2.d4 d5 3.exd5 cxd5 4.c4 Cf6 5.Cc3 g6

## Linhas Incomuns
Variante dos dois Cavalos: 1.e4 c6 2.Cf3 d5 3.Cc3, como jogou Bobby Fischer em sua juventude.
Variante Fantasia ou de Tartakower: 1.e4 c6 2.d4 d5 3.f3, que lembra em alguma coisa o Gambito Blackmar-Diemer. 3...e6 é provavelmente a resposta mais sólida.
Variante Gurgenidze: 1.e4 c6 2.d4 d5 3.Cc3 g6—é por causa desta linha que alguns enxadristas acreditam que 3.Nd2 é mais eficiente (as brancas também podem jogar c3 do mesmo jeito), 3...g6 também serviria de resposta a este lance.
Note que as linhas da Caro-Kann ou linhas semelhantes podem ser alcançadas pela transposição dos movimentos da abertura inglesa, como depois de 1.c4 c6 2.e4 d5.
Abaixo um jogo recente ilustrando as chances brancas de atacar quando os jogadores fazem roque para o lado oposto na Variante Clássica:
Lev Milman-Joseph Fang Aberto de Foxwoods, 2005 1.e4 c6 2.d4 d5 3.Cc3 dxe4 4.Cxe4 Bf5 5.Cg3 Bg6 6.h4 h6 7.Cf3 Cd7 8.h5 Bh7 9.Bd3 Bxd3 10.Dxd3 e6 (10...Dc7 evitaria a seuüencia das brancas que se seguiu no jogo) 11.Bf4 Bb4+ 12.c3 Be7 13.0-0-0 Cgf6 14.Rb1 0-0 15.Ce5 c5?! (15...Cd5 é mais usal e provavelmente mais forte) 16.Df3 Db6? (teria sido melhor 16...cxd4 17.Txd4 Cex5 18.Bxe5 Dc8 19.Thd1 Td8 20.Ce4 com as brancas com uma pequena vantagem) 17.Cxd7 Cxd7 18.d5 exd5 19.Cf5! Bf6 20.Txd5 De6 21.Bxh6 (21...gxh6 22.Td6 De8 23.Txf6 Cxf6 24.Dg3+ e mate na g7) Ce5 22.De4 Cc6 23.Df3 Ce5? (23...gxh6 24.Td6 De5 25.Cxh6+ Rg7 26.Cf5+ Rh7 com uma posição pouco clara) 24.De4 Cc6 25.Dg4! Dxd5 (25...Ce5 26.Txe5 Qxe5 27.Bxg7 Bxg7 28.h6 e as brancas venceriam) 26.Bxg7 Dd3+ 27.Ra1 Ce5 28.Ce7+!! Rh7 29.Dg6+!! fxg6 30.hxg6+ Rxg7 31.Rh7# (As brancas estão com uma dama, uma torre e um bispo a menos!) Notas baseadas nas notas de Milman de Julho de 2005, no livro Chess Life, pp. 11–12.

## Encyclopaedia of Chess Openings
A ECO tem dez códigos para a defesa Caro-Kann, de B10 à B19.
- B10: 1.e4 c6
- B11: 1.e4 c6 2.Cc3 d5 3.Cf3 Bg4 (Variante dos dois cavalos com 3...Bg4)
- B12: 1.e4 c6 2.d4
- B13: 1.e4 c6 2.d4 d5 3.exd5 cxd5 (Variante das Trocas)
- B14: 1.e4 c6 2.d4 d5 3.exd5 cxd5 4.c4 Cf6 5.Cc3 e6 (Ataque Panov-Botvinnik)
- B15: 1.e4 c6 2.d4 d5 3.Cc3
- B16: 1.e4 c6 2.d4 d5 3.Cc3 dxe4 4.Cxe4 Cf6 5.Cxf6+ Cxf6 (Variante Bronstein-Larsen)
- B17: 1.e4 c6 2.d4 d5 3.Cc3 dxe4 4.Cxe4 Cd7 (Variante Smyslov)
- B18: 1.e4 c6 2.d4 d5 3.Cc3 dxe4 4.Cxe4 Bf5 (Variante Clássica)
- B19: 1.e4 c6 2.d4 d5 3.Cc3 dxe4 4.Cxe4 Bf5 5.Ng3 Bg6 6.h4 h6 7.Nf3 Nd7 (Variante Clássica)